# Slussen (1935)
För mer om denna plats, se Slussen; för andra betydelser, se Slussen (olika betydelser)

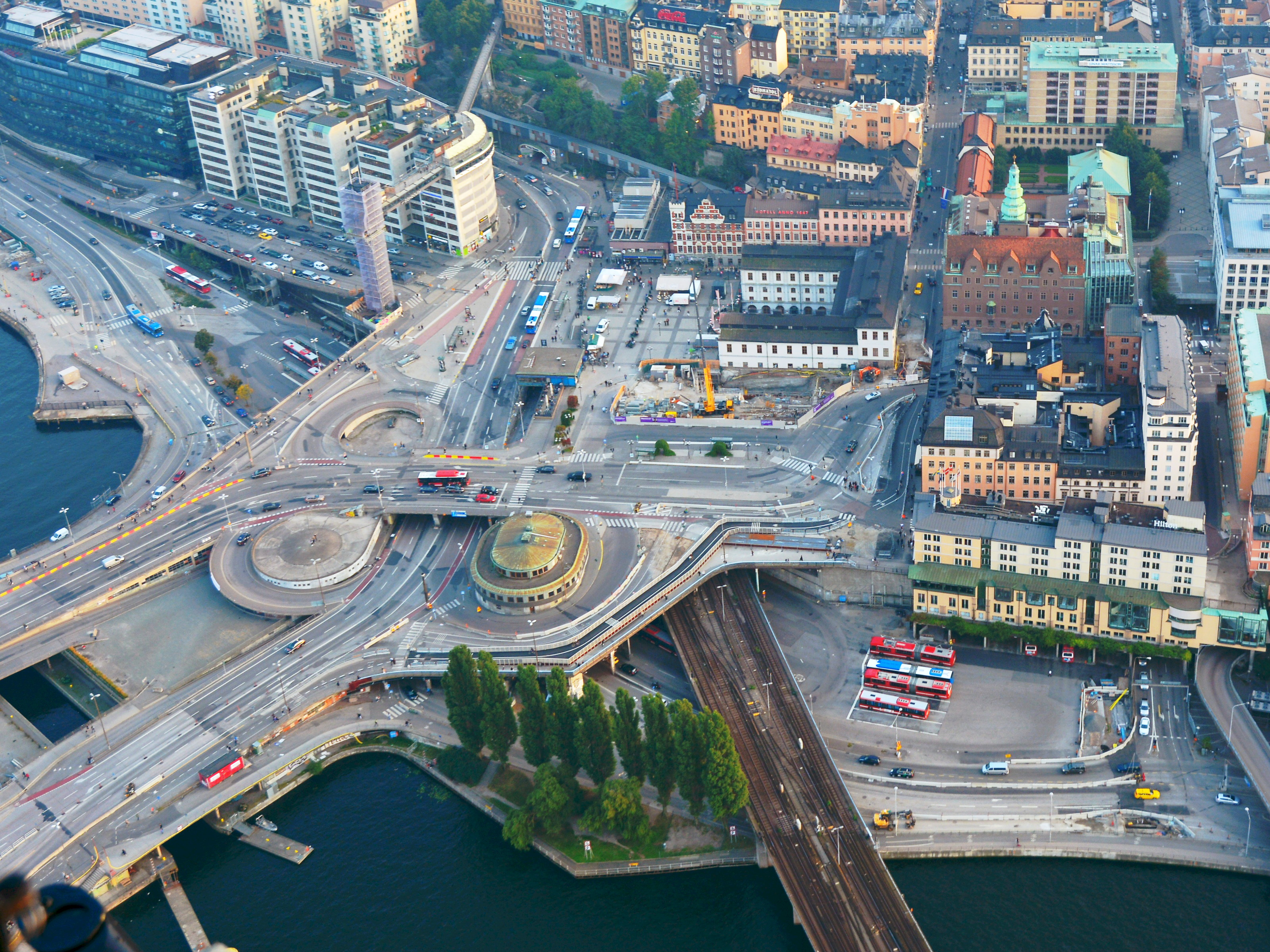
Slussen, vy mot syd, september 2014.

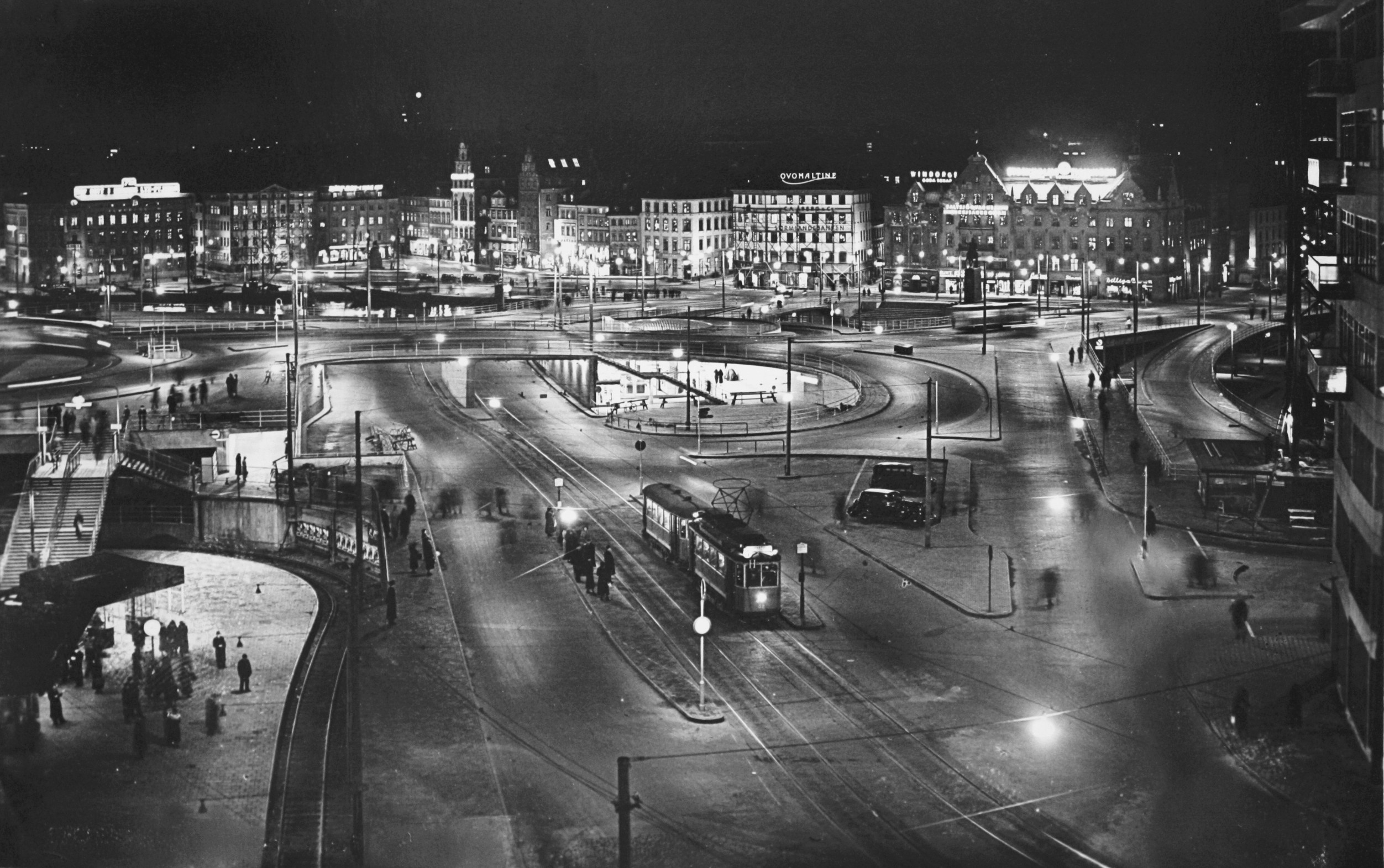
Slussen på kvällen, vy mot norr, 1940-tal.

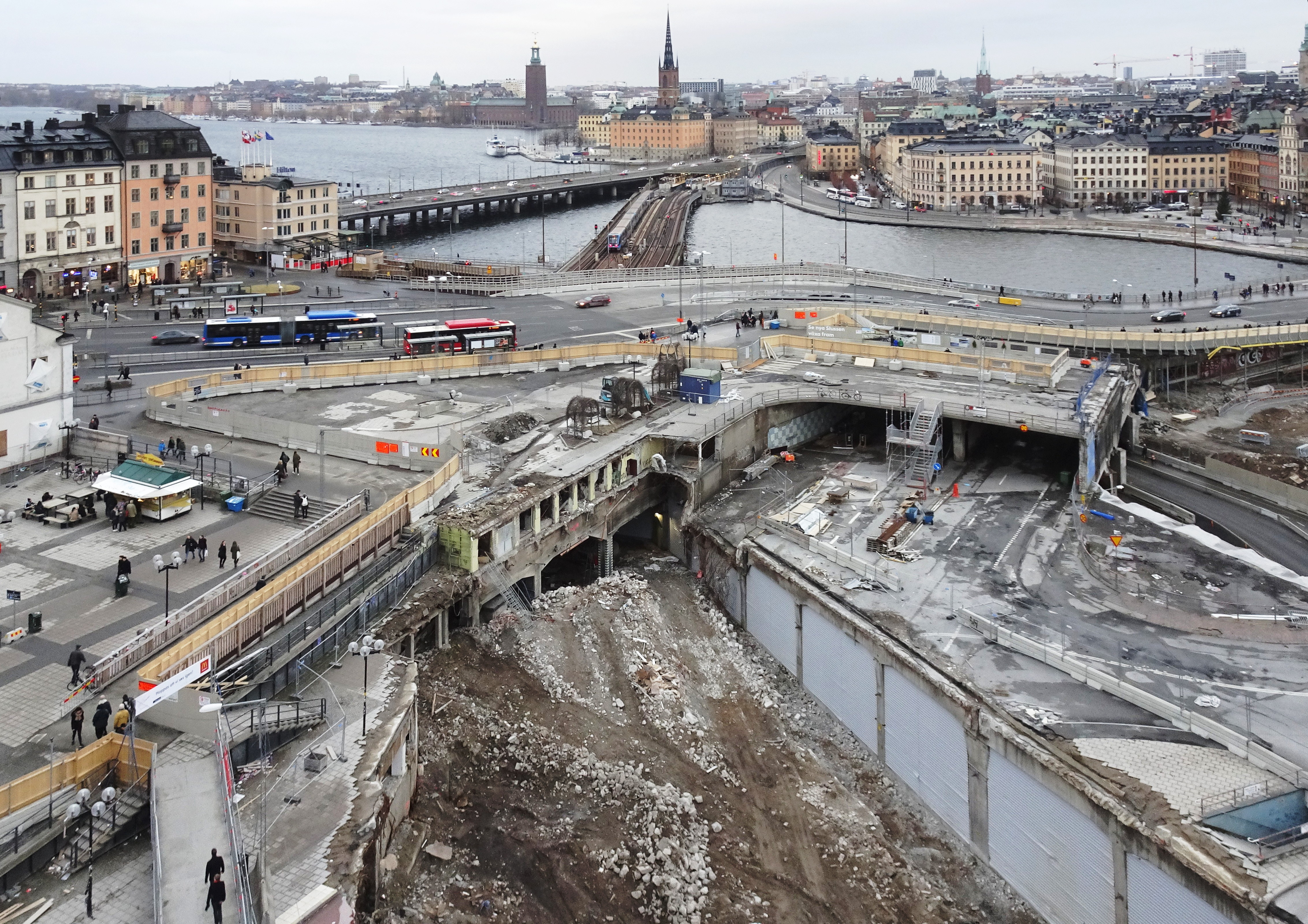
Slussen rivs, vy mot nordväst, 31 december 2016.

Slussen var en trafikplats invigd 1935 och uppförd i funktionalistisk stil på Södermalm i Stockholm vid passagen till Gamla stan över Söderström. Trafikplatsen utgjorde fram till 2016 centralpunkten i  Slussenområdet som även innefattar landtungorna på båda sidor om Saltsjön respektive Mälaren och en viktig knutpunkt för kollektivtrafik, med tunnelbanestation, Saltsjöbanans ändhållplats och bussterminal.
Utanför tunnelbanestationen Slussen ligger Ryssgården, ett torg skapat 1967 med ett historiskt namn. Norr om Ryssgården ligger Södermalmstorg. Vid torget återfinns Stadsmuseet i Stockholm och Katarinahissen. I själva slussöverbyggnaden fanns butiker i Blå bodarna. Vid Stadsgården och i direkt anslutning till tunnelbanestationen låg Saltsjöbanans ändstation, som invigdes den 22 december 1936 under namnet Stockholm Saltsjöbanan. Tidigare stannade tågen vid Stadsgårdens station. Slussen är även namnet på en bussterminal mot Nacka och Värmdö.
Slussens trafikanläggning och vattenslussen Karl Johansslussen ersätts i projektet "Nya Slussen" som pågår från 2016 till 2027 av en ny anläggning.  I samband med förberedelserna för bygget revs största delen av 1935 års trafikplats under 2016; kvarvarande delar revs successivt under åren fram till 2020.

## Bakgrund

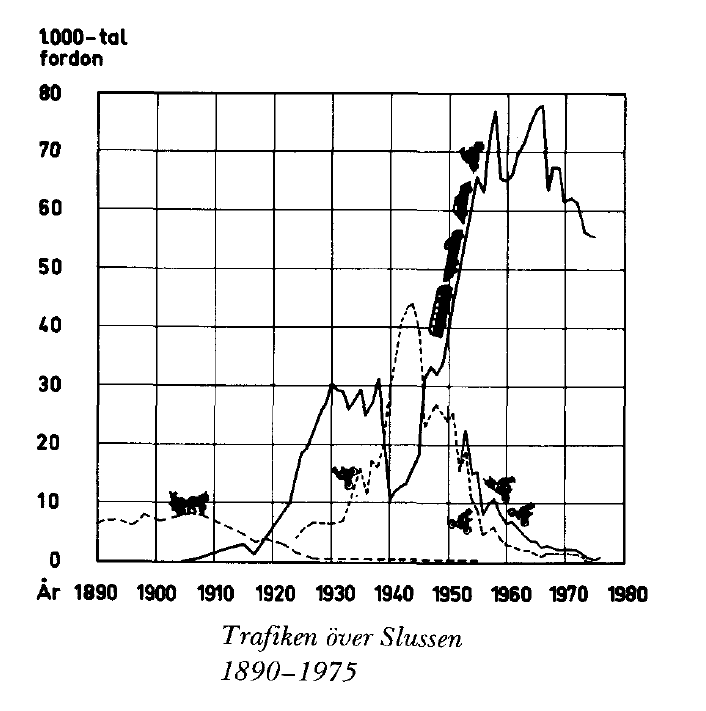
Trafiken över Slussen 1890–1975.

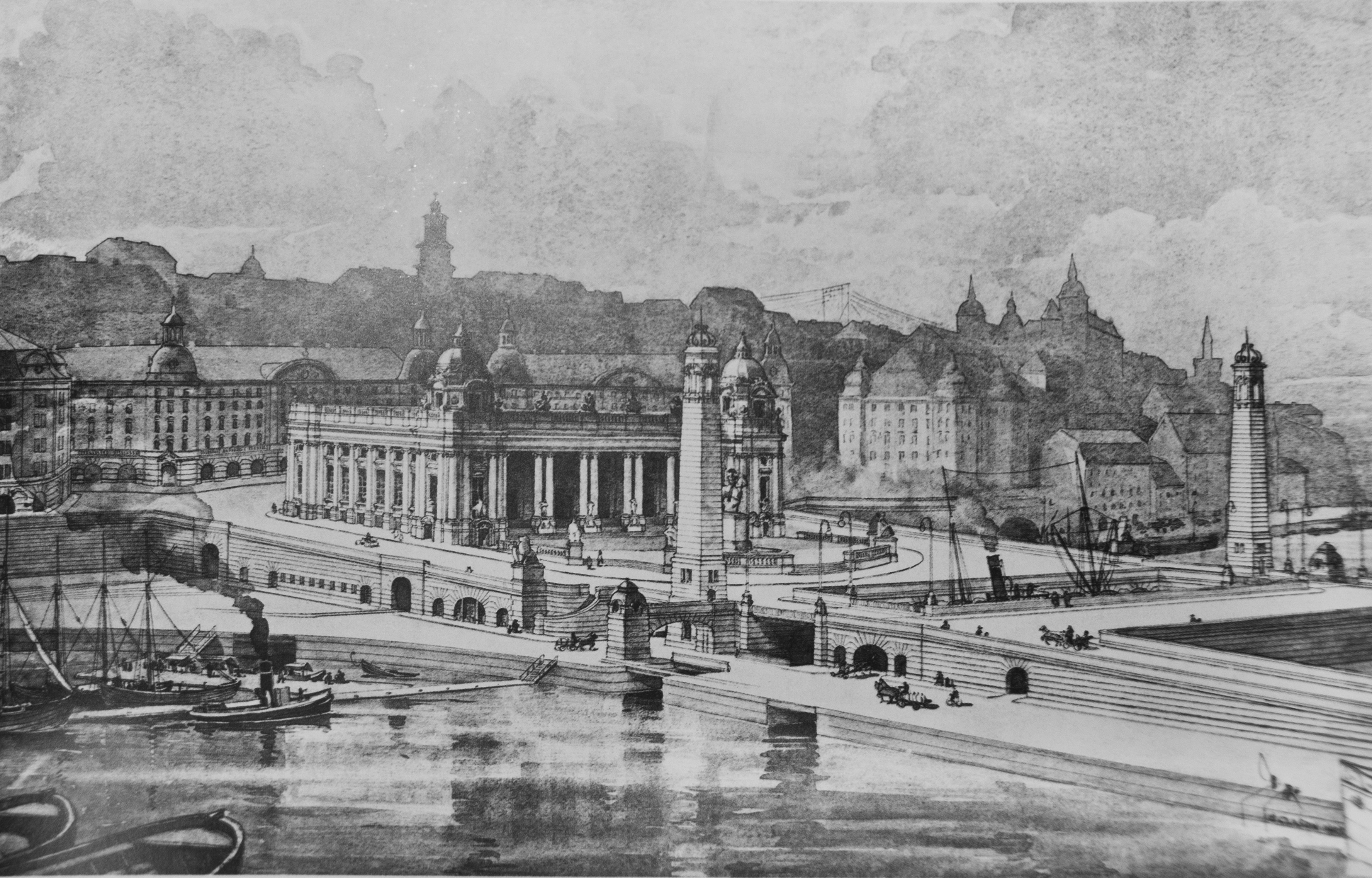
Isak Gustaf Clasons förslag från 1905.

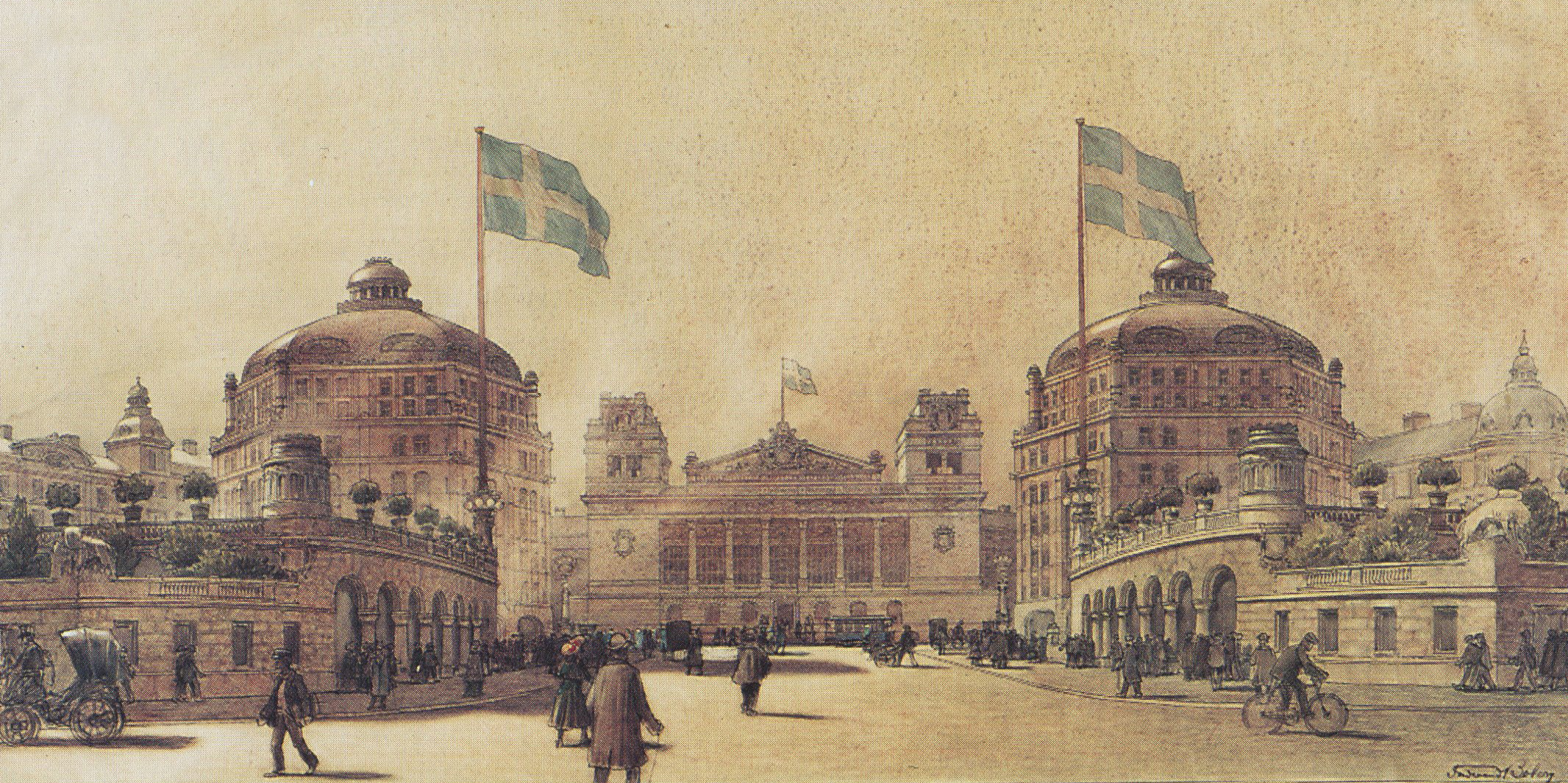
Ferdinand Bobergs förslag från 1906.

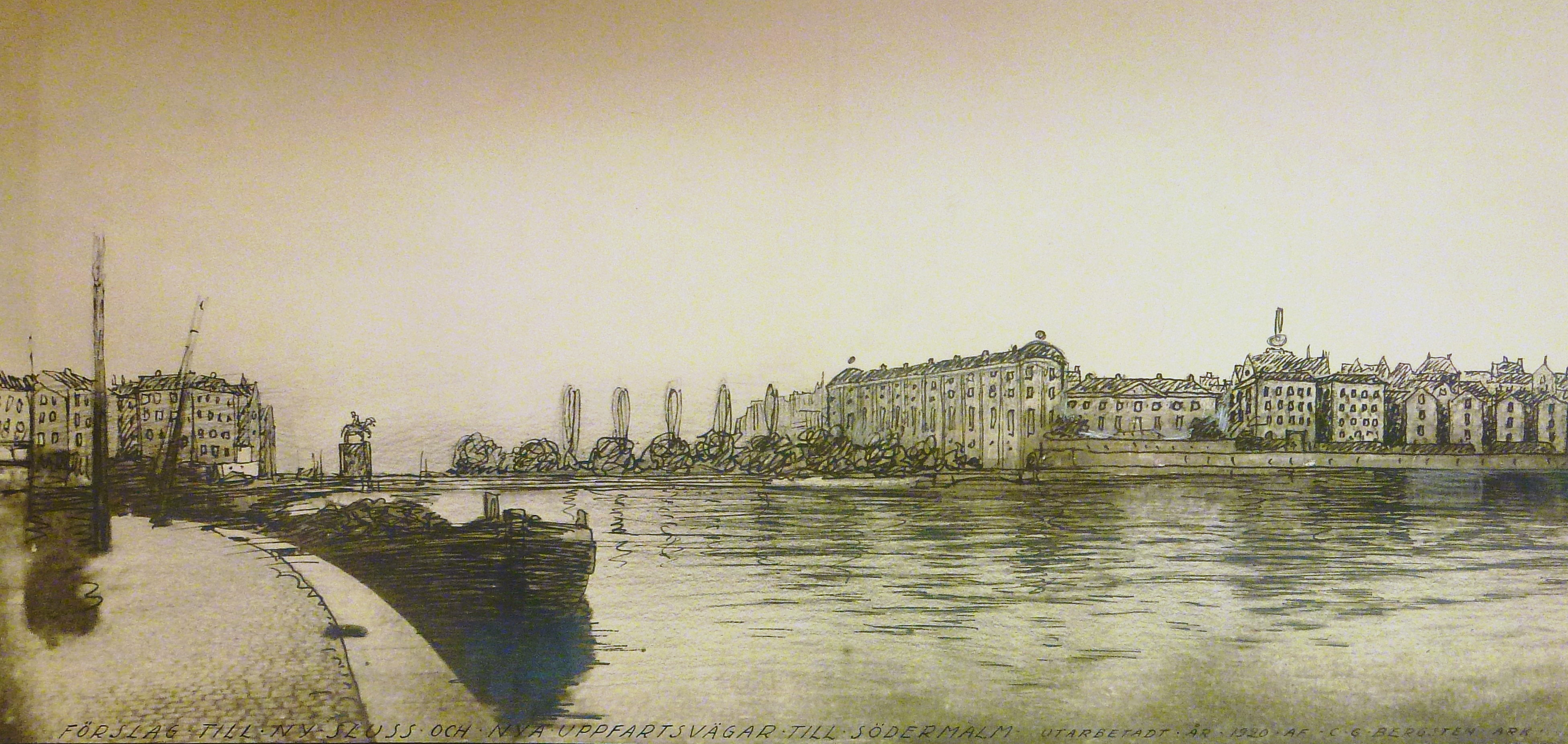
Carl Bergstens förslag från 1920.

Ökande trafik på vatten, på vägarna och på spår i kombination med ständiga broöppningar för Nils Ericsons sluss ledde kring sekelskiftet 1900  till omfattande trafikproblem vid Slussen. En lång rad ingenjörer och arkitekter försökte lösa problemet. År 1895 presenterade ingenjörerna Johan Gustaf Richert och Fredrik Enblom en ombyggnad med en ny stor sluss under namnet Alternativa förslag till Slussen. Förslaget föll 1900 då man istället diskuterade möjligheten för större fartyg att gå genom en ny farled via Årstaviken och Hammarby sjö, kallad Hammarbyleden.
År 1901 presenterades därför ett nytt reviderat förslag av de båda ingenjörerna med en mindre sluss. Förslaget som även innefattade ett helt nytt Södermalmstorg genom rivningen av Södra stadshuset omarbetades efter kritik om låga brohöjder. Nya ritningar med dubbla broar togs fram av paret 1905 där Isak Gustaf Clason stod för den estetiska utformningen i nybarock, i vilket Slussen upplystes med två fyrtorn.
År 1906 blev Ferdinand Boberg chef för Stockholms Byggnadskontor. Han utformade samma år en egen monumentallösning med en majestätisk uppfart mellan två rundtorn mot en central fondbyggnad och staden tog beslutet att detta skulle genomföras. Även Bobergs förslag förutsatte en rivning av Södra stadshuset vilket Samfundet S:t Erik och Svenska Teknologföreningen motsatte sig och med hjälp av Carl Bergsten utformade de 1913 ett eget förslag där byggnaden bevarades. Bobergs förslag låg dock fast men underkändes av statliga Överintendentsämbetet 1914. Vid denna tid sågs Bobergs lösning som otidsenlig och man beslutade att frågan än en gång skulle utredas. 1914 togs beslut om Hammarbyledens tillkomst, men slussenfrågan blev vilande under första världskriget.
År 1919 fick Ture Ryberg och Lars Israel Wahlman  uppdraget att utforma ett nytt förslag och framlade en nedtonad venetiansk övergång med fri sikt åt Mälaren och Saltsjön. Carl Bergsten kontrade med ett eget förslag året därpå som förvandlade hela slussenområdet till en grönskande park. Något förverkligande av planerna blev det dock inte.
På 1920-talet uppstod det så kallade "Slusseneländet". Både båt- och biltrafiken ökade och Slussen var den enda vägen för båtar som skulle passera staden i öst-västlig riktning och för bilar i nord-sydlig riktning. Vid broöppningar kunde bilar få köa och spårvagnarna väntade i långa rader. När Hammarbyleden öppnades 1929 behövde broarna inte längre öppnas så ofta, men trafikproblemen fanns kvar på grund av den kraftigt ökande biltrafiken. Stockholmarna menade skämtsamt att om man begav sig in i ”Slusseneländet” med en ny och modern bil så kom man ut med en gammal och omodern.

## Planering och uppförande

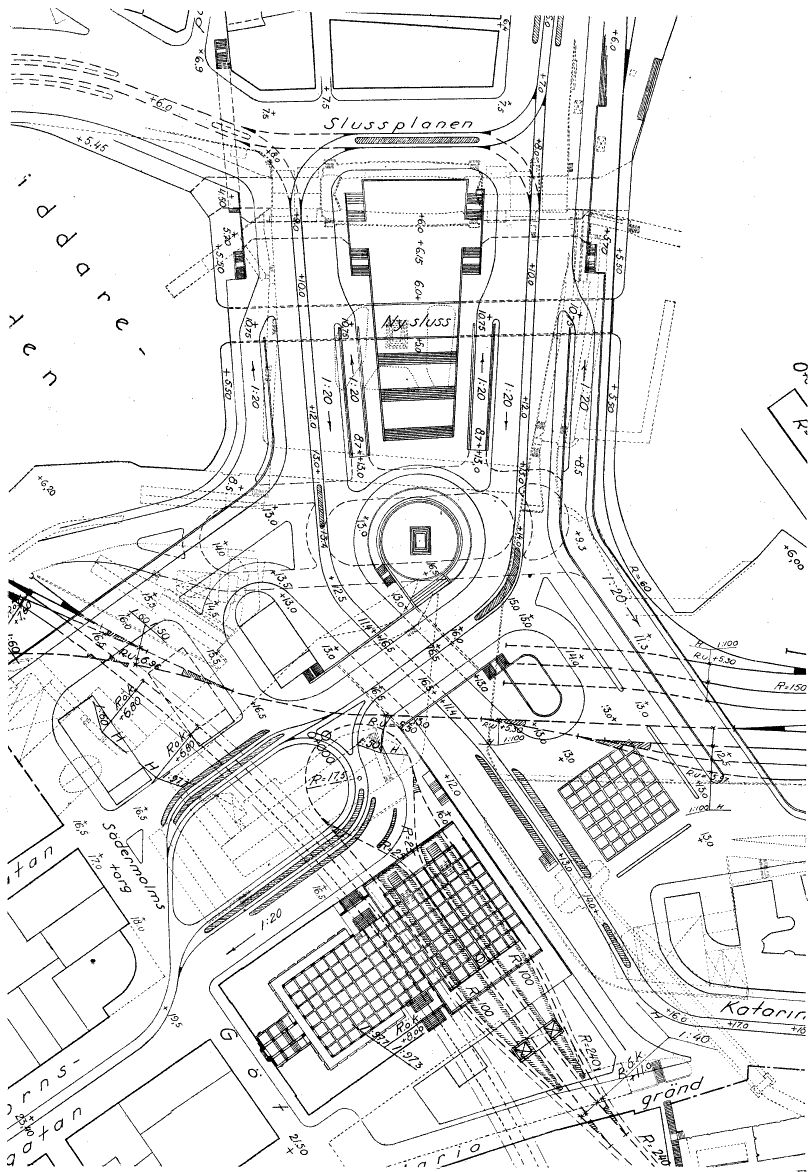
"Huvudplan för reglering av slussområdet." 1930 års trafikkommitté i Teknisk Tidskrift 1931.

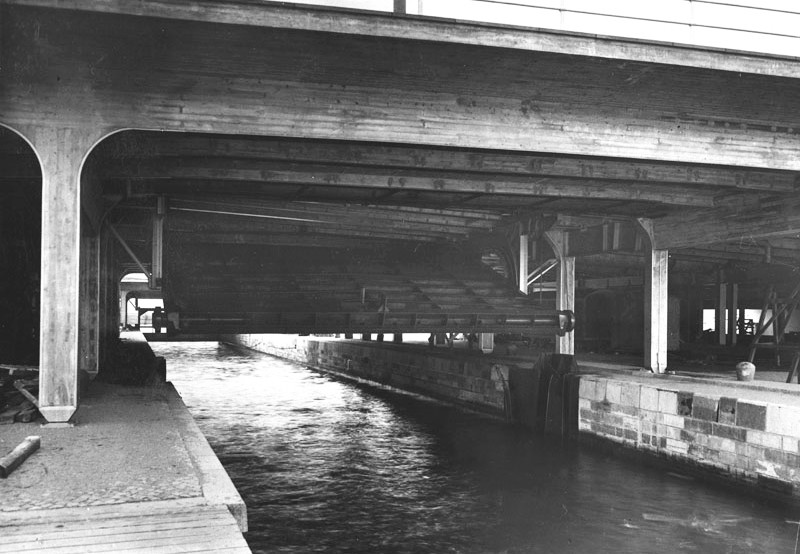
Karl Johansslussen 1935 eller 1936.

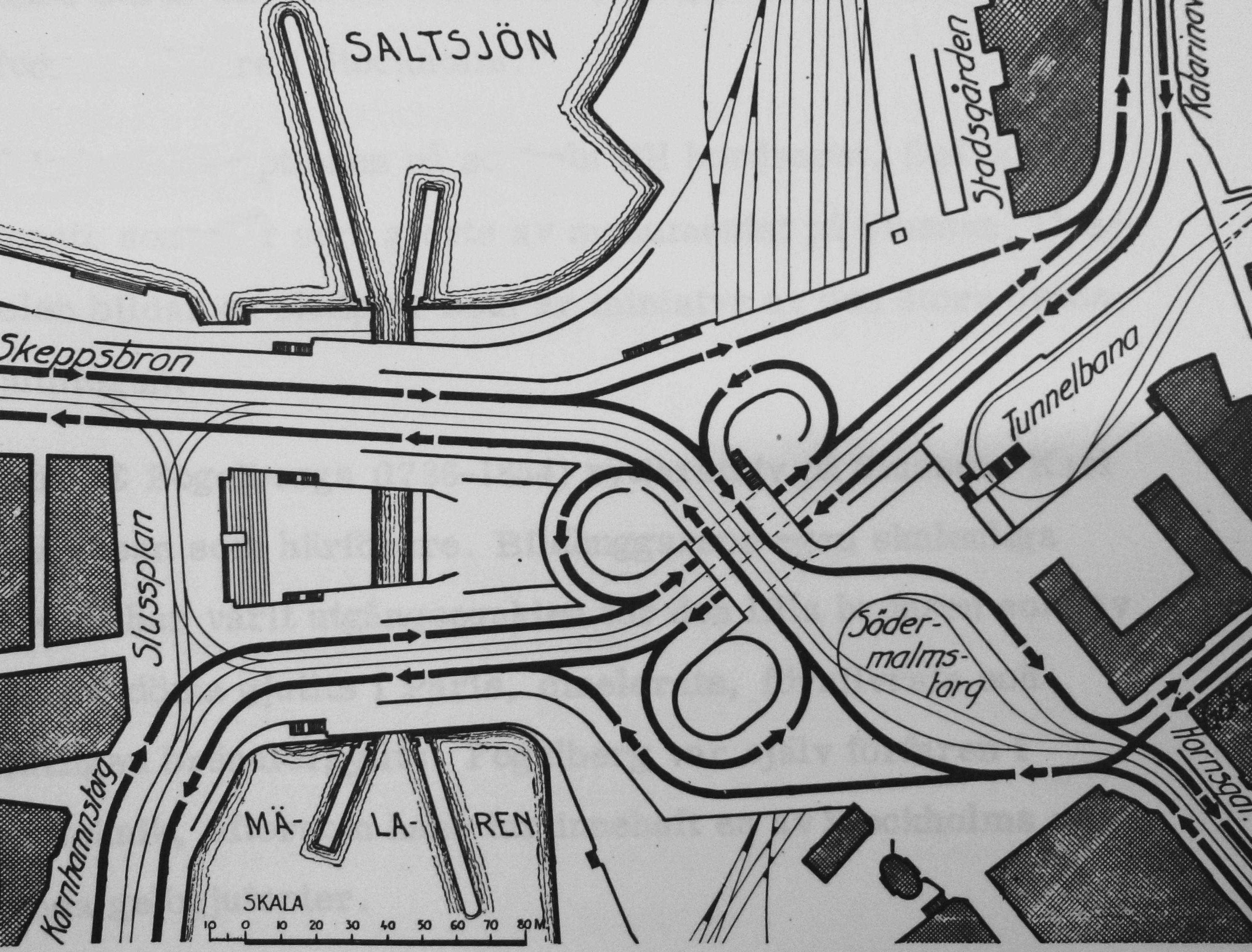
Slussens slutgiltiga trafikföring för vänstertrafik (norr är till vänster)

### Beslut
I mars 1931 beslöt Stockholms stadsfullmäktige att anslå erforderliga medel till en ombyggnad av slussområdet i enlighet med det förslag som framlagts av 1930 års trafikkommitté. Utförandet av arbetena uppdrog stadsfullmäktige åt gatunämnden, vilken för ändamålet tillsatte Slussbyggnadskommittén, med ledamöter från såväl gatunämnden som hamnstyrelsen. Ordförande för såväl 1930 års trafikkommitté som Slussbyggnadskommittén var borgarrådet och ordföranden i gatunämnden Yngve Larsson.

### Arkitektur och utformning
Arkitekterna för byggprojekt Slussen var Tage William-Olsson och Holger Blom, och förslaget utarbetades i samarbete med stadsplanekontorets ingenjör Gösta Lundborg. Lundborg hade studerat trafikplanering i USA och redan 1930 visade han ett klöverbladsliknande förslag tillsammans med Cyrillus Johansson. Yngve Larsson skrev senare om Lundborgs bidrag till Slussen att:
| ”                    | mästaren till verket, det var utan varje tvivel Gösta Lundborg: han förenade den skickliga problemlösarens fantasi med trafikexpertens massiva sakkunskap, exakt till centimetern. | „ |
| – Yngve Larsson 1977 | |   |

Från 1928 kom William-Olsson att engagera sig i frågan om en trafiklösning vid Slussen. Han arbetade med såväl trafikföringen som gestaltningen av anläggningen och den omgivande bebyggelsen. Problemet gällande fordonstrafiken över Slussen var att på ett smidigt sätt koppla ihop Skeppsbron och Munkbron i norr med Katarinavägen och Hornsgatan i syd, samt Söder Mälarstrand i väst med Stadsgården i ost. Det var också viktigt att den nya konstruktionen kunde knyta samman flera trafikslag på platsen som bilar, bussar, spårvagnar, båtar, gående och cyklister. Allt skulle helst ske planskilt och utan reglering genom polisman eller av trafikljus. En viktig del av trafikapparaten utgjorde även sammankopplingen av Saltsjöbanan med den helt nya tunnelbanan och spårvagnstrafiken. 
Lösningen på problemet blev en klöverbladskorsning. Därmed skapades en tredimensionell trafikrörelse både horisontellt och vertikalt på ett sätt som var helt nytt för Sverige. Underst löpte Norra och Södra Järngraven samt järnvägsspår för trafik i öst-västlig riktning. Högst upp låg Katarinavägen som korsades av Skeppsbron på en viadukt.
Vid ingången av 1930-talet var klöverbladslösningar fortfarande sällsynta. En klöverbladskorsning mellan två motorvägar byggdes för första gången 1928 i Woodbridge, New Jersey. 1929 föreslog formgivaren och arkitekten Marcel Breuer en klöverbladslösning för korsningen Potsdamer Platz / Leipziger Platz i Berlin. Förslaget genomfördes dock aldrig. Trafik-klöverblad patenterades i Europa 1928, och Slussen var troligen Europas första trafik-klöverblad i innerstadsmiljö. Anläggningen var redan från början förberedd för högertrafik.
Från början fanns dock ingen klöverbladslösning utan olika förslag och studier med planskilda korsningar. Vem som är upphovsmannen till den slutgiltiga utformningen med treklövern är något oklart. Det första kända förslaget med en planskild korsning för trafikens huvudflöden är visserligen undertecknat av William-Olsson, men han själv framhöll i en intern rapport 1934 att Lundberg var upphovsmannen. Den 1 juli 1934 beslutade slussenkommittén att säga upp William-Olssons anställning och istället göra honom till biträdande konsult. Till hans efterträdare valdes arkitekterna Holger Blom och dennes kollega Gunnar Lené. Allt tyder på att denna nyordning inte alls var eftersträvad av William-Olsson.
Trafikanläggningen Slussen utformades i för tiden typisk funktionalism, som i Blå bodarnas butiksdel och kupoltak drivits längst. Slussen hyllades från många håll, bland andra av ledande svenska arkitekturkritiker för sina vackra linjer, för sina blanka kakelväggar, de stora glasväggarna och gångstråken med småbutiker. Det fanns även kritik från konservativa arkitekter, som inte ville se detta stora betongbygge på en historiskt känslig plats som Slussen. Den schweiziske arkitekten Le Corbusier visade sin förtjusning i ett personligt brev till William-Olsson:
| ”                   | Vouz avez fait, vous, à Stockholm, la première grande oeuvre des temps modernes: le croisement de la Slusse! Il semblait que tout devait suivre, à cette échelle. Ne desespérez pas. Continuez, proposez, combattez… (Ungefär: Ni har skapat, ni i Stockholm, den moderna tidens första stora verk: korsningen vid Slussen! Fullfölj arbetet i denna skala. Misströsta inte. Gå vidare, kom med förslag, kämpa på…) | „ |
| – Le Corbusier 1932 | |   |

### Organisation och entreprenörer
Genomförandet var mycket välplanerat. För att avlasta byggområdet från gående och cyklister byggdes en provisorisk pontonbro mellan Söder Mälarstrand och Mälartorget på Gamla stans sida. Trafiken flöt till och med bättre än innan byggstart. Arbeten som sorterade under andra förvaltningar (än gatunämnden) inom Stockholms stad utfördes oftast i dessa förvaltningars regi. Spårvägsarbeten utfördes därför av Stockholms Spårvägar, vattenledningsarbeten av Stockholms vattenverk, el- och gasledningsarbeten av Stockholms Gas- och Elektricitetsverk, vissa inredningsarbeten utfördes av Stockholms fastighetskontor och så vidare.
Ledning
- Yngve Larsson, borgarråd och gatunämndens ordförande
- Tage William-Olsson, ansvarig arkitekt (fristående konsult efter 1 juli 1934)
- Holger Blom, ansvarig arkitekt (efter 1 juli 1934)
- Gösta Lundborg, byråingenjör vid stadsplanekontoret i Stockholms stad
- Carl Bjuke, chef för konstruktionskontoret och kapten vid Väg- och Vattenbyggnadsstyrelsen
- Henrik Kreüger, konstruktör för vissa viadukter
- Ragnar Abrahmsén, tekniska utformningen av viadukter och gator

| Byggentreprenörer - Byggnads AB Contractor, Stockholm - Aktiebolaget Skånska Cementgjuteriet Pålningsarbete - Compagnie Internationale des Pieux Armés - Société des Pieux Armés Frankignoul, Liège | Järnkonstruktioner - AB Bröderna Hedlund, Stockholm - Elektriska Svetsnings AB, Stockholm Slussportar och maskinerier - AB Götaverken, Göteborg - AB Lindholmen-Motala - Motala Verkstad - Allmänna Svenska Elektriska AB, Västerås | Leverantörer av kakel, plattor och sten - IFÖ-verken - Upsala-Ekeby AB (glasering) - Svenska Plattförsäljnings AB - AB Bröderna Flinks Granitstenhuggeri, Västervik - Granitaktiebolaget C. A. Kullgrens enka, Uddevalla - Aktiebolaget Västkustgranit | Leverantörer av tegel, betong och glaspartier - Aktiebolaget Mälardalens Tegelbruk - AB Helsingborgs Ångtegelbruk, Helsingborg - AB Betongindustri, Stockholm - Aktiebolaget Glas-Metall-Betong |

### Konstruktion och grundläggning
Allmänt

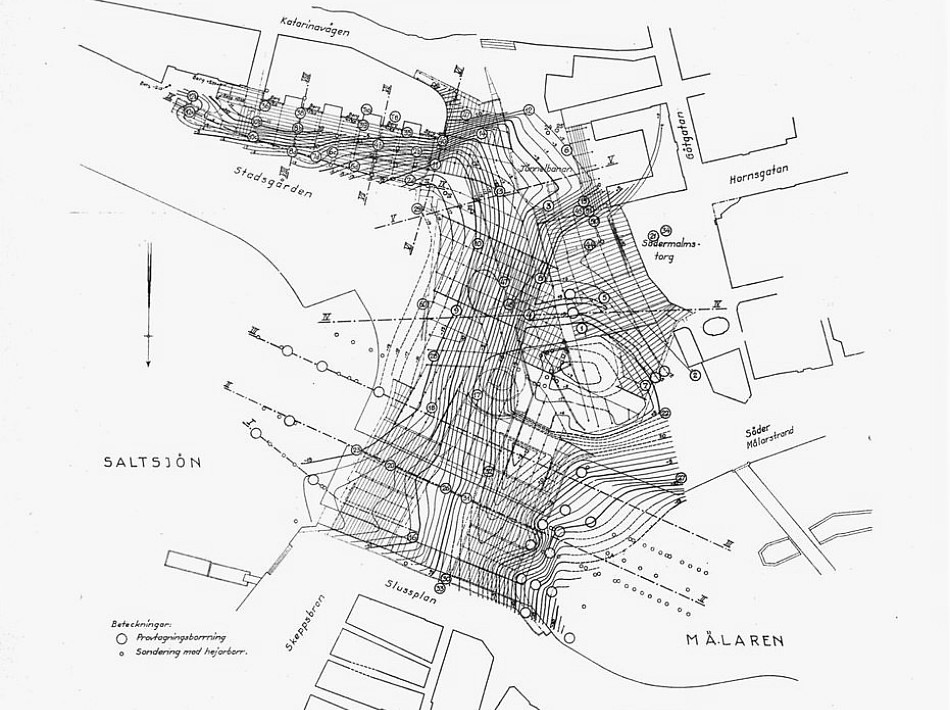
Nivåplan över grusåsen i Slussenområdet med positioner för grundundersökningens provborrning och sondering. Norr är nedåt.

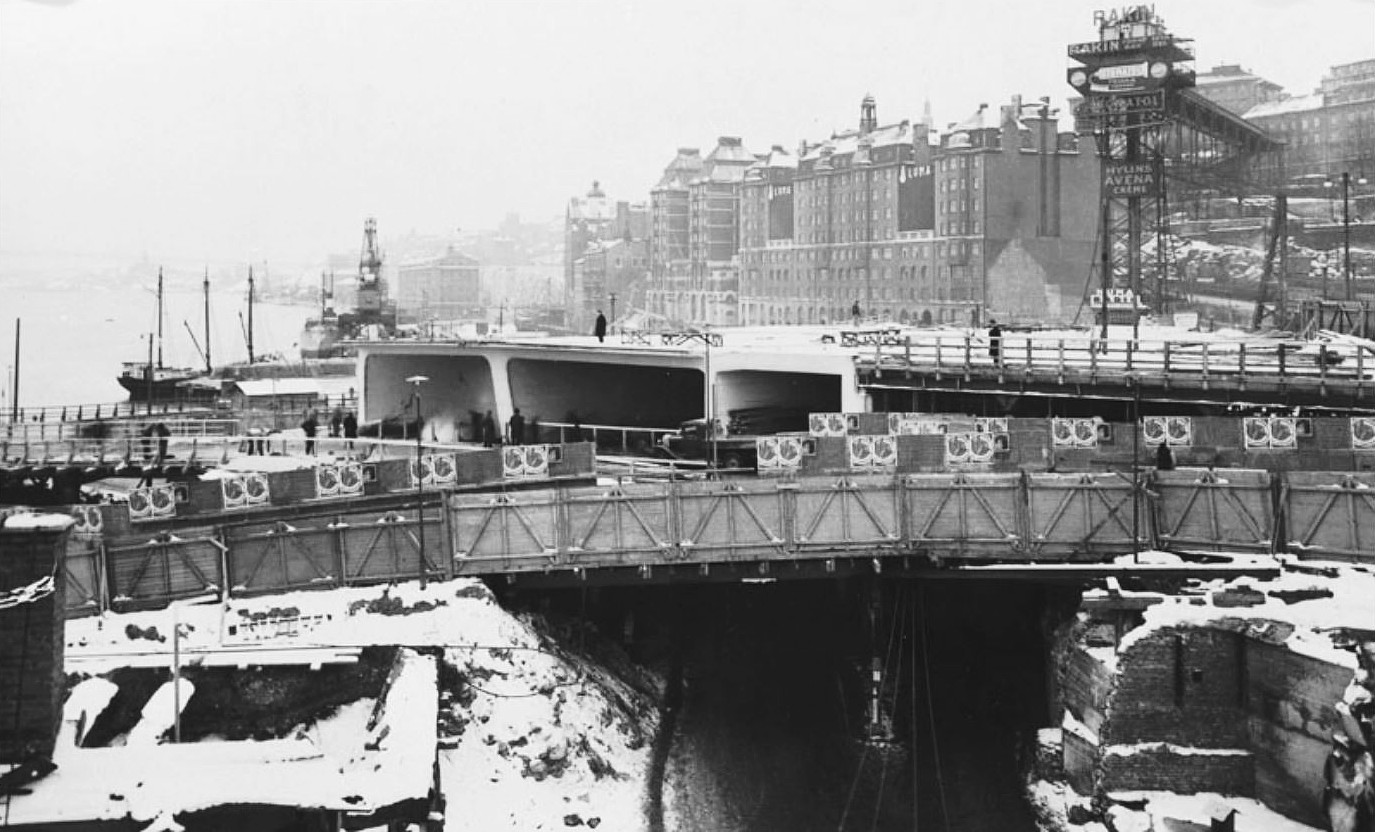
Slussen under byggskedet, vy mot öster. Dubbelviadukten syns i mitten, gamla Katarinahissen är fortfarande kvar. Bilden är tagen troligen på vintern 1932–1933.

Hela trafikanläggningen omfattar en yta av ungefär 40 000 m² betong och utgör därmed 7 procent av Stockholms stads samtliga broar. Hjärtat i anläggningen är dubbelviadukten där Järngraven (längst ner), Katarinavägen (i mitten) och Skeppsbron (högst upp) korsar varann i tre nivåer.
Trafikplatsens tre slingor, Norra slingan, Södra slingan och Västra slingan (Pelikanslingan), dimensionerades beträffande svängradie och stigning efter de minimått som rekommenderades av svenska statens normer för gator och vägar. För att vara på den säkra sidan byggdes en fullskalemodell av Södra slingan på Gärdet och testades med bussar.
Eftersom bristfällig grundläggning och fogning senare bidrog till Slussens byggtekniska problem skall här ges en översiktlig beskrivning hur dessa konstruerades.
Grundläggning
Slussenanläggningen utfördes som en ren betongkonstruktion och grundlades på olika sätt beroende på markens beskaffenhet. Här fanns allt från berg till dy och utfyllnader. Man var mycket medvetet om de komplicerade grundförhållanden. På ett tidigt stadium utfördes för tiden noggranna grundundersökningar, som visade grundläggningsdjup på över 40 meter i förkastningsbranten på Södermalmssidan (ungefär framför KF-huset). För att undvika besvärlig grundläggning i förkastningsbranten flyttades hela anläggningen västerut, där djupet till fast berg var betydligt mindre.
Man grundlade direkt på berg, på äldre murverk eller på grusåsen och inom områden där det inte var möjligt användes pålar av trä, stål och betong. På Saltsjösidan dominerade dy och utfyllnader och här användes pålning enligt den så kallade frankimetoden. Metoden utvecklades av den belgiska ingenjören och uppfinnaren Edgard Frankignoul (1882–1954) på 1900-talets början och innebär att betong pressas ner genom ett nedslaget 15 till 20 meter långt stålrör. När sedan stålröret dras upp igen blir en betongpelare kvar. Metoden användes för första gången i Sverige och utfördes av det belgiska specialföretaget Société des Pieux Armés Frankignoul. System Franki utgör cirka 45 procent av samtliga pålar i slussenkonstruktionen.
Det var frankipålningen som sedermera skulle visa sig vara undermålig och den förorsakade tidigt sättningar i anläggningen. Allt tyder på att man inte kom så långt ner som man ville med stålrören. När de drogs upp kollapsade betongpelaren på grund av instabila jordlager.
Fogar
Komplexet av viadukter, ramper och slingor delades upp i självständiga, helgjutna och foglösa betongstrukturer. Antal, storlek och utformning bestämdes av byggnadsetapper och grundläggningsmetoder. Mellan dessa betongstrukturer (eller ”monoliter” som de kallas i utredningar) anordnades dilatationsfogar, som skulle möjliggöra viss inbördes rörelse. Fogarna tätades med en elastisk asfaltmassa. Konstruktionen visade sig undermålig och byttes på 1970-talet till den så kallade Slussenfogen, som består av gummiduk fixerad med plattstål. Även den har delvis utbytts på grund av läckage.

### Historiska bilder från bygget

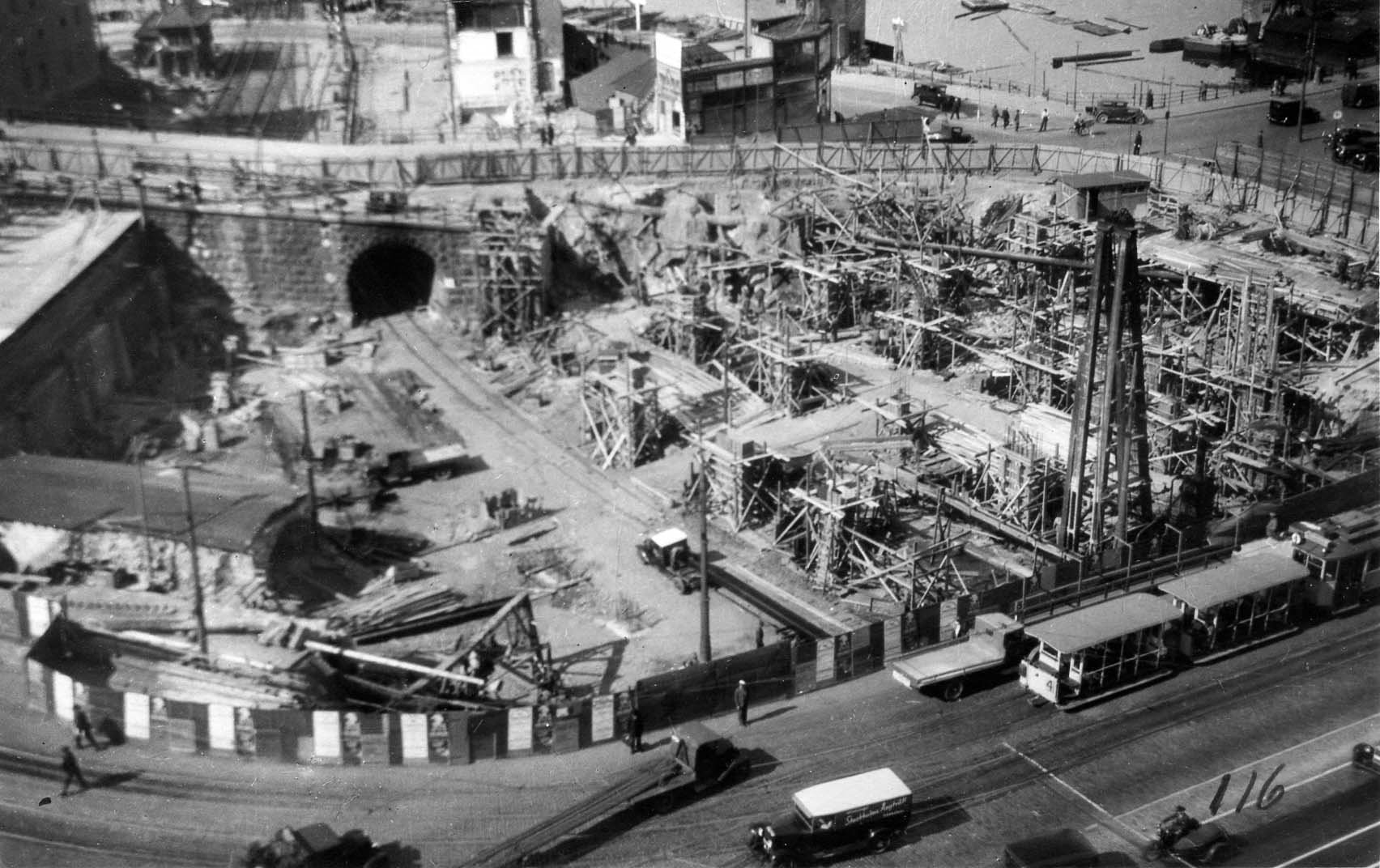
Byggarbeten vid Ryssgården 1932
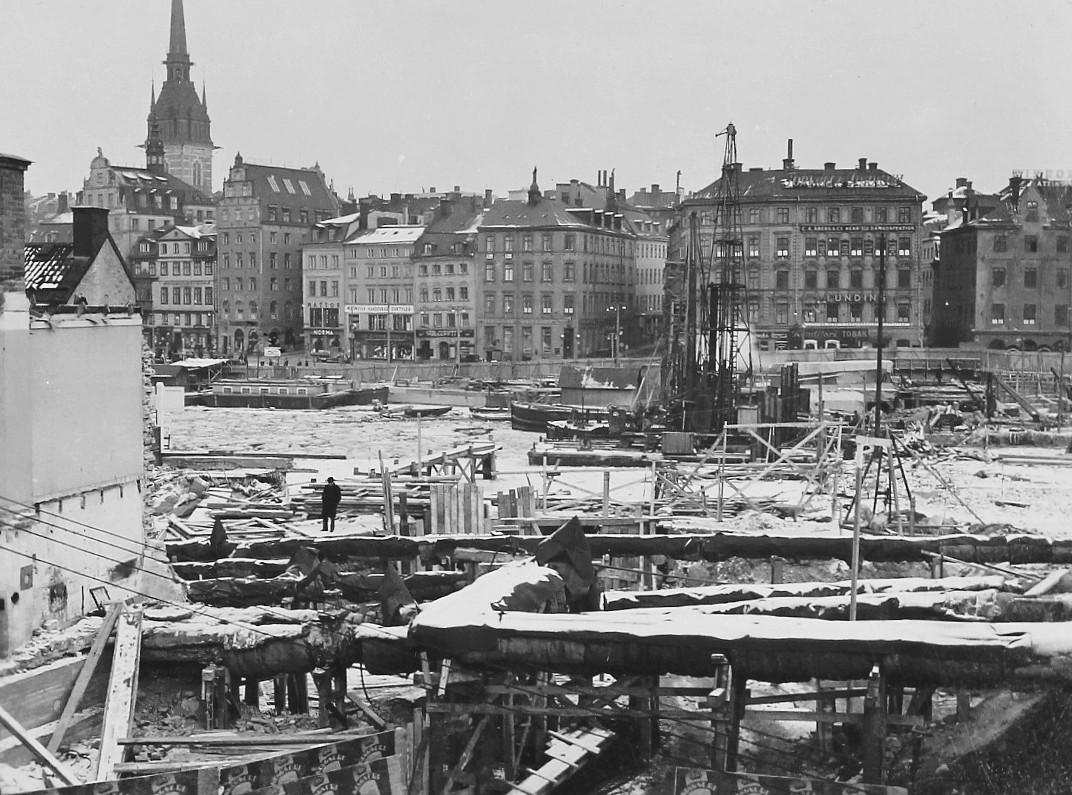
Pålningsarbeten 1932
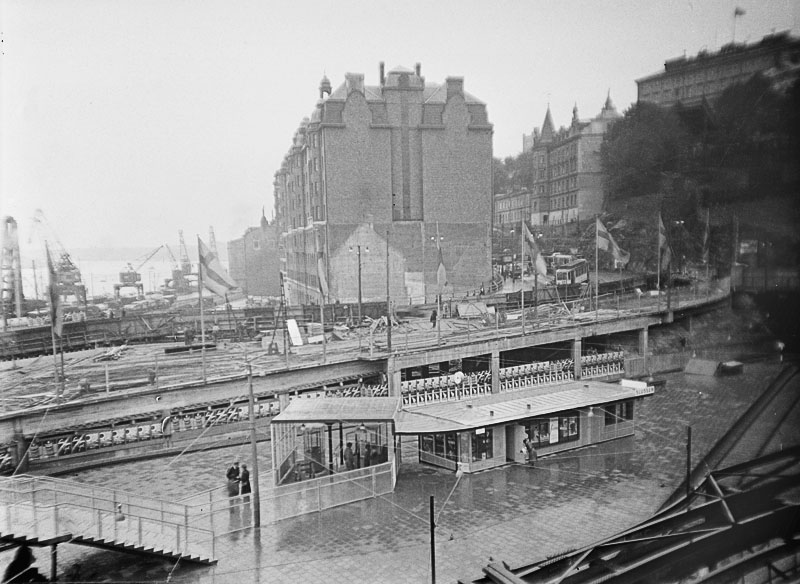
Arbeten med Katarinavägen 1933
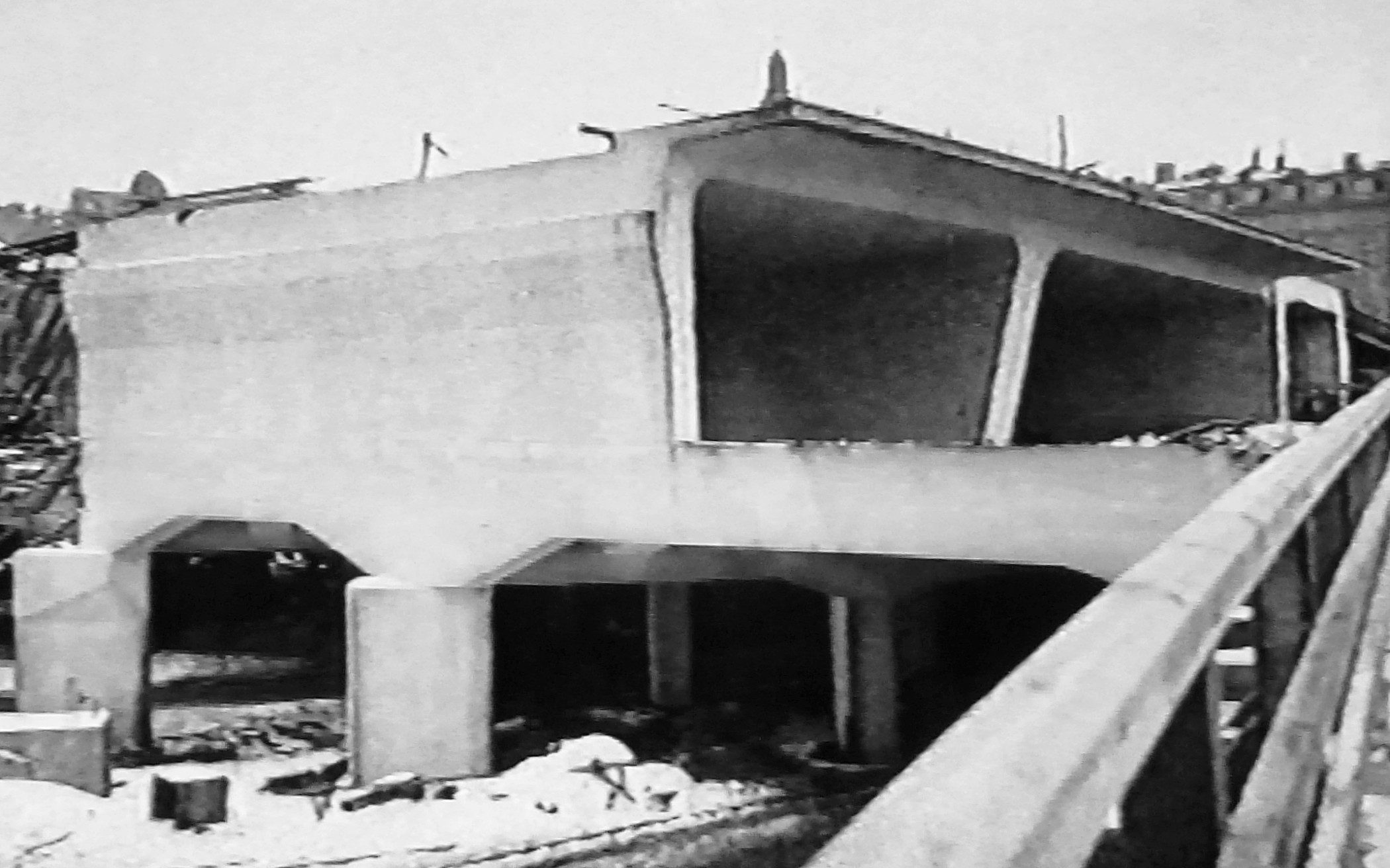
Dubbelviadukten Katarinavägen / Skeppsbron

Vägsystemet

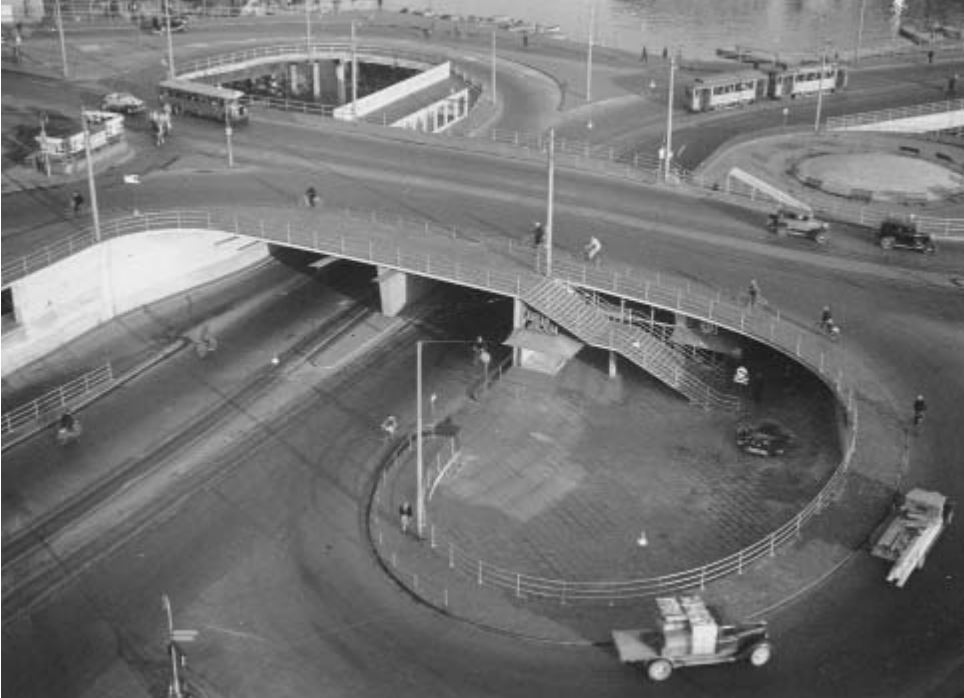
Södra slingan på 1930-talet.

Slussens vägsystem för fordonstrafik består av flera gator, ramper och slingor. Dessa hade egna namn som fastställdes 1935, utom Saltsjöutfarten som fick sitt namn 1967. När Slussens trafikapparat invigdes 1935 var den planerad för vänstertrafik, men kunde utan större problem anpassas till högertrafik 1967. Sedan dess har viss trafikreglering med trafikljus tillkommit och några vägar fick ändrad utformning och nya namn. Exempelvis kallades Pelikanslingan ursprungligen Västra slingan, Katarinavägens avsnitt över Karl Johansslussen för Västra Uppfarten och Skeppsbrons avsnitt för Östra Uppfarten. 
Längst i väst låg Mälarrampen och längst i öst Saltsjörampen. Längst ner låg Norra och Södra Järngraven och högst upp passerade Skeppsbron över Katarinavägen.
De rakaste passagerna genom Slussenanläggningen var mellan Stadsgårdsleden – Söder Mälarstrand, Munkbroleden – Katarinavägen och Skeppsbron – Hornsgatan.  Den mest omständliga vägen genom Slussens trafikkarusell var den från Hornsgatan österut ner till Katarinavägen i södergående riktning mot Södermalm. För att ta sig däremellan behövde trafikanten köra genom samtliga tre slingor (Södra, Norra och Pelikanslingan) och befann sig stundtals visserligen på Katarinavägen, men åt fel håll, norrut. Här fick smeknamnet ”trafikkarusell” sin praktiska tillämpning.
Bilfria passager för gångtrafikanter

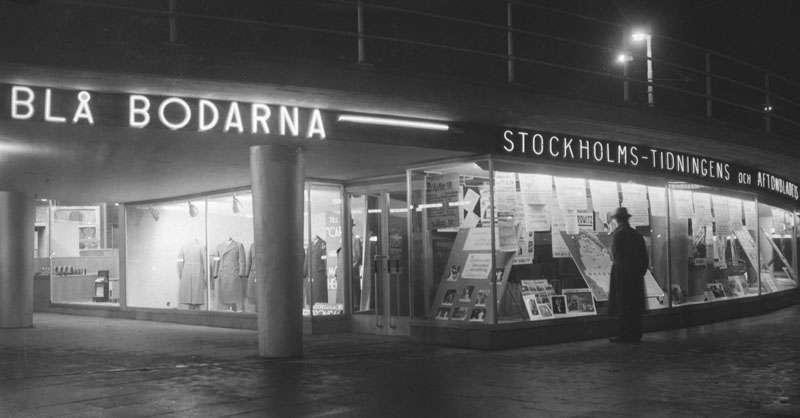
Blå bodarna 1936.

För gångtrafiken anlades tre kakelklädda gångpassager under det översta gatuplanet. 1935 lämnade Stockholms namnberedning sitt förslag till namn på dessa tre gångvägar. Då anknöt man till äldre namn, exempelvis ”Blåa Slussen” (eller Blå Slussen) som avsåg Christopher Polhems sluss och avbildades  1790 av Johan Petter Cumelin. I början av 1800-talet förekom även ”Gröna Gången” i området. Gröna Gången var en långsmal byggnad ”af sten och Korsvirke” som 1763 låg strax intill Polhems sluss. Analogt med dessa namn skapades ”Gröna gången” och ”Gula gången” medan Blå Slussen blev till ”Blå bodarna” eftersom den skulle inrymma affärer. För att hålla isär passagerna beslöts att klä väggarna med kakelplattor i blå, grön respektive gul kulör. Kakelplattorna från 1935 har aldrig blivit utbytta.
Blå bodarna sträckte sig under Slussens östra del mellan Slussterrassen och Katarinavägen. Från Kolingsborg ledde även en trappa ner till Blå bodarna. Affärerna låg samlade under en kupol, mitt i Slussenkarusellen. Här fanns bland annat blomsterbutik, fruktaffär, handskaffär, café och biljettkontor för teatrarna. Gröna gången var en gångförbindelse mellan Saltsjön (Franska bukten) och Mälaren (Söderström) medan Gula gången band samman Söder Mälarstrand vid Sjöbergsplan med Katarinavägen och Ryssgården.

### Karl Johansslussen
Samtidigt som trafikplatsen Slussen uppfördes byggdes en ny vattenkanal för båttrafik genom Söderström mellan Riddarfjärden och Saltsjön kallad Karl Johansslussen efter Karl XIV Johan. Den äldre Nils Ericsons sluss som byggdes 1850 finns kvar men är helt överbyggd och används sedan 1935 enbart för reglering av Mälaren. Stora delar av den ännu äldre Polhemsslussen fanns fortfarande kvar fram till 1930-talet men revs och fylldes igen när Karl Johansslussen uppfördes. Slussmaskineriet förnyades 1977 och då tillkom även den lilla manöverhytten som hängde mellan två pelare.

### Invigning

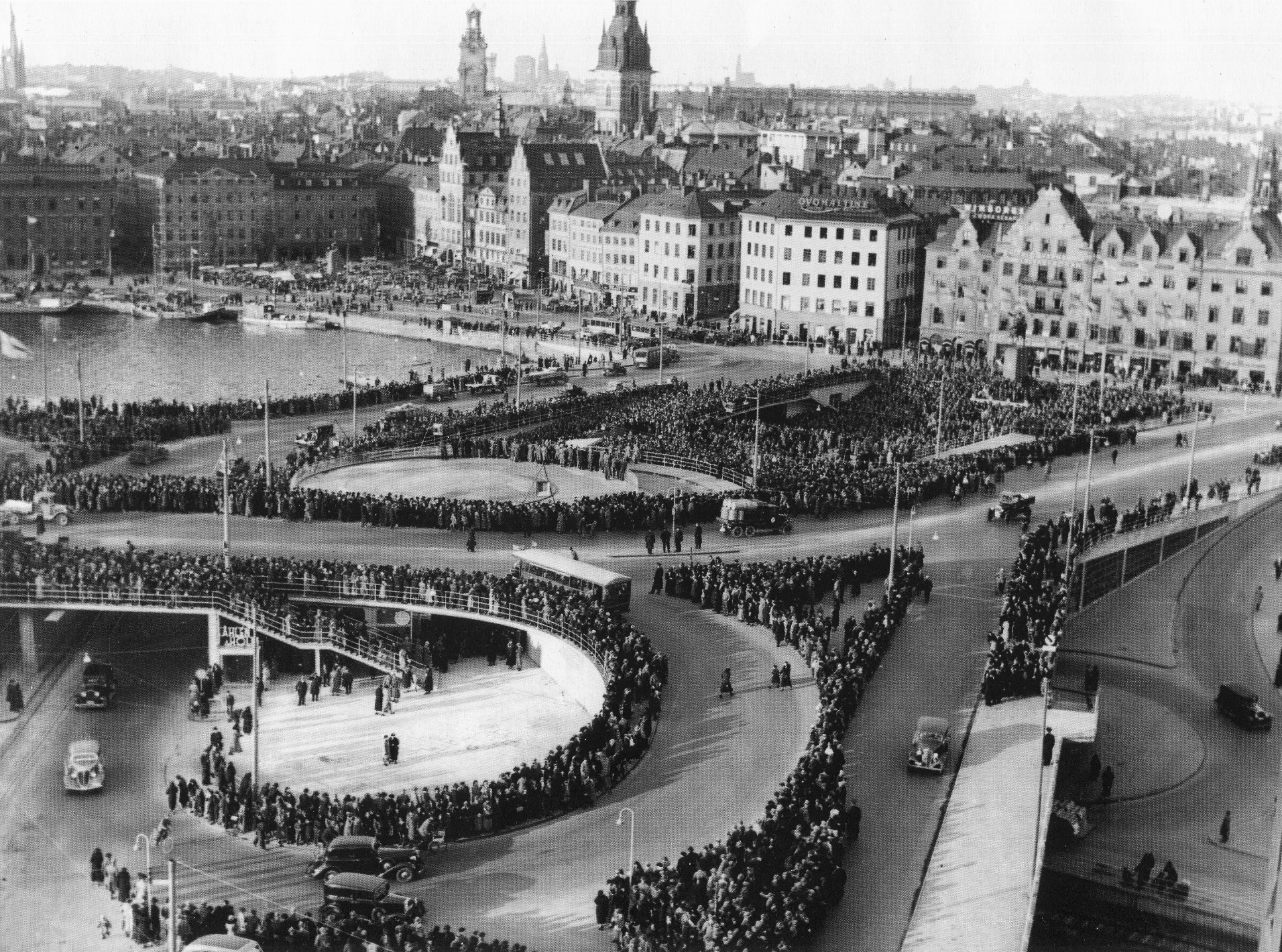
Invigningsdagen den 15 oktober 1935.

Karl Johansslussen och trafikplatsen Slussen invigdes den 15 oktober 1935 av kung Gustaf V och Kronprins Gustaf under högtidliga former. Borgarrådet Yngve Larsson höll det inledande talet, och kallade verket för "en funkis-möbel i Mälardrottningens gemak". I kungens invigningstal betecknades Slussen som "en storartad trafikanordning". Tusentals stockholmare stod längs Slussens körbanor och bevittnade ceremonin.
En trafikmätning från 1938 visade att trafikapparaten Slussen fungerade som förväntat. Det året passerade ungefär 31 000 fordon per dygn utan hinder genom Slussens klöverbladskorsning (år 2011 var det mellan 70 000 och 75 000 fordon). Bara en månad efter Slussen invigdes Västerbron som avlastade Slussenområdet från genomgångstrafiken.

## Vägsystem
Slussens vägsystem för fordonstrafik bestod för trafiklösningen från 1935 av flera gator, ramper och slingor inom Slussen på norra Södermalm i Stockholm. Vägsystemet skapades i samband med bygget av trafikplatsen 1931–1935. På en liten yta trängdes ett tiotal ramper och slingor. Samtliga hade egna namn som fastställdes 1935 utom Saltsjöutfarten som fick sitt namn 1967.
När Slussens trafikapparat invigdes 1935 var den planerad för vänstertrafik, men kunde utan större problem anpassas till högertrafik 1967. Sedan dess har viss trafikreglering med trafikljus tillkommit och några vägar har fått ändrad utformning och nya namn. Exempelvis kallades Katarinavägens avsnitt över Karl Johansslussen för Västra Uppfarten och Skeppsbrons avsnitt för Östra Uppfarten. Östra Slussgatan och Västra Slussgatan fanns redan när Nils Ericsons sluss anlades, och var då den östra respektive västra huvudförbindelsen över Slussenområdet. Båda gatunamnen återkom 1935, men nu som underordnade sidostråk.
Slussens vägsystem bestod av följande gator, ramper och slingor, fördelade på tre plan:
| Slussenområdet på Stadsingenjörskontorets karta från 1940 och Slussenområdet på Open street map 2014 |  | Slussenområdet på Stadsingenjörskontorets karta från 1940 och Slussenområdet på Open street map 2014 |
| Slussenområdet på Stadsingenjörskontorets karta från 1940 och Slussenområdet på Open street map 2014 |  | |

### Huvudvägar
- Norra och Södra Järngraven, låg i kajplanet och förband Söder Mälarstrand och Guldfjärdsplan i väst med Stadsgårdsleden i öst.
- Katarinavägen låg i mellanplanet och förband Katarinavägen i syd med Munkbroleden i norr.
- Skeppsbron låg i torgplanet och förband Skeppsbron i norr med Södermalmstorg samt Hornsgatan i väst.

### Slingor
- Norra slingan gick från mellanplanet till torgplanet och förband Katarinavägens norrgående trafik med Skeppsbrons västgående trafik.
- Södra slingan gick från torgplanet till mellanplanet och förband Skeppsbrons östgående trafik med Katarinavägens norrgående trafik.
- Pelikanslingan (ursprungligen Västra slingan) gick från torgplanet till mellanplanet och förband Skeppsbrons västgående trafik med Katarinavägens sydgående trafik.

### Ramper, utfarter
- Mälarrampen låg på Slussens Mälarsida och förband Munkbroleden med Norra Järngravens västgående trafik.
- Västra Slussgatan gick parallellt (utanför) med Pelikanslingan och förband Katarinavägens södergående trafik med Södermalmstorg.
- Västra Terrassrampen låg vid Slussterrassens västra sida och förband Norra Järngraven med Katarinavägens norrgående trafik mot Munkbroleden.
- Östra Terrassrampen låg vid Slussterrassens östra sida och förband Skeppsbrons södergående trafik med Norra Järngraven.
- Östra Slussgatan gick i nordlig riktning från Katarinavägen, förbi KF-huset och Katarinahissen till Skeppsbron.
- Saltsjörampen låg på Slussens Saltsjösida och förband Stadsgårdsledens västgående trafik dels med Södra och Norra Järngraven och dels med Skeppsbrons norrgående trafik.
- Saltsjöutfarten tillkom 1967 och gick från Pelikanslingan och Katarinavägens sydgående trafik till Stadsgårdsledens östgående trafik.

### Övriga passager
- Slussplan låg i norra delen av Slussenområdet på Gamla stans sida och förband Munkbroleden och Skeppsbron.
- Södermalmstorg ligger på Södermalmssidan och förbinder Hornsgatan och Skeppsbron.

### Körexempel
De rakaste passagerna genom Slussenanläggningen var mellan Stadsgårdsleden – Söder Mälarstrand, Munkbroleden – Katarinavägen  och  Skeppsbron – Hornsgatan.  Den mest omständliga vägen genom Slussens trafikkarusell var den från Hornsgatan österut ner till Katarinavägen i södergående riktning mot Södermalm. För att ta sig däremellan måste trafikanten köra genom samtliga tre slingor (Södra, Norra och Pelikanslingan) och befann sig stundtals visserligen på Katarinavägen, men åt fel håll, norrut. Här får smeknamnet ”trafikkarusell” sin praktiska tillämpning.

### Bilder

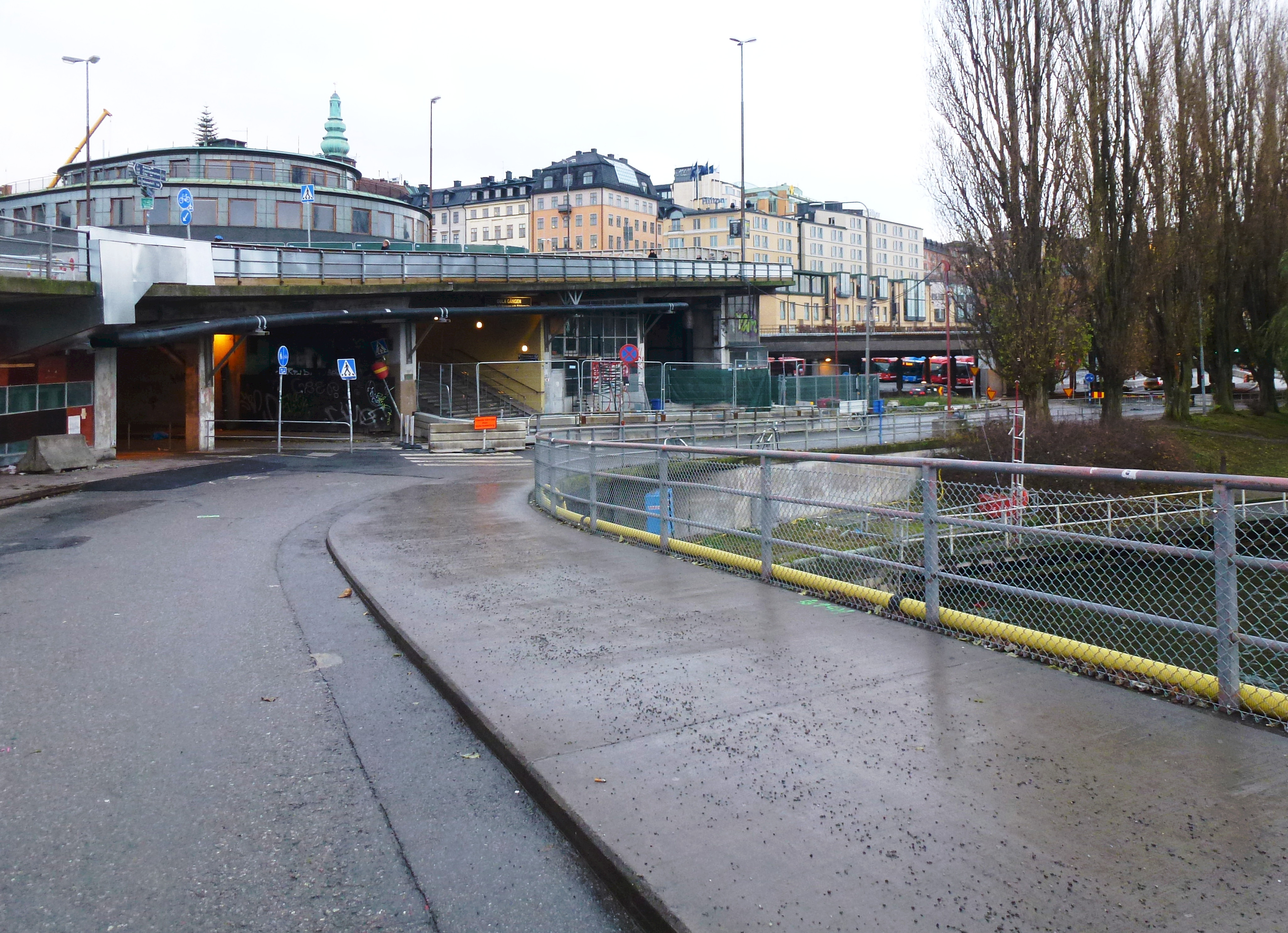
Mälarrampen
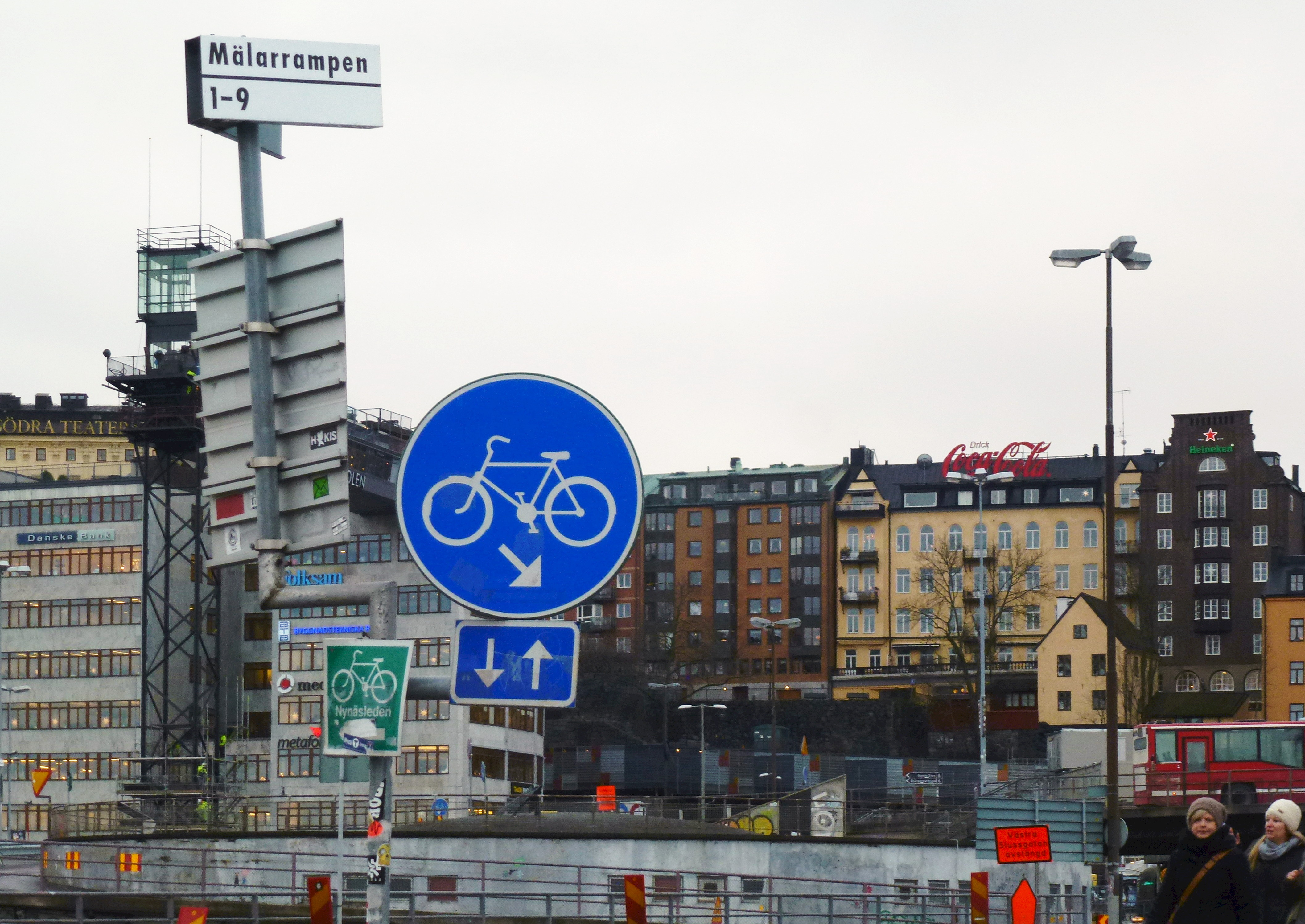
Mälarrampen
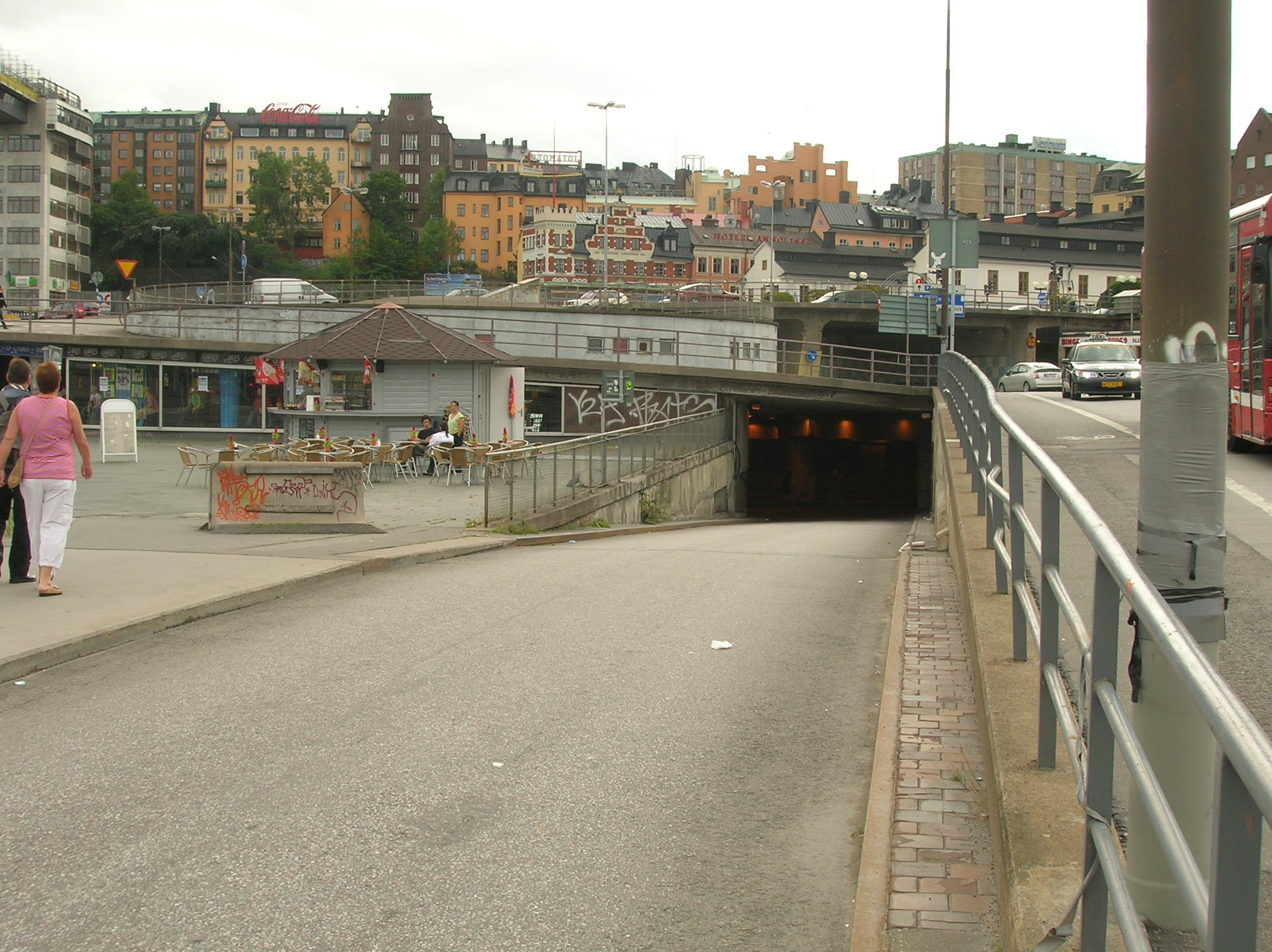
Västra Terrassrampen
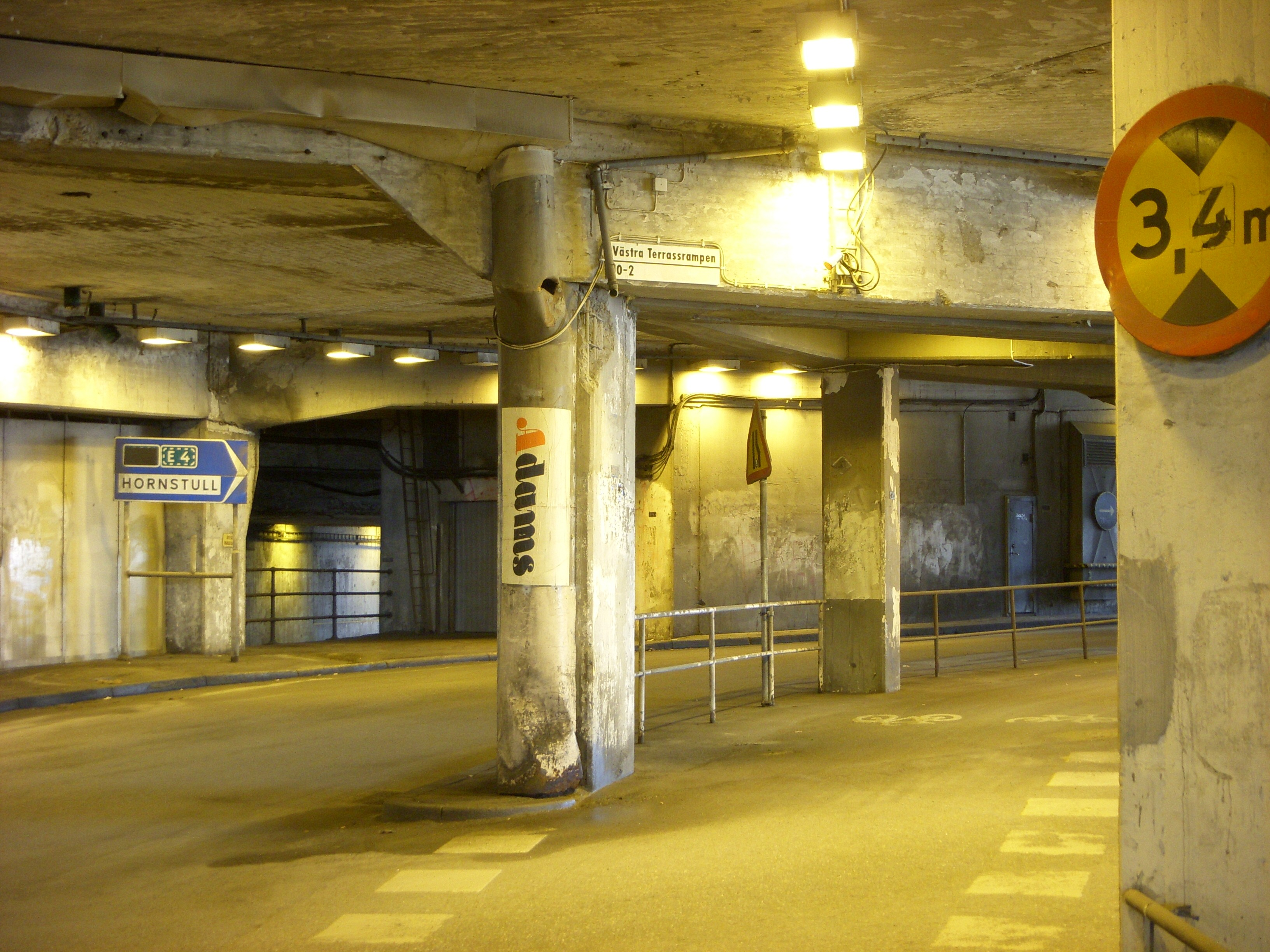
Västra Terrassrampen och Norra Järngraven
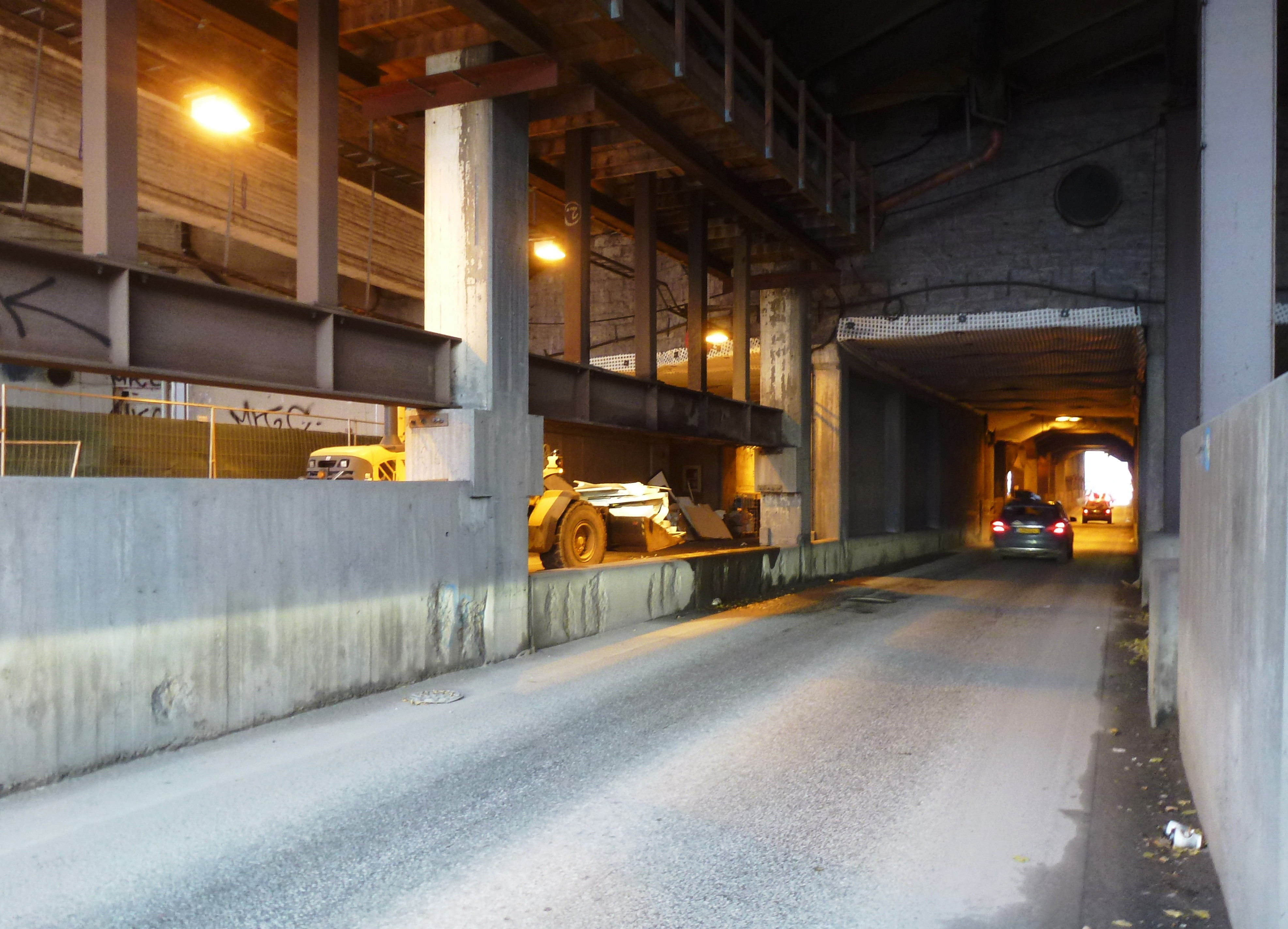
Södra Järngraven
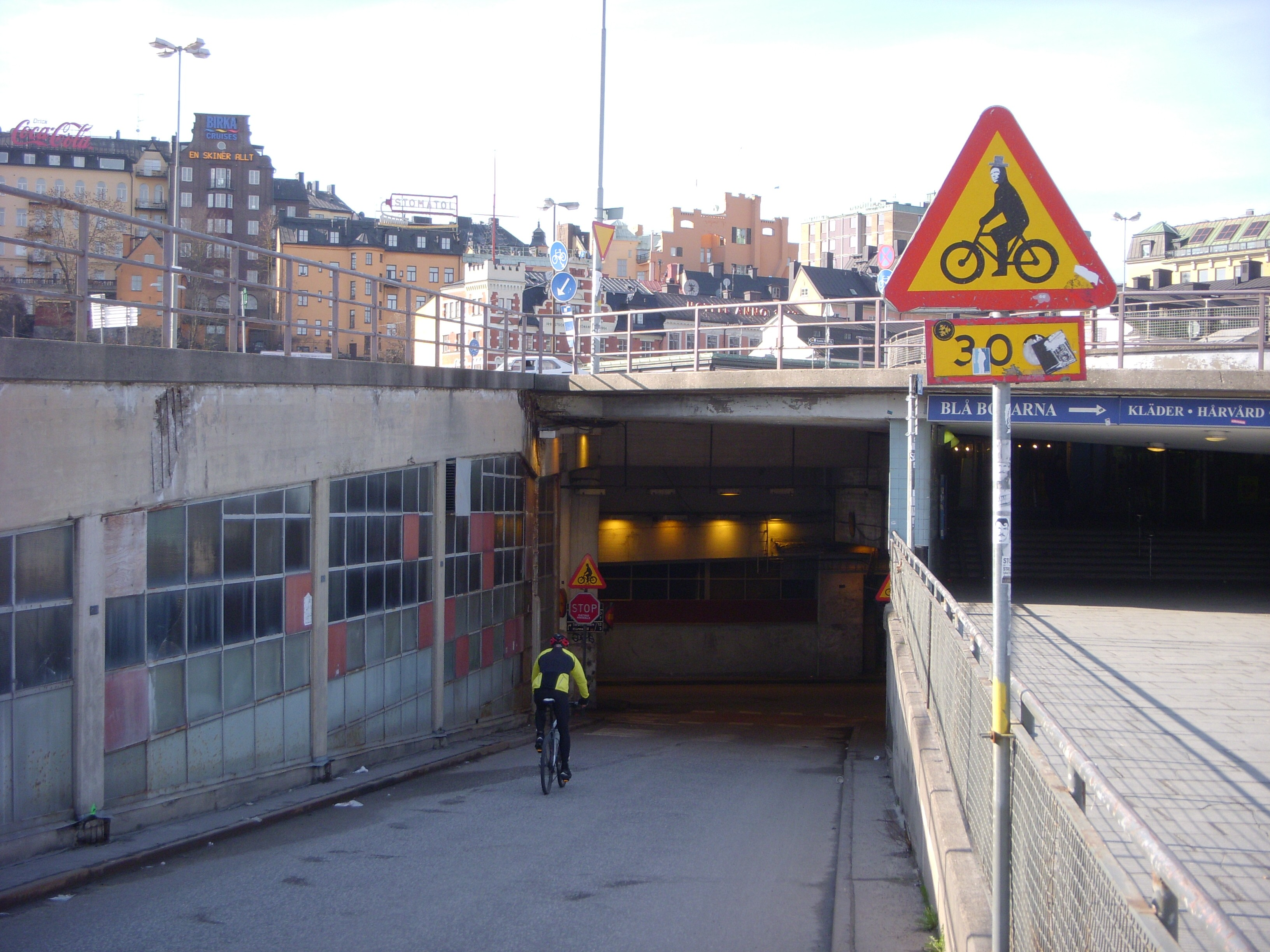
Östra Terrassrampen
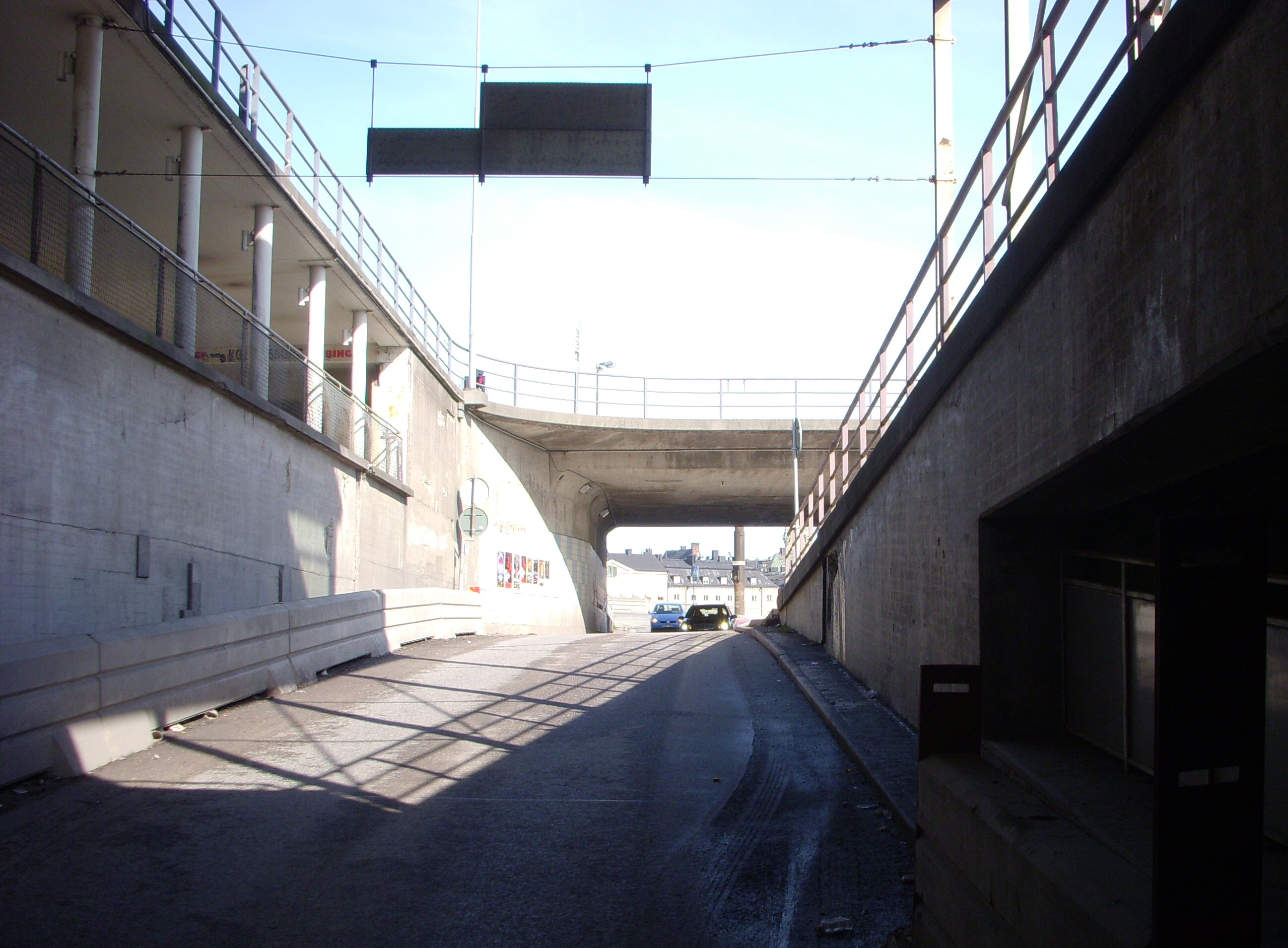
Saltsjöutfarten
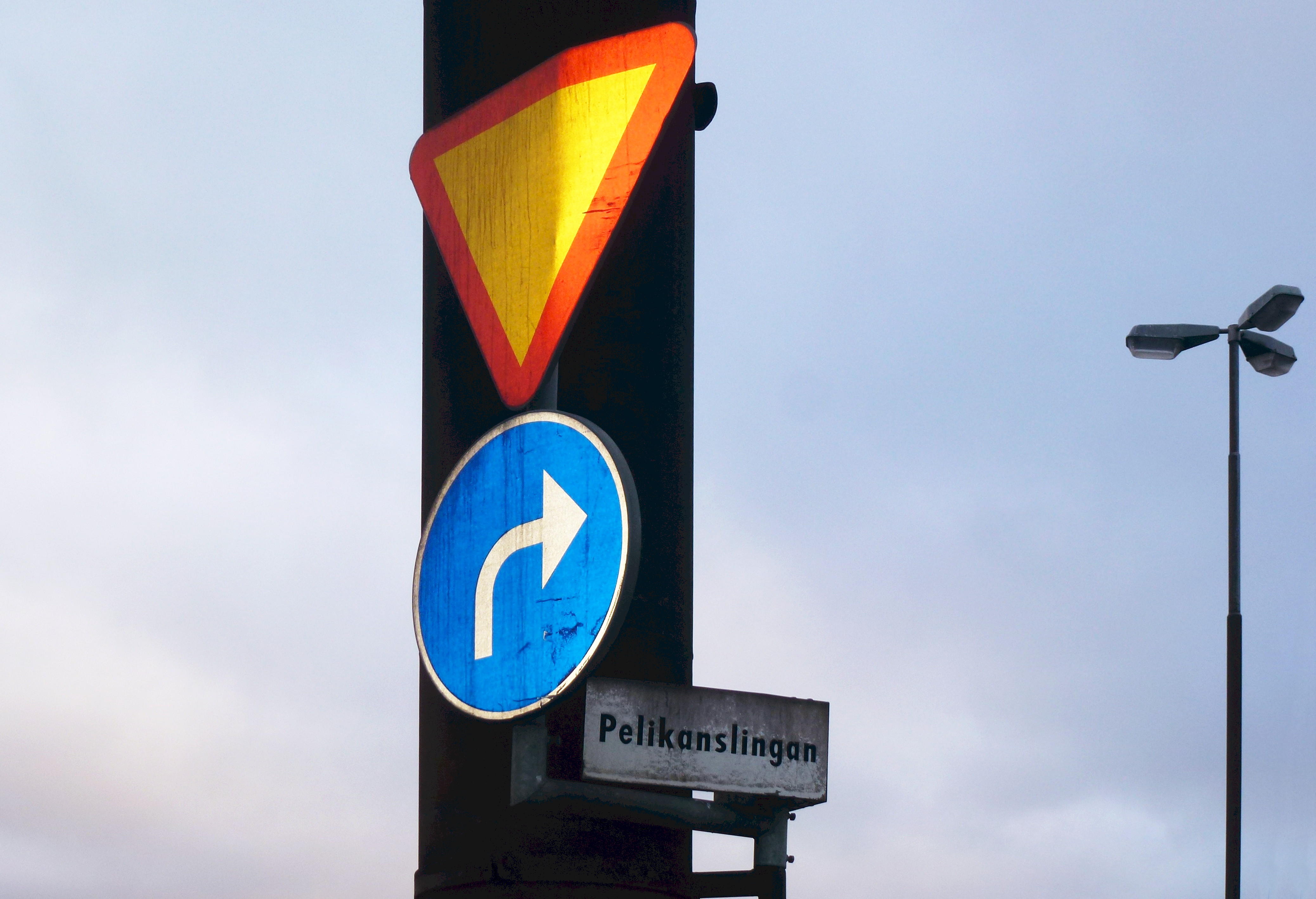
Pelikanslingan
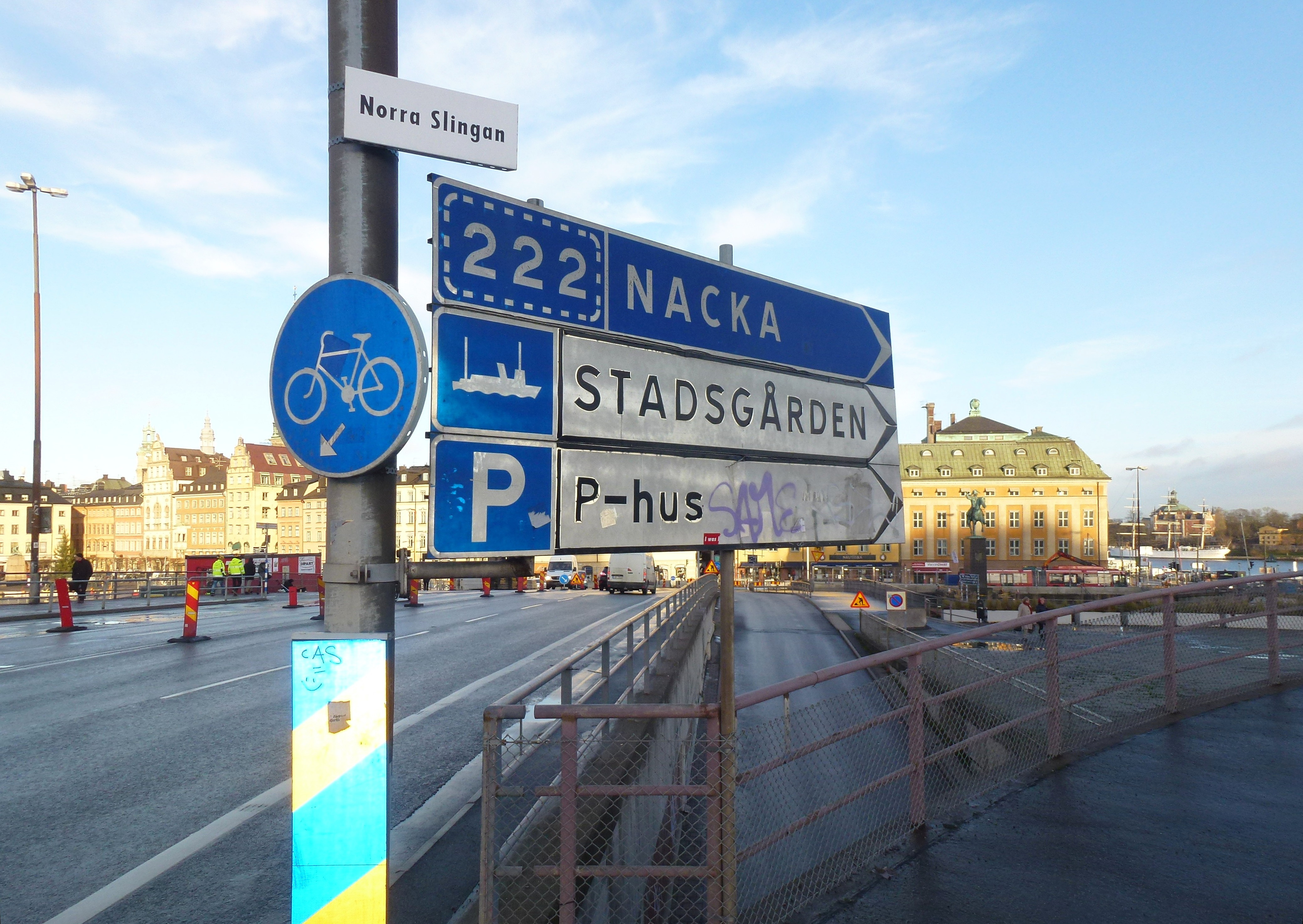
Katarinavägen (t.v.) och Norra slingan
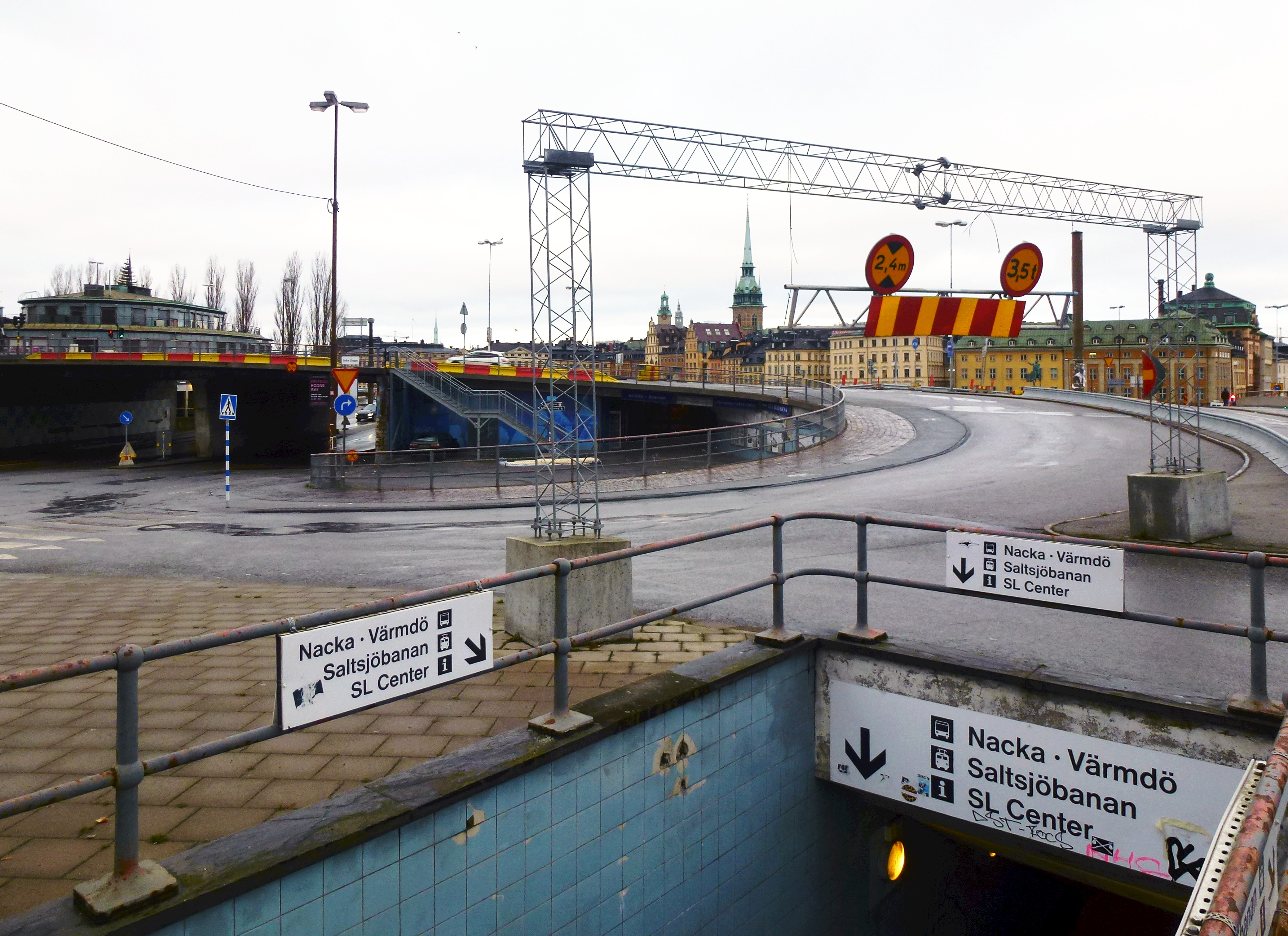
Södra slingan
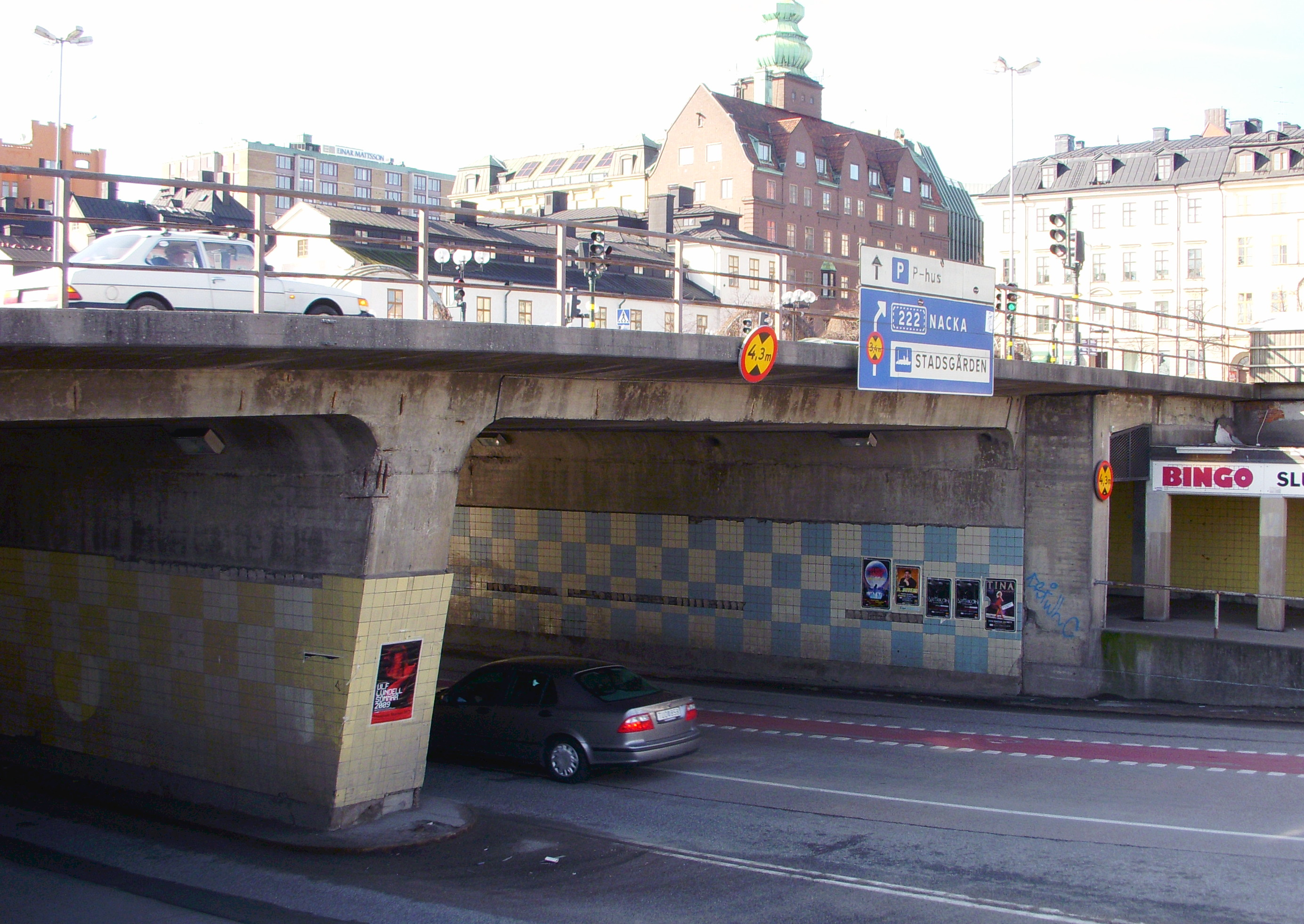
Skeppsbrons viadukt över Katarinavägen
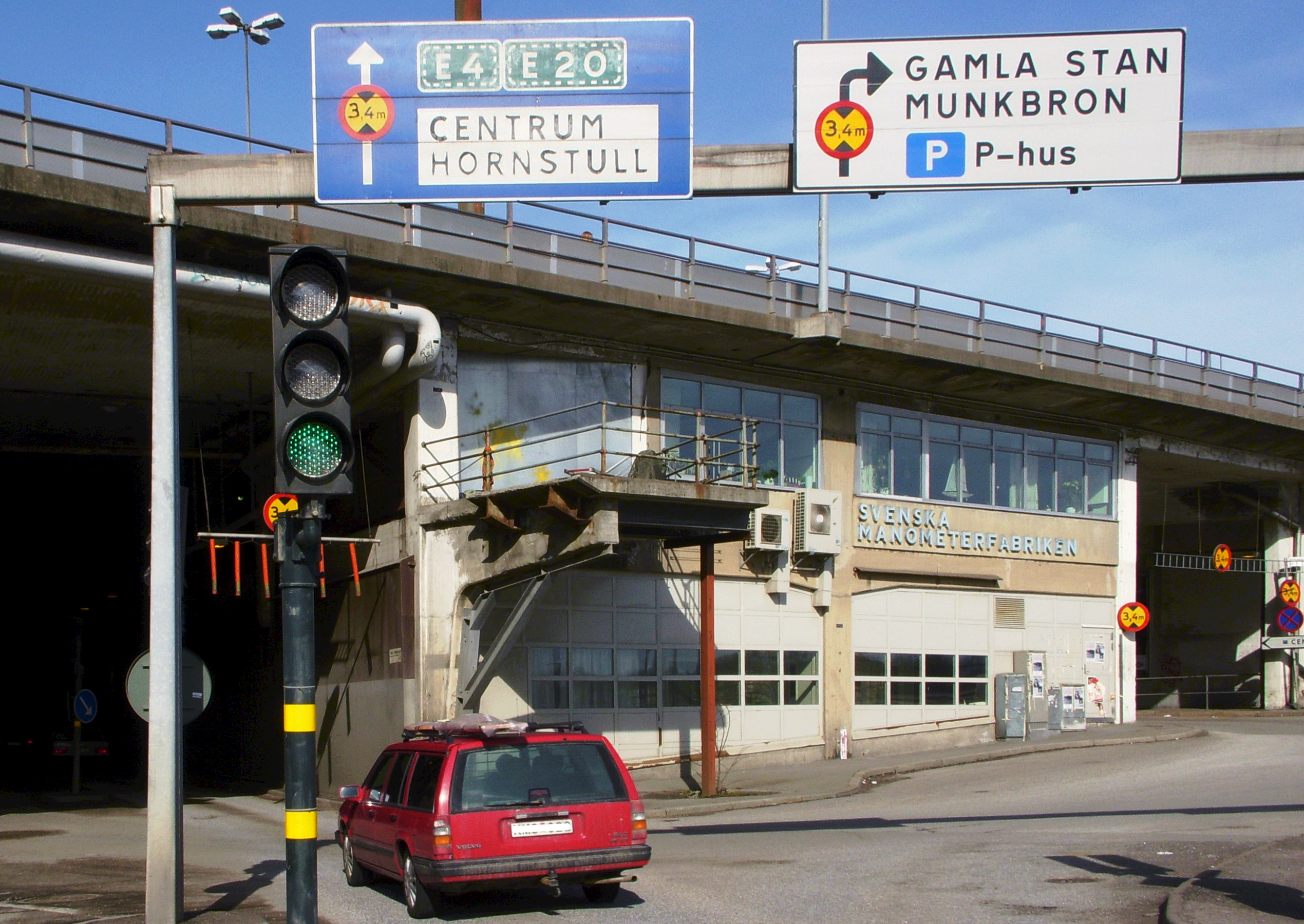
Infart från Saltsjörampen till Södra Järngraven

## Konstnärlig utsmyckning

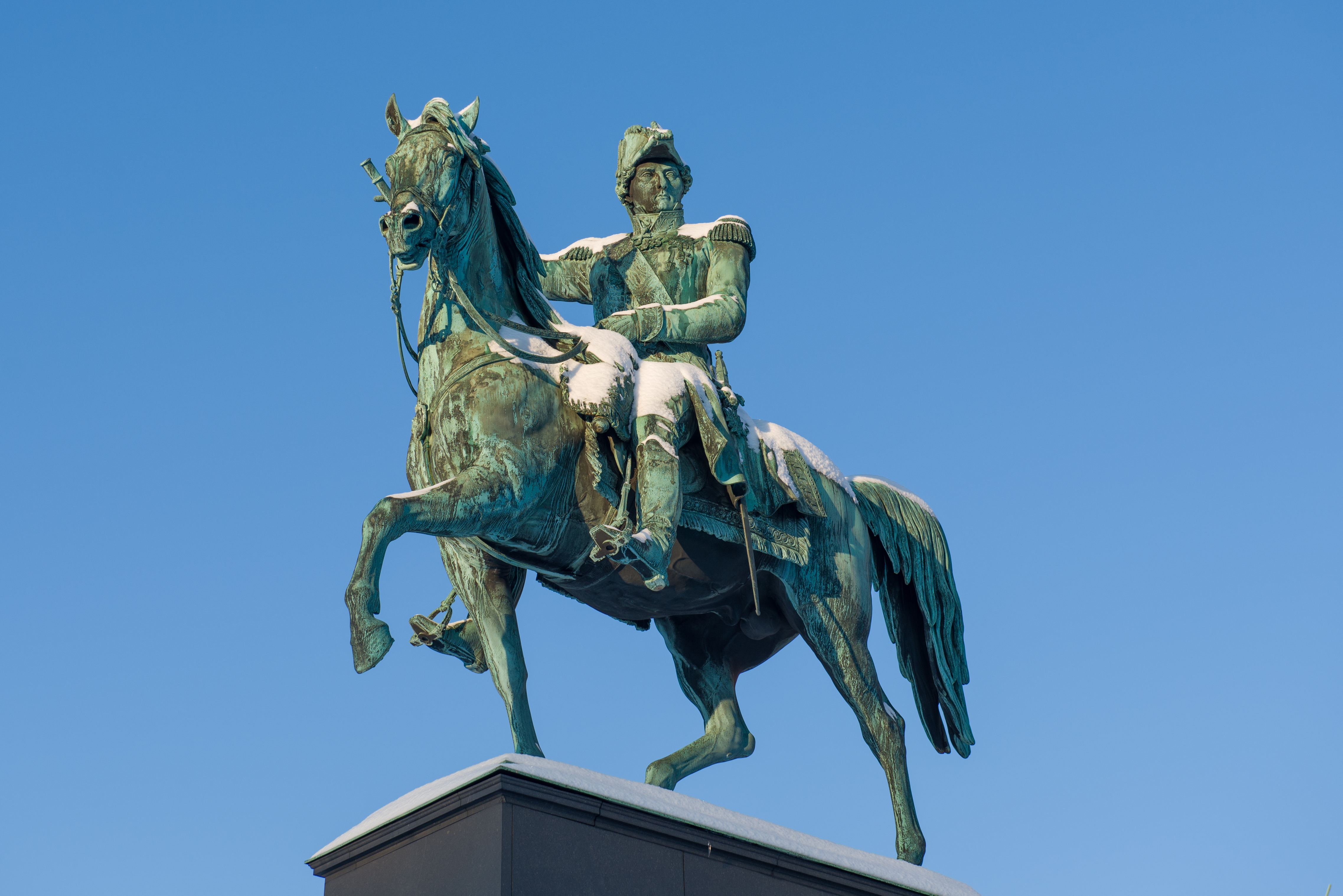
Karl XIV Johans staty, 2012.

Bland konstnärlig utsmyckning märks "Stenmosaik" av Ulf Lauthers (från 1964) i Gula gången och "Neonkonst" av Gun Gordillo (från 1998) på en 90 meter lång bullervägg i Slussens bussterminal. Sedan september 2011 finns på Slussenområdet Karl Göte Bejemarks skulptur "Humor", som i slutet av 1960-talet restes på Nybroplan och numera står på Peter Myndes backe strax till höger om ingången till Slussens tunnelbanestation. Humor visar en gatuarbetare som tittar fram ur en manhålslucka och arbetaren är ett porträtt av Hasse Alfredson.
Till offentlig konst på Slussenområdet räknas även Karl XIV Johans staty som restes 1854 och som flyttades till Karl Johans Torg år 1935. Statyns placering var från början lite längre söderut på platsen för den nuvarande Slussgraven. Platsen hade bestämts av Oskar I men skulptören Bengt Erland Fogelberg gillade inte valet, han hade hellre sett statyn mera centralt placerad.  I samband med Slussens ombyggnad 1931–1935 flyttades och vändes statyn så att fursten nu rider ut ur staden mot Södermalm. En inskription på sockeln berättar härom. Då hade den ursprungliga sockeln av Carraramarmor vittrat sönder och byttes ut med den nuvarande av granit som är högre än den ursprungliga.

### Slussen före rivningen

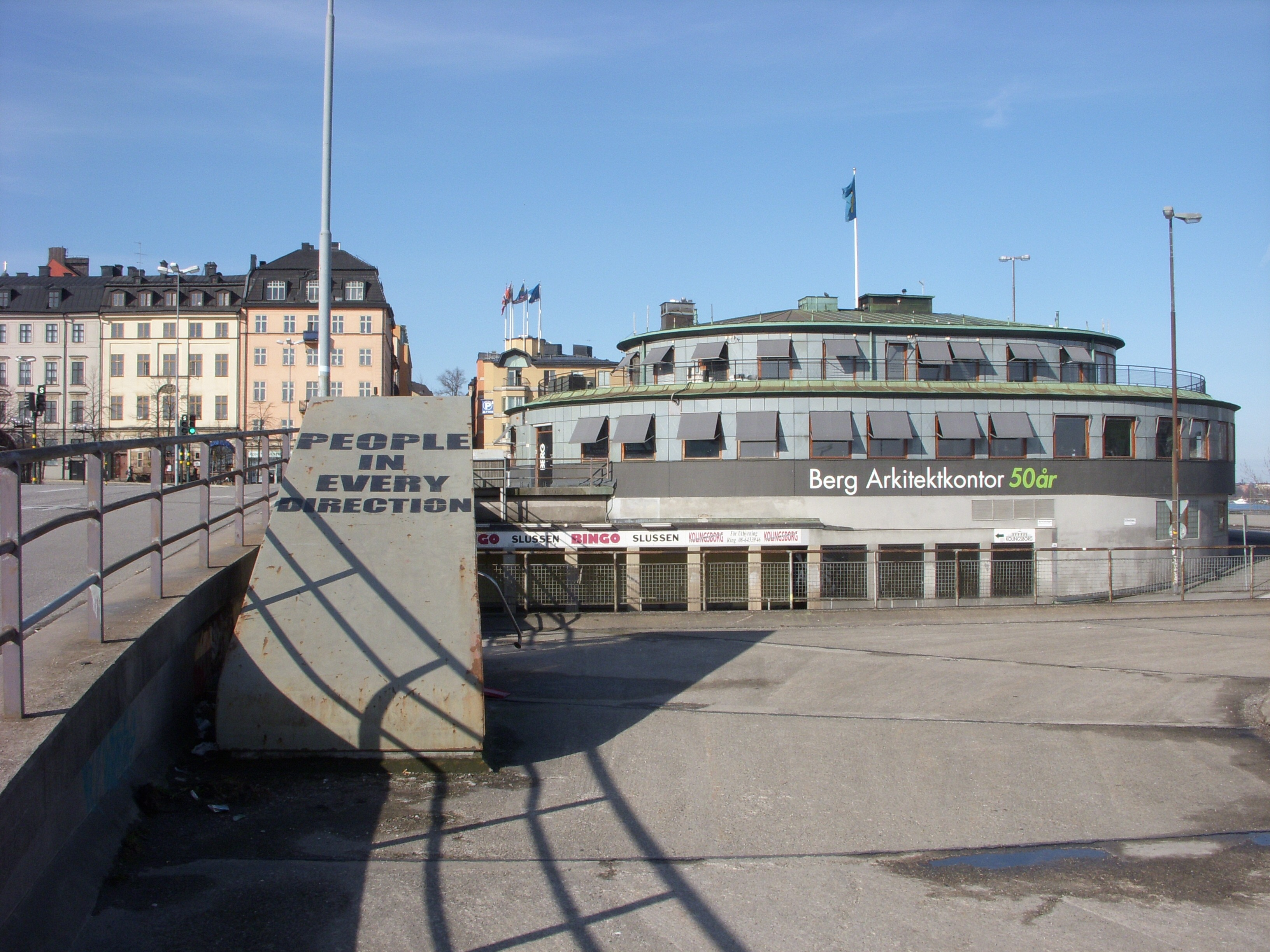
Kolingsborg, 2009
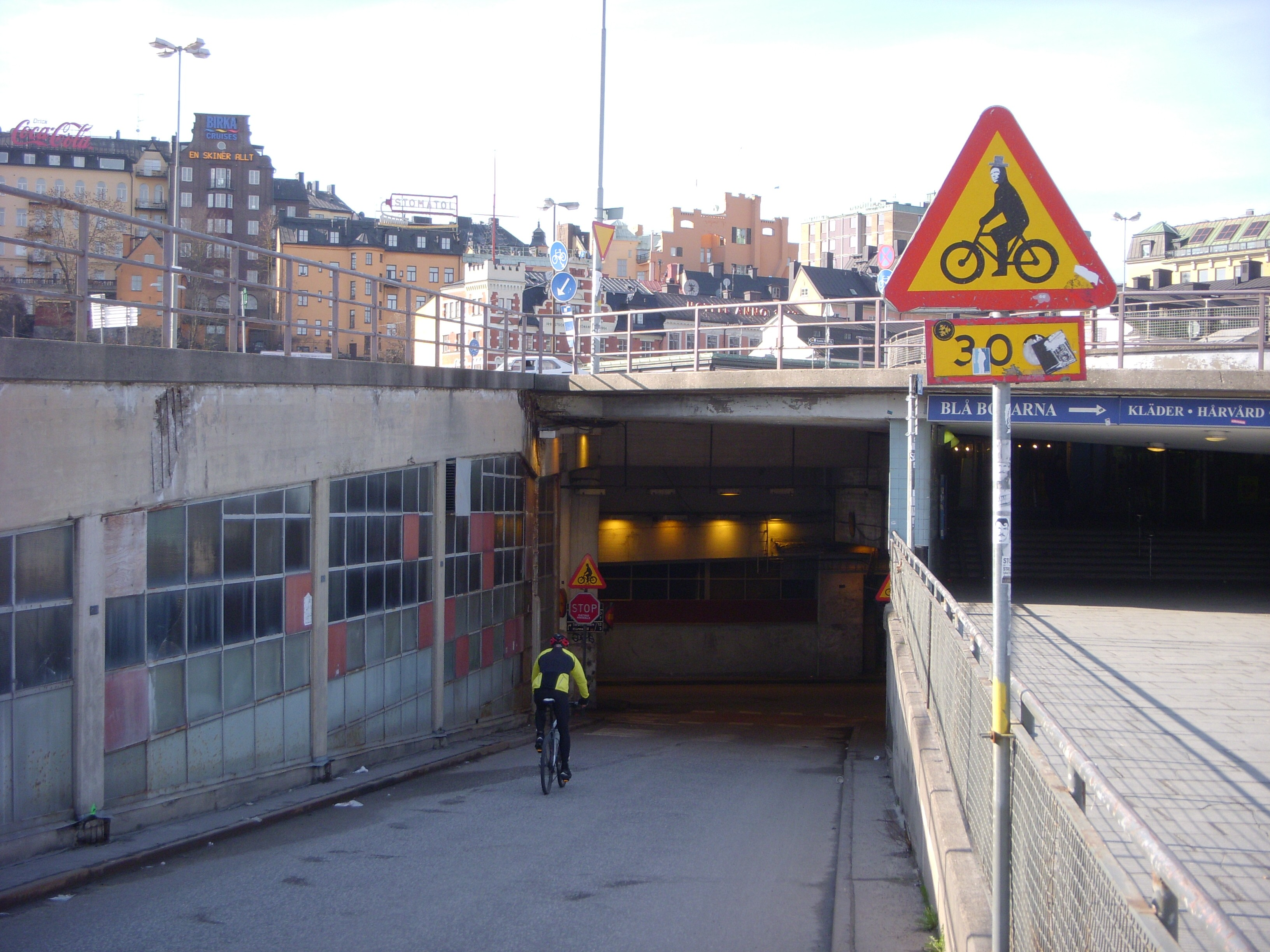
Östra Terrassrampen, 2009
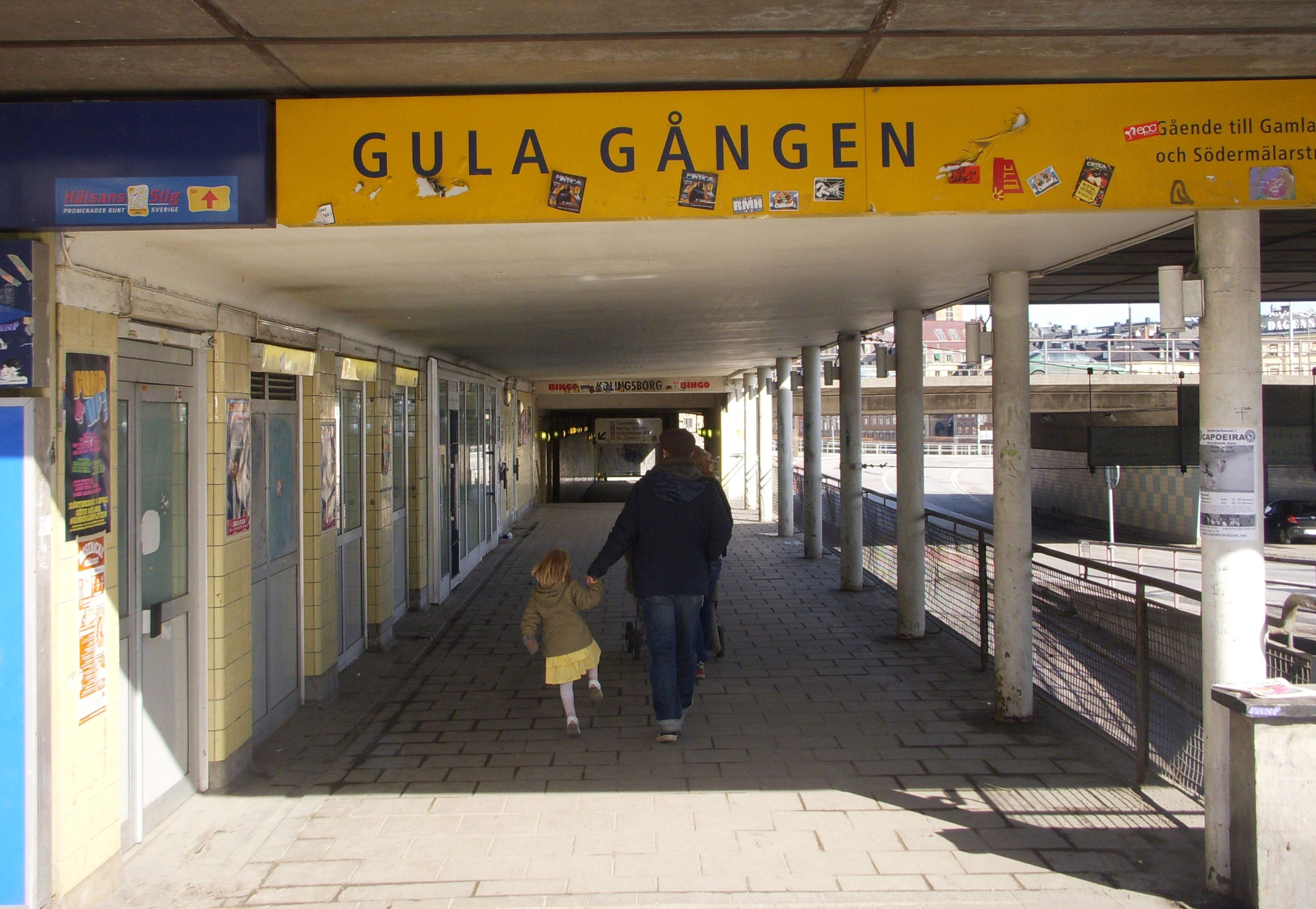
Gula gången, 2009
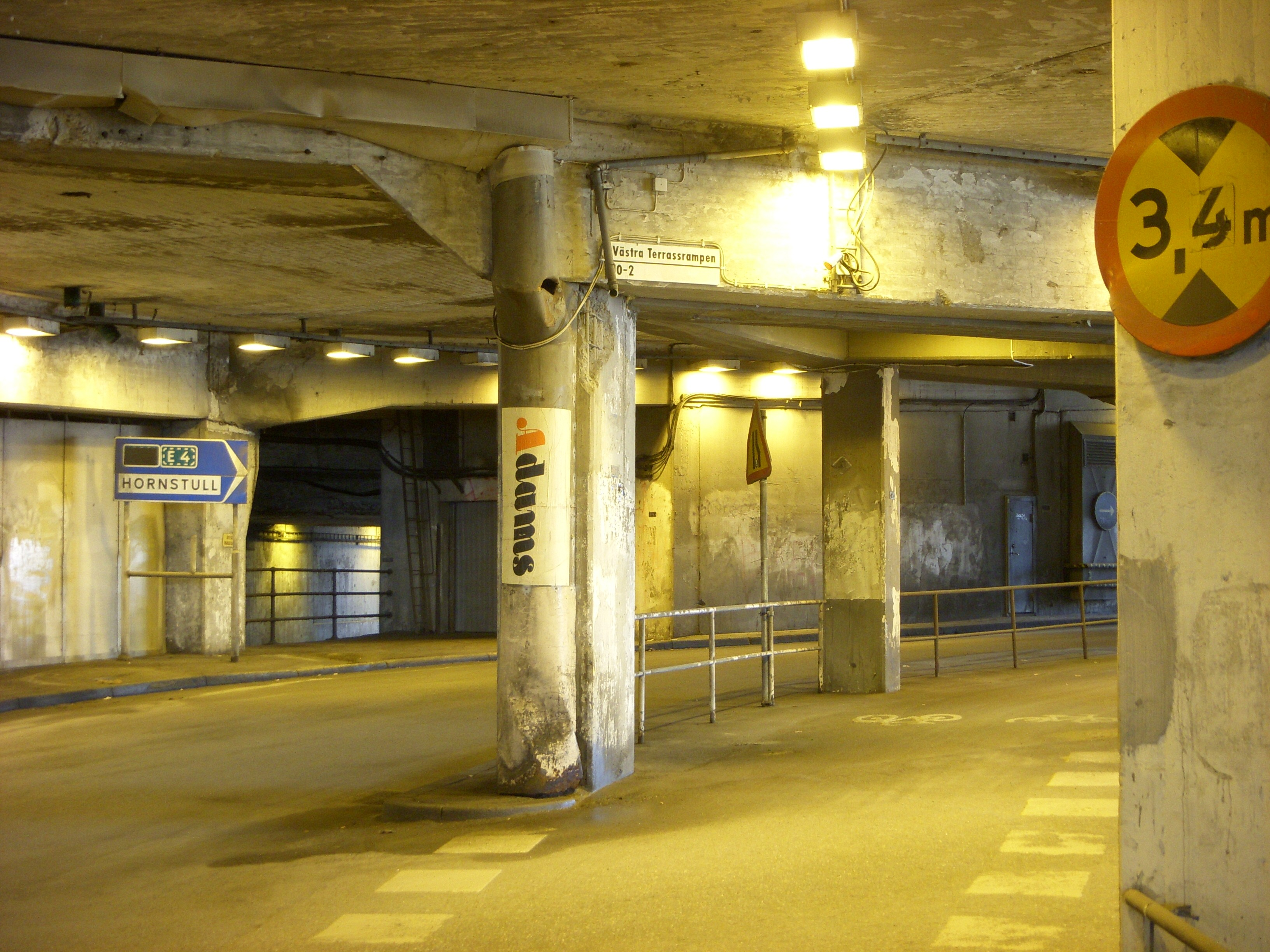
Västra Terrassrampen, 2009
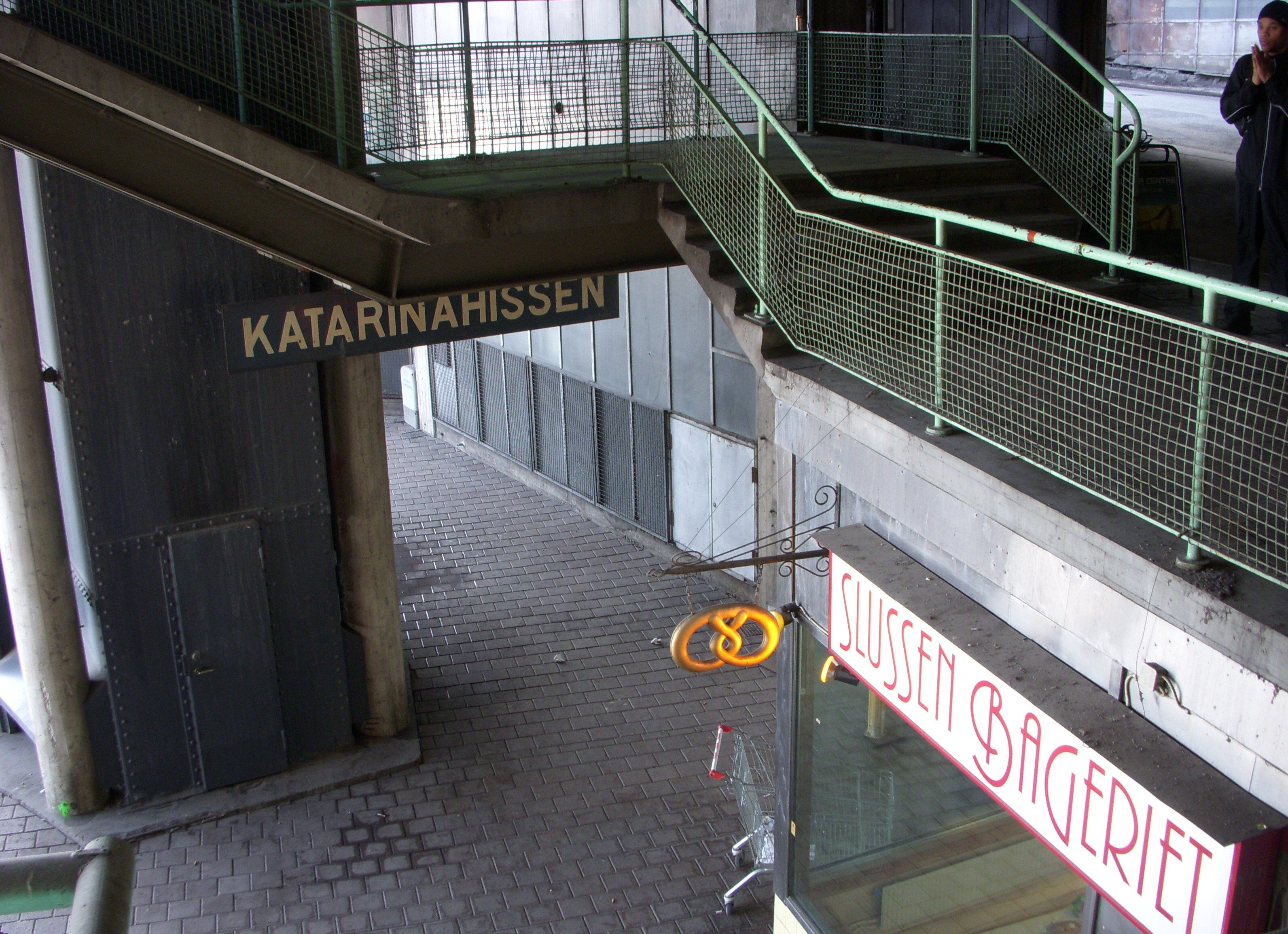
Slussenbageriet, 2009
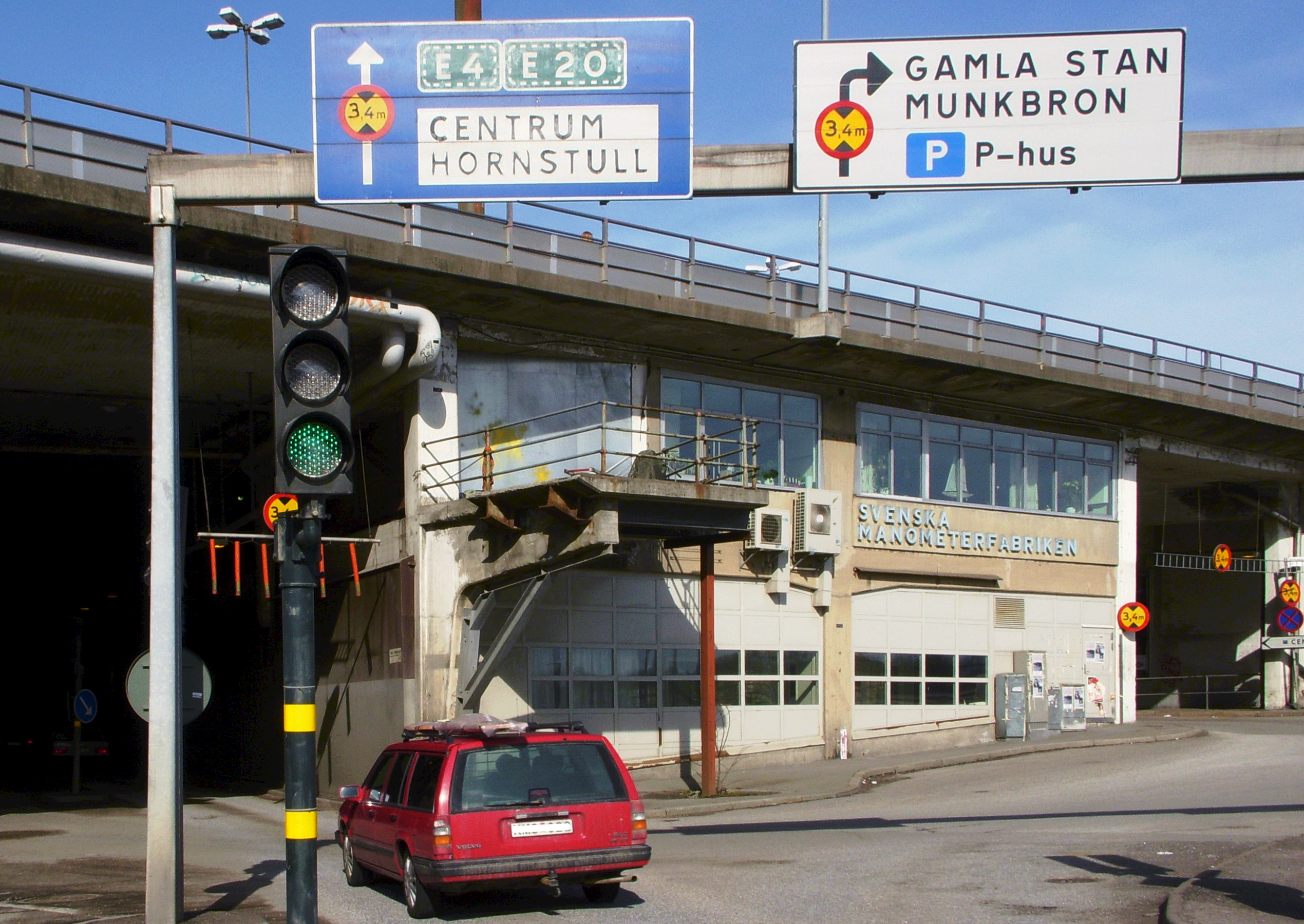
Manometerfabriken, 2009
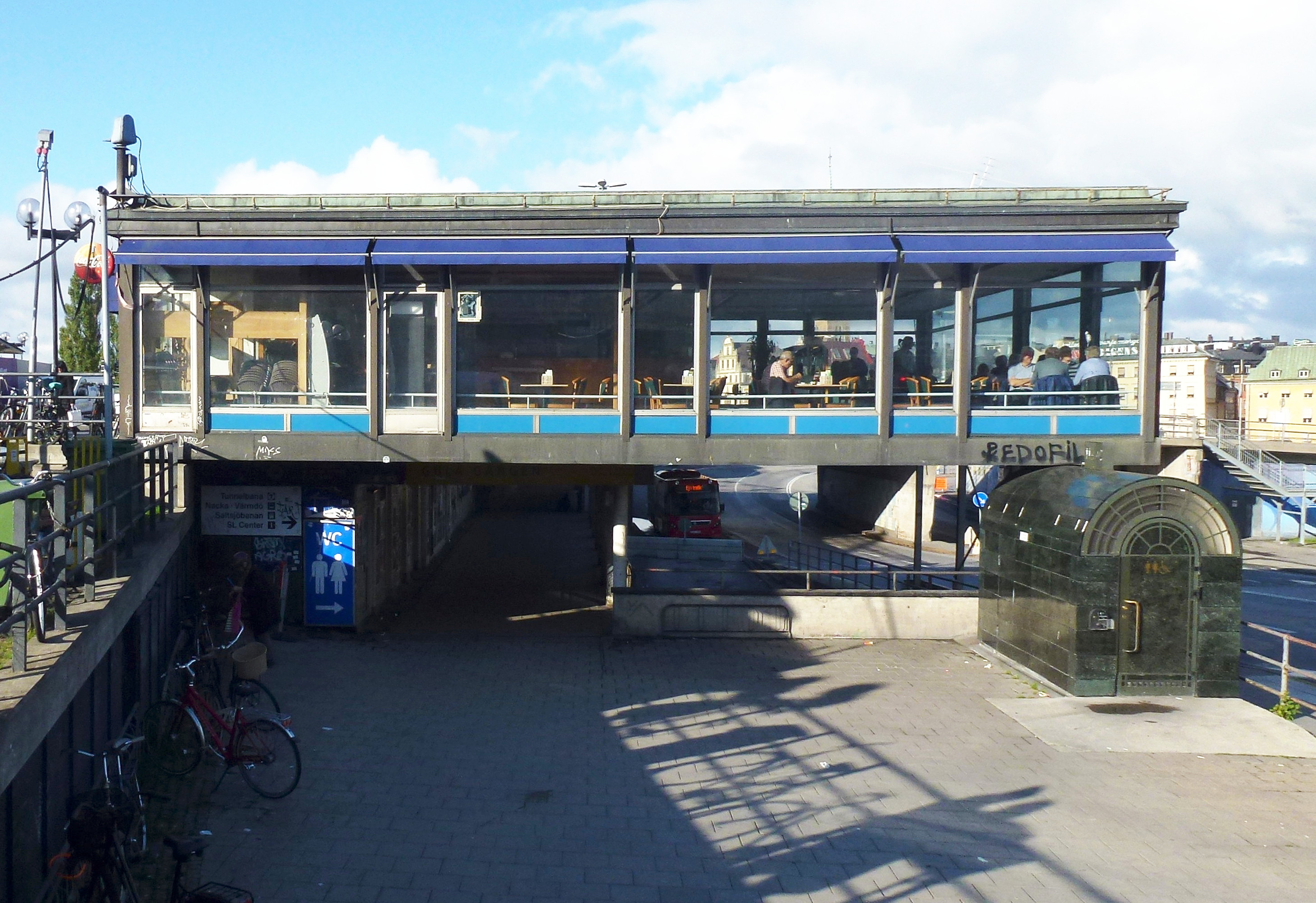
Restaurang Strömmen, 2014
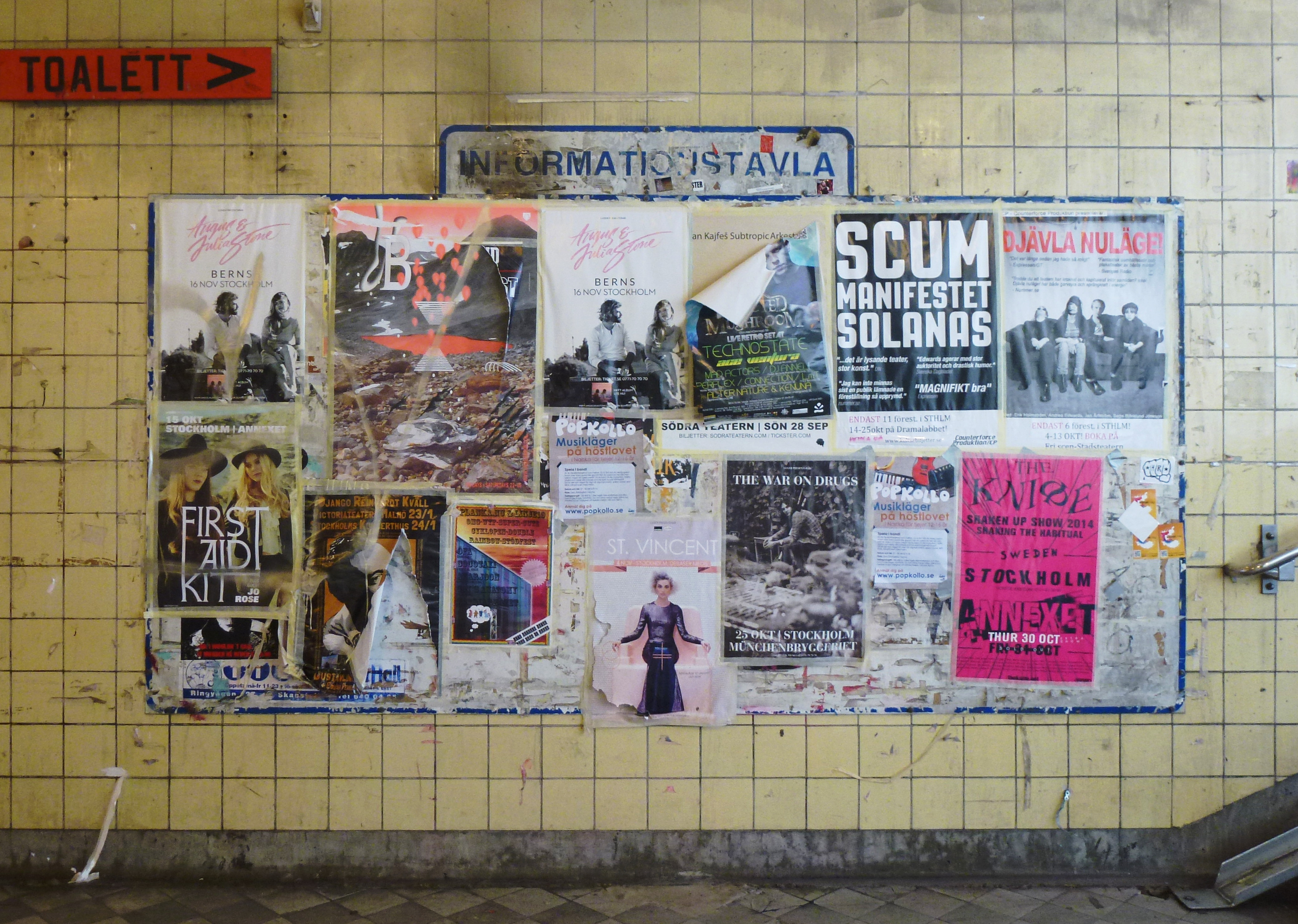
Gula gången, 2014
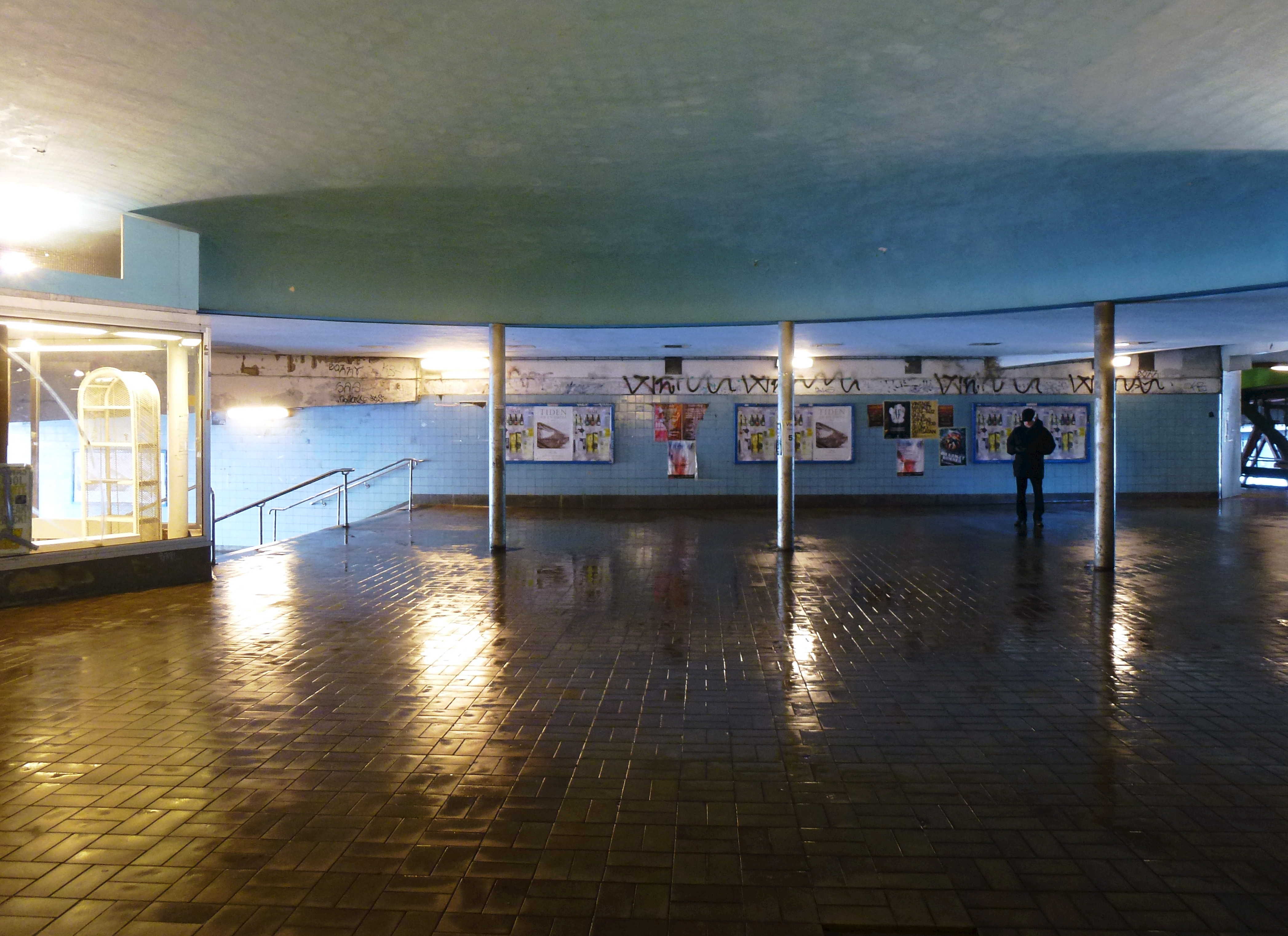
Blå bodarna, kupolen, 2014
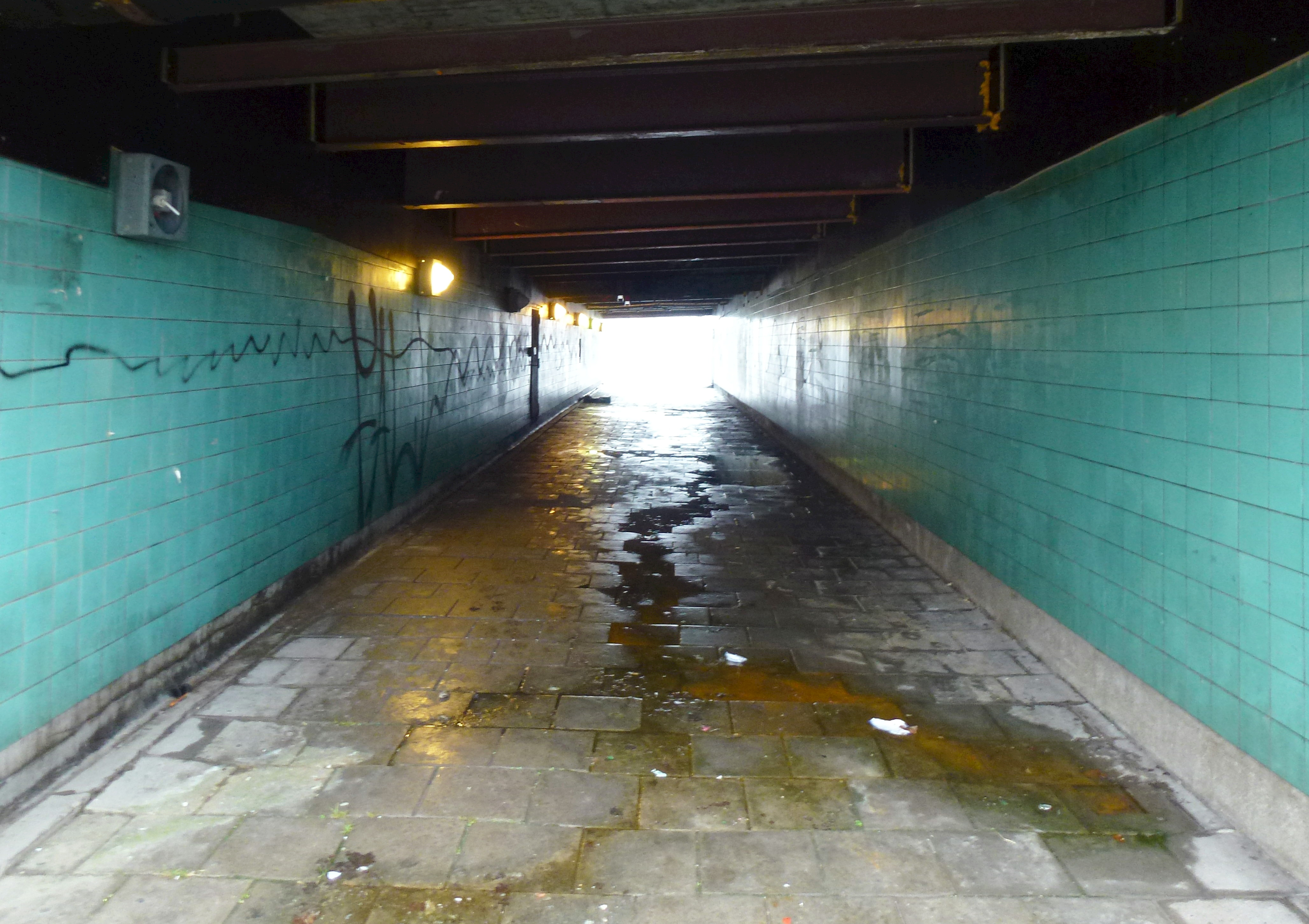
Gröna gången, 2014
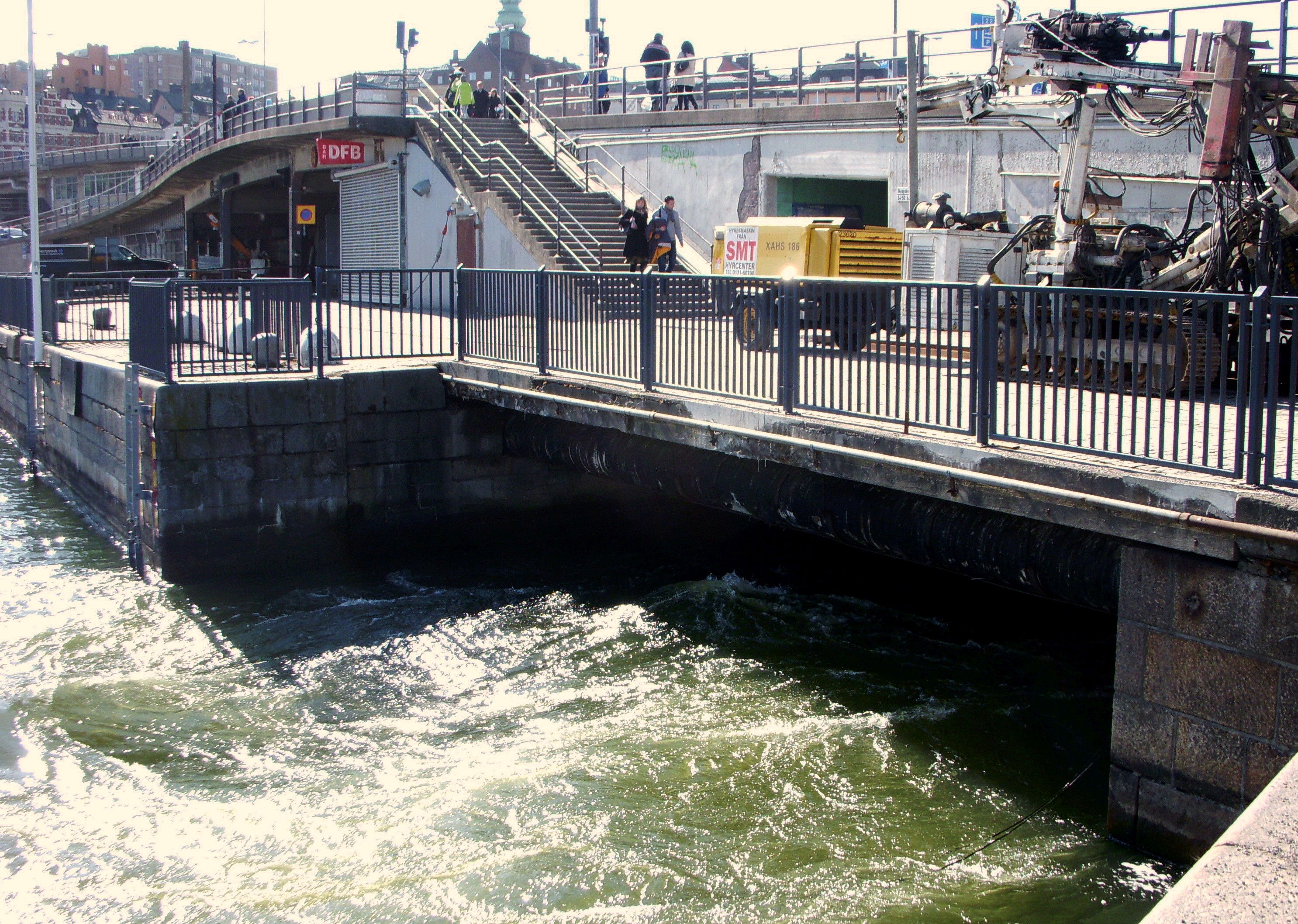
F.d. Nils Ericsons sluss, 2010
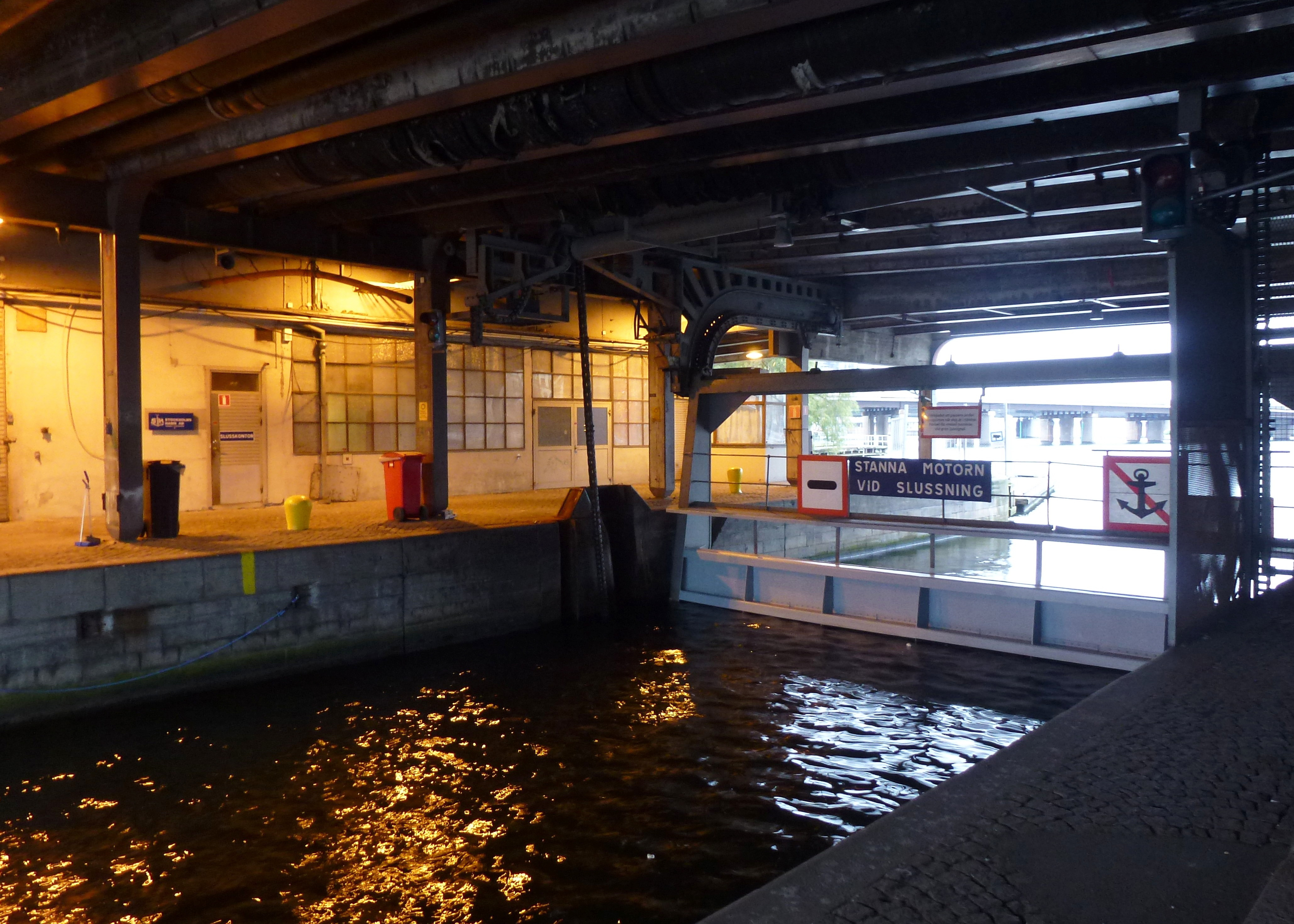
Karl Johansslussen, 2014

## Tiden efter 1935
Byggnadsarbetena med nya slussanläggningen var inte avslutade vid invigningen i oktober 1935 utan fortsatte några år till. År 1936 öppnades bland annat Slussgaraget med bilservice och bilverkstad, som drevs i privat regi. Verksamheten lades ner år 2013. Under Västra Slussgatan, till höger om Gula gångens trappa mot Sjöbergsplan, tillkom en Shellmack, som ursprungligen hade ett stort skärmtak.
I slutet av år 1936 stod Saltsjöbanans station färdig och mellan 1936 och 1938 inreddes de utrymmen för olika verksamheter som ligger under Slussens gator och ramper. En av dem var Svenska Manometerfabrikens verkstadslokal som låg från 1930-talet fram till hösten 2004 med fasader mot Franska bukten och nåddes via ett sidostråk av Blå bodarna. Öster om slussenanläggningen färdigställdes 1936 den nya Katarinahissen och KF-huset. Under 1950-talet uppfördes Kolingsborg (klart 1954) och tunnelbanans slutstation försvann då banans sammanbindningslinje mellan Slussen och T-centralen skapades (klart 1957). I mitten av 1960-talet däckades den gamla tunnelbanestationen över och Ryssgården med entré och trappor ner till Stadsmuseet i Stockholm anlades.
En stor förändring av "slussenkarusellen" var Högertrafikomläggningen 1967. Även om Slussen redan från början i viss mån var förberedd för högertrafik fick några körbanor byggas om, exempelvis dubbelviadukten där Katarinavägen går under Skeppsbron.
Den senaste större ombyggnaden genomfördes när Slussens bussterminal (invigd 1971) ersatte rangerbangården i kajplanet.  Här börjar och slutar all busstrafik från Stockholm ut till Nacka och Värmdö. Bussarna fick därmed en centralt belägen terminal med anslutning till Slussens tunnelbanestation och Saltsjöbanan. Åren 1985 till 1987 genomgick terminalen en större ombyggnad.

### Historiska bilder

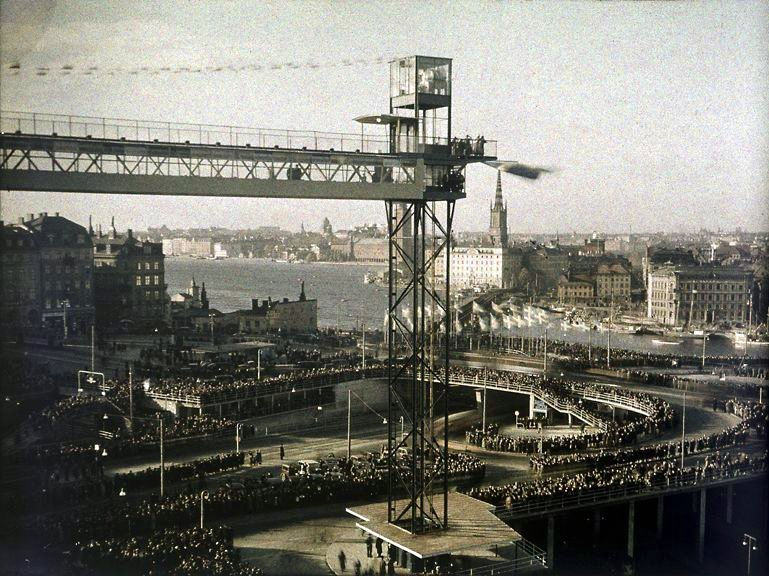
Invigningen, 15 oktober 1935
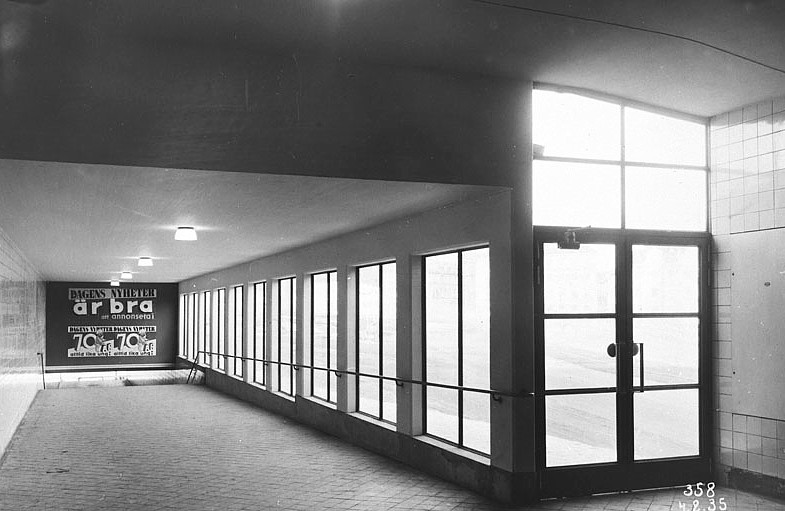
Gula gången 1935
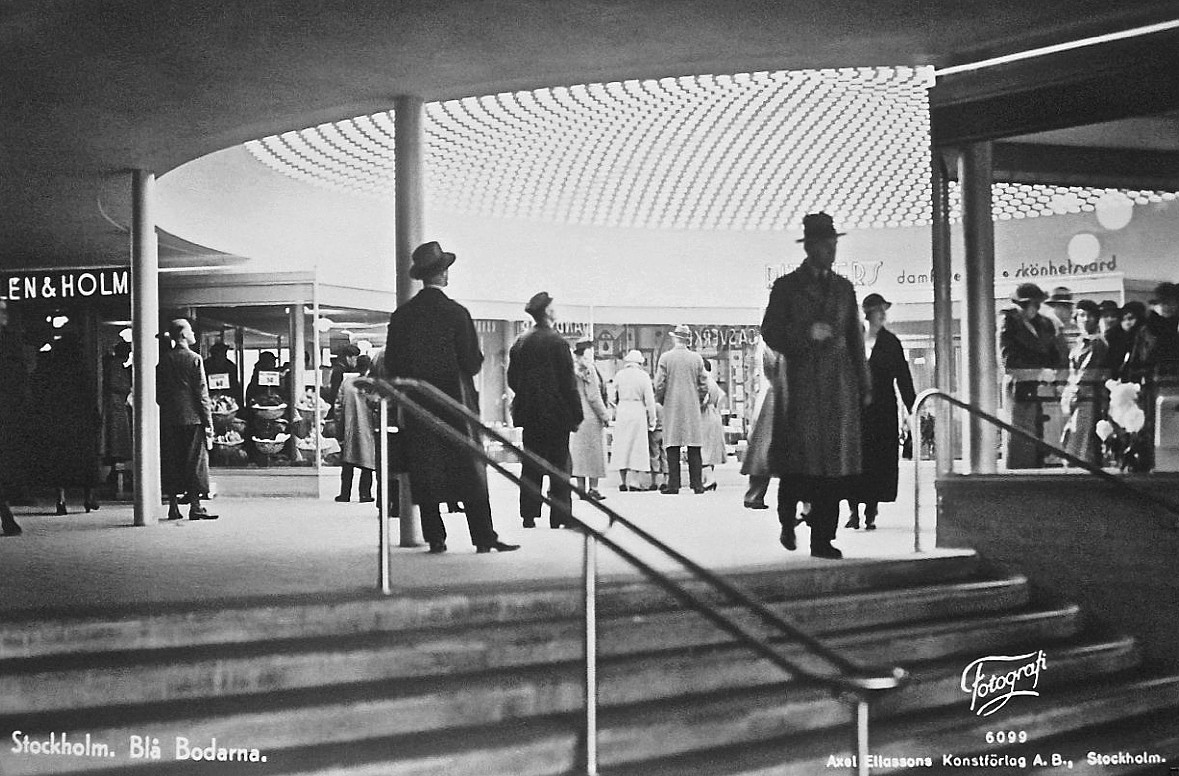
Blå bodarnas kupoltak 1930-tal
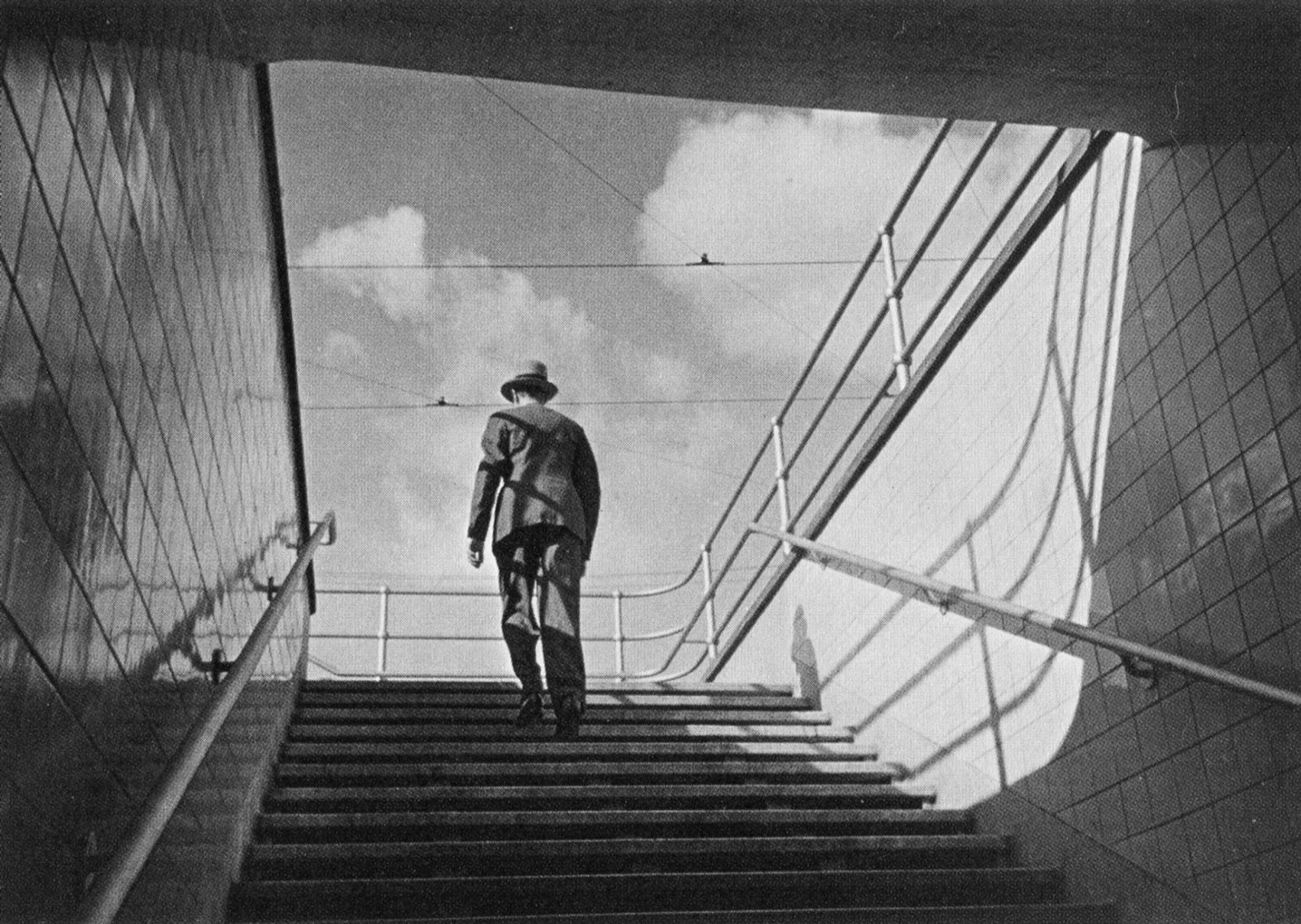
Trappa från Blå bodarna 1936
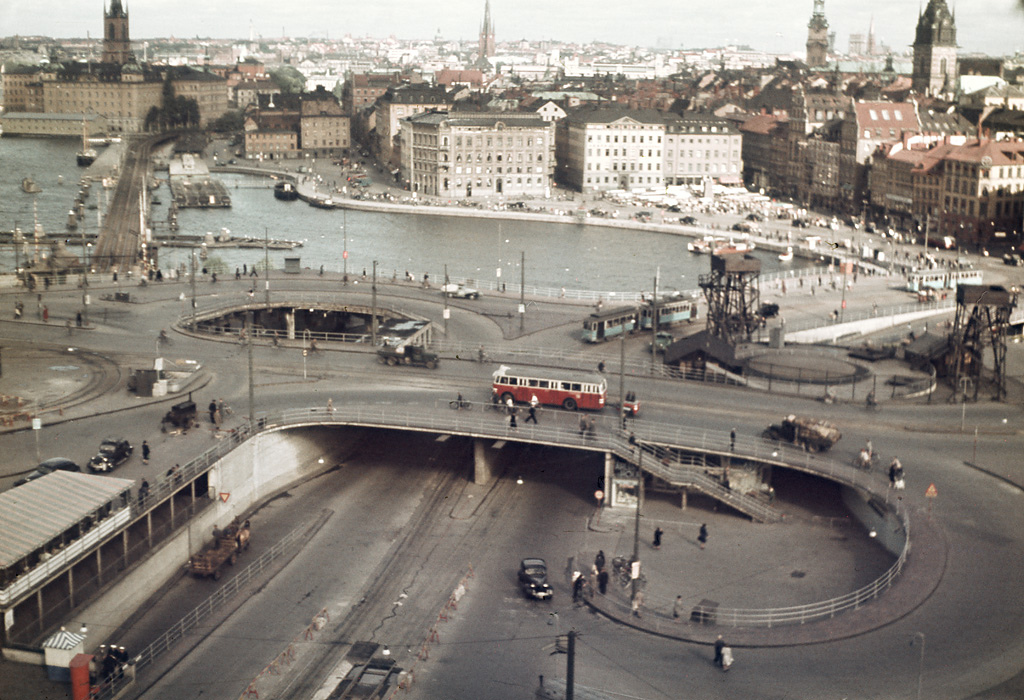
Slussen 1945
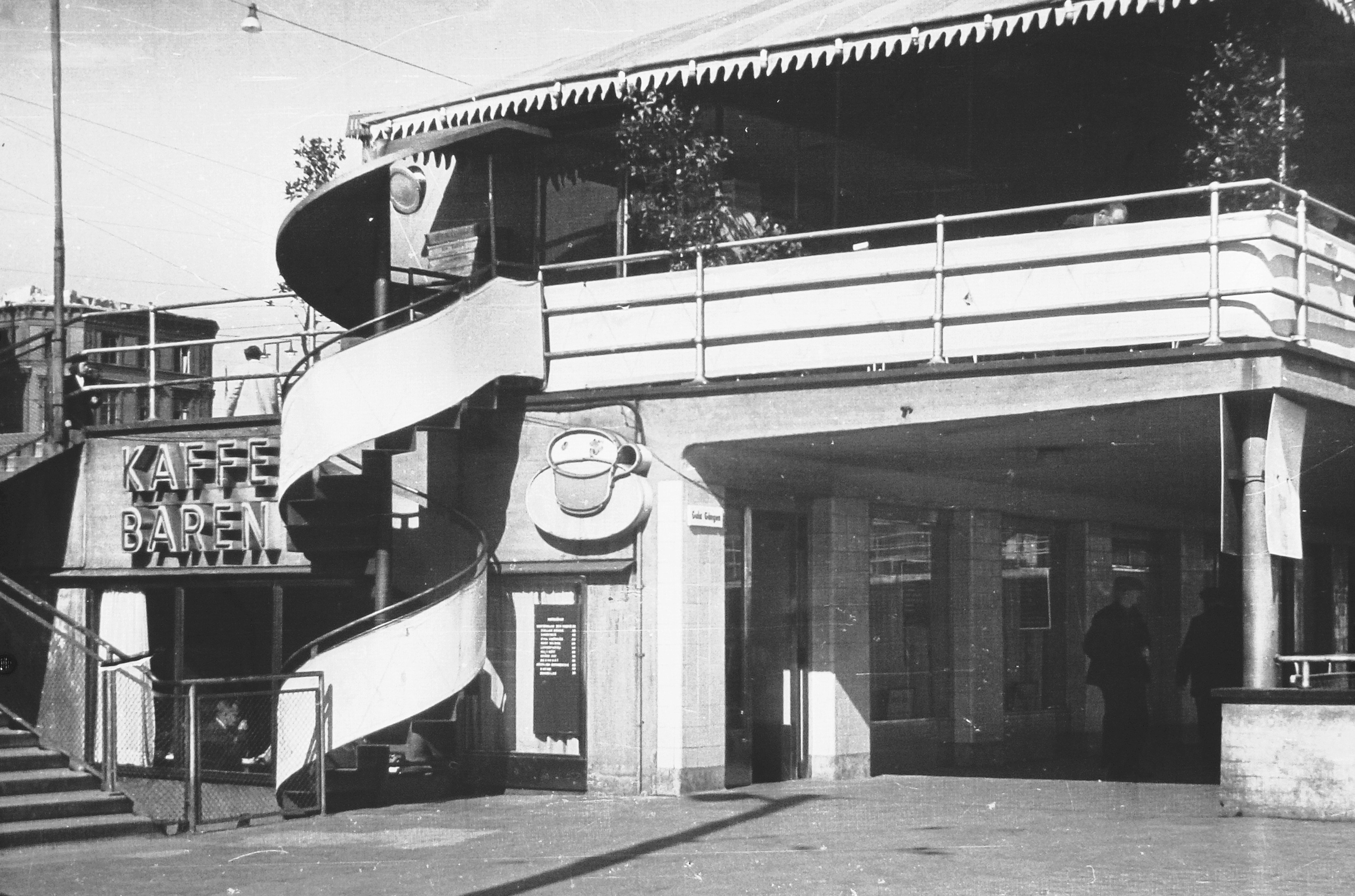
"Kaffe Baren" 1945
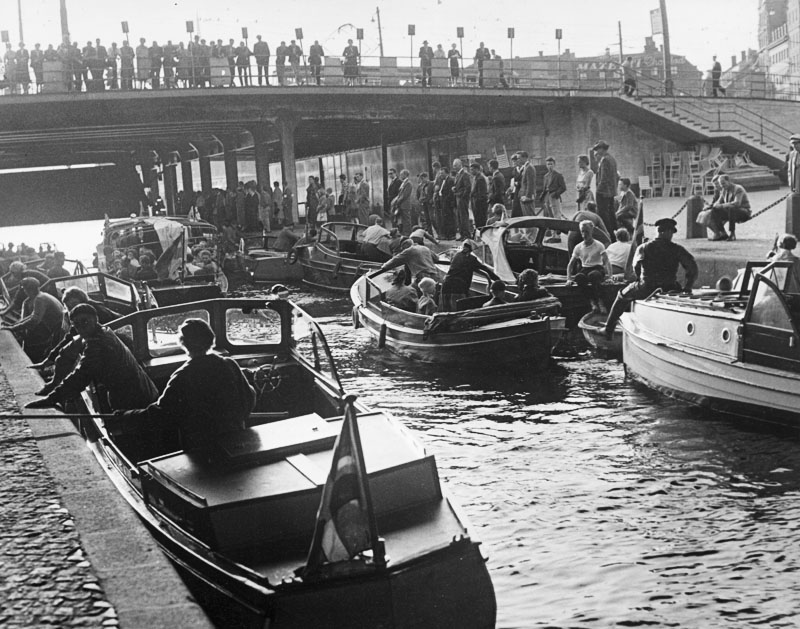
Slussning pågår 1958
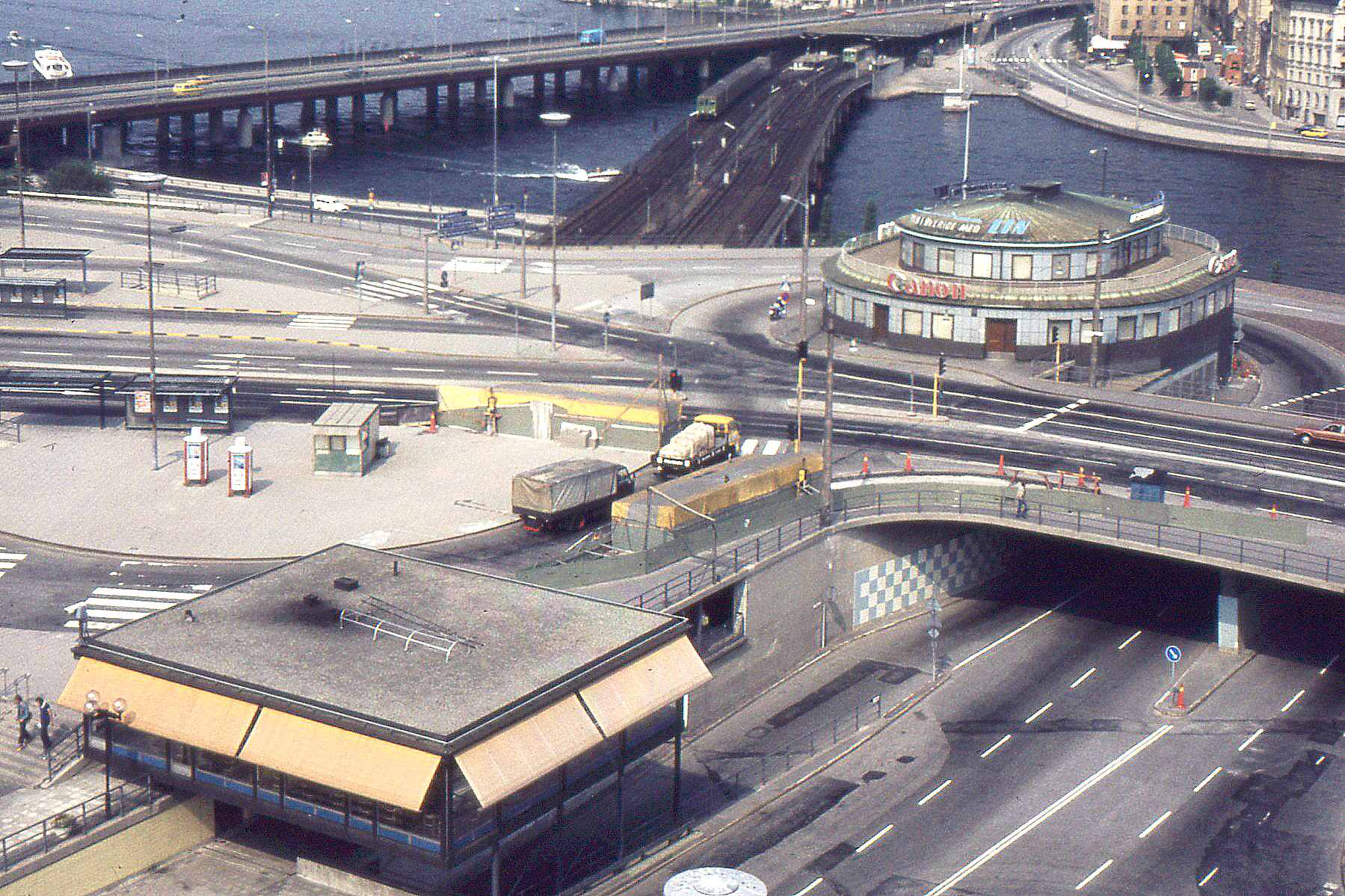
Restaurang Strömmen och Kolingsborg 1978

## Underhåll och ombyggnadsbehov

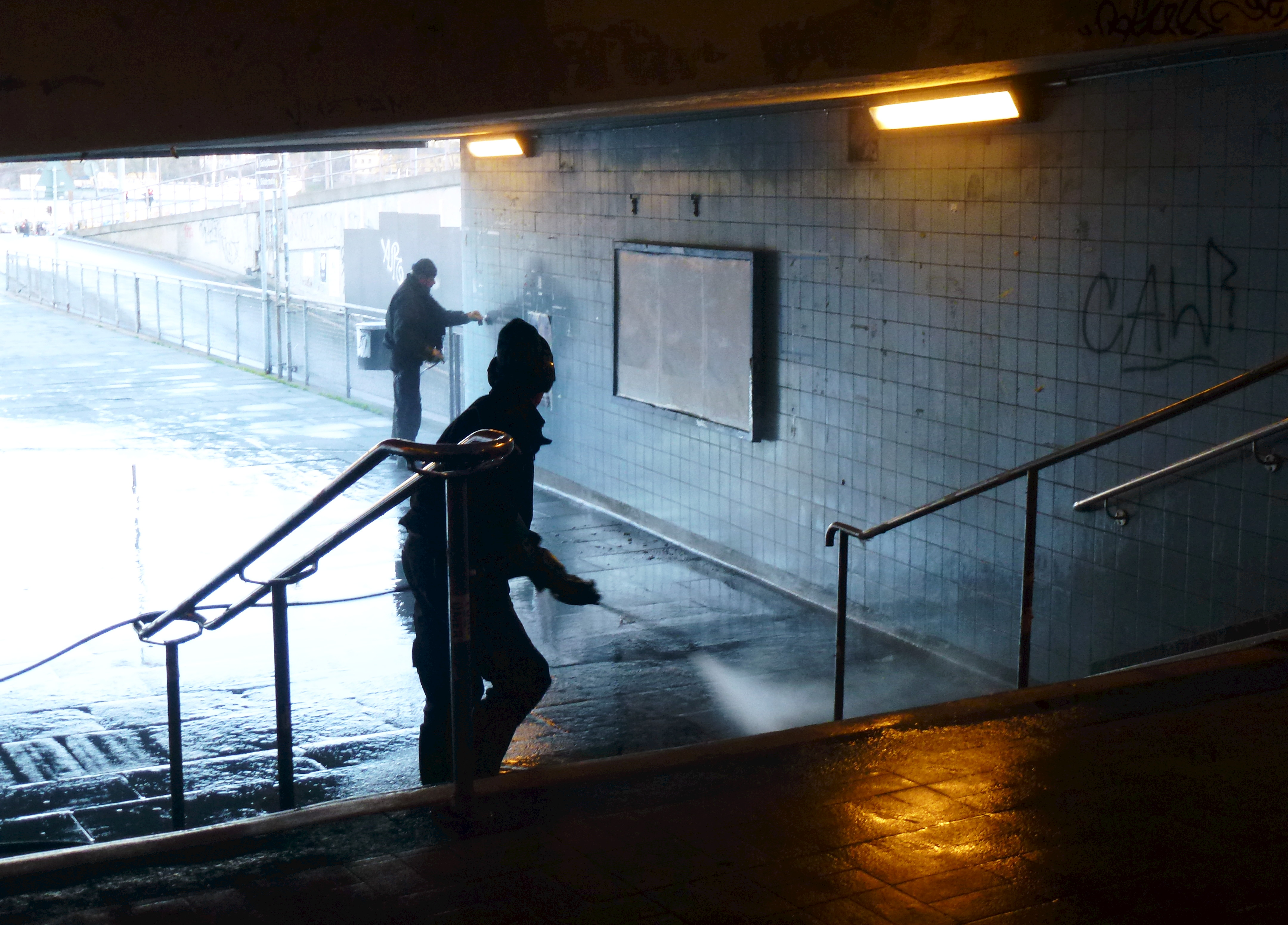
Klottersanering i Blå bodarna, 2014.

Under 1940- och 1950-talen skedde kontinuerliga underhållsarbeten. Bland annat byttes många av slussendäckets dilatationsfogar. Redan 1954 tätades och stängdes Blå bodarnas kupol av glasblock med gummifolie och asfalt på grund av läckage. I samband med underhållsarbeten på 1950-talet noterades för första gången Slussens bristfälliga grundläggning som visade sig i att vissa pålar hade sjunkit.
Under 1970- och 1980-talen skedde underhållsarbeten av den bärande konstruktionens däck, pelare och balkar. Under 1980-talet tillkom separata cykelbanor som resulterade i breddning av Norra Järngraven och rivning av delar av byggnaderna norr om gatan. På 1990-talet kom larmrapporter om bristfällig grundläggning och tekniska problem gällande körbanor, däck och bärande konstruktion. Det tidigare kontinuerliga underhållsarbetet koncentrerades nu till akuta ”brandkårsutryckningar”.
Delar av Slussens trafikapparat uppvisade på 2000-talet omfattande skador. Enbart 2003 togs 5 ton betong bort för att inte skada människor och fordon, och akuta reparationer kostade varje år 3–5 miljoner kronor. Stockholms stad har genomfört omfattande materialundersökningar och mätningar. Bland annat har 515 av totalt 560 pelare mätts upp. År 2014 finns sättningar med upp till 250 millimeter som ökade med upp till 4 millimeter/år.
En del av de gamla betongtrapporna revs och några ersatts av ståltrappor. Bland andra skador kan nämnas: läckande fogar, frostskador i betongen, korrosionsskador på stålpelare och stålbalkar samt uttjänad broisolering.  Ständigt stöttades och förstärktes betongen med provisoriska stålkonstruktioner. Stora delar av Slussen sjönk långsamt på grund av undermåliga pålar. Sättningar har i första hand uppstått i Slussens östra del där så kallad frankipålning användes (se närmare under avsnitt "Konstruktion och grundläggning").
Hösten 2004 fick tjänstemännen i Stockholms stad uppdraget att arbeta fram ett referensalternativ, "Nybyggt bevarande", med klöverbladsmodellen som förebild. Förslagen ställdes mot varandra och tjänstemännen i fem förvaltningar (trafikkontoret, markkontoret, stadsbyggnadskontoret samt stadsdelskontoren i Katarina-Sofia respektive Maria-Gamla stan) föreslog i oktober 2005 att politikerna väljer nybyggnadsalternativet "Nya Slussen".

### Nedläggningar
I slusskonstruktionen med ingång från Karl Johans Torg låg länge nattklubbarna Debaser, som stängde sin verksamhet i lokalen den sista september 2013. Kolingsborg hade sina sista evenemang i december 2013 och Restaurang Strömmen stängde 31 oktober 2014. Bredvid Slussen vid Stadsgårdskajen låg restaurangbåten M/S Patricia i 30 år. Båten flyttades i november 2013 till Söder Mälarstrand vid Münchenbryggeriet. En stor del av butikerna i Blå bodarna började stängas år 2010 och i november 2014 fanns bara en affär kvar. Anledningen till nedläggningarna och flytten av restaurang- och klubbverksamheterna var förberedelser inför den planerade rivningen av Slussen. Under hösten 2014 revs Slussens blomsterkiosk. 

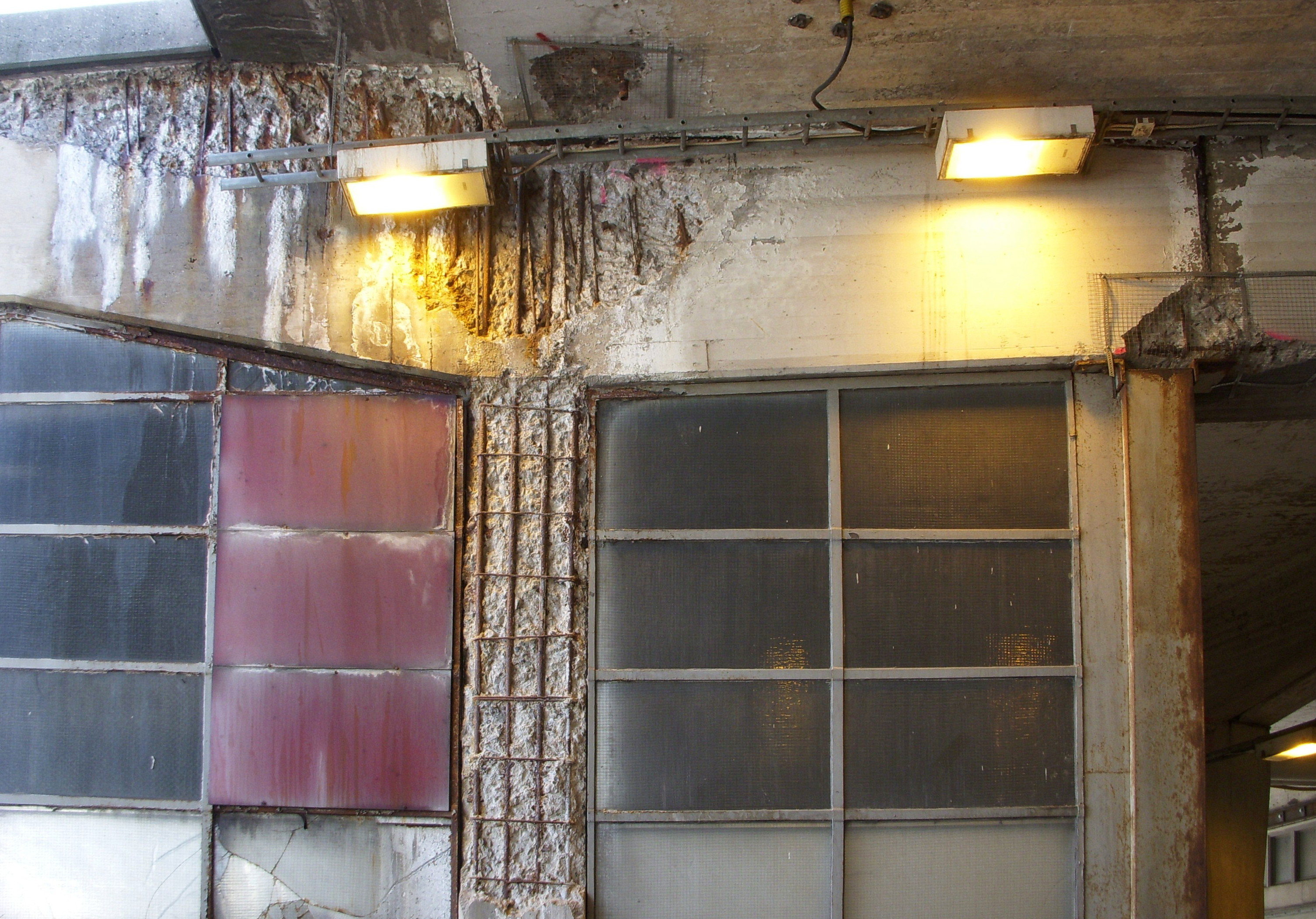
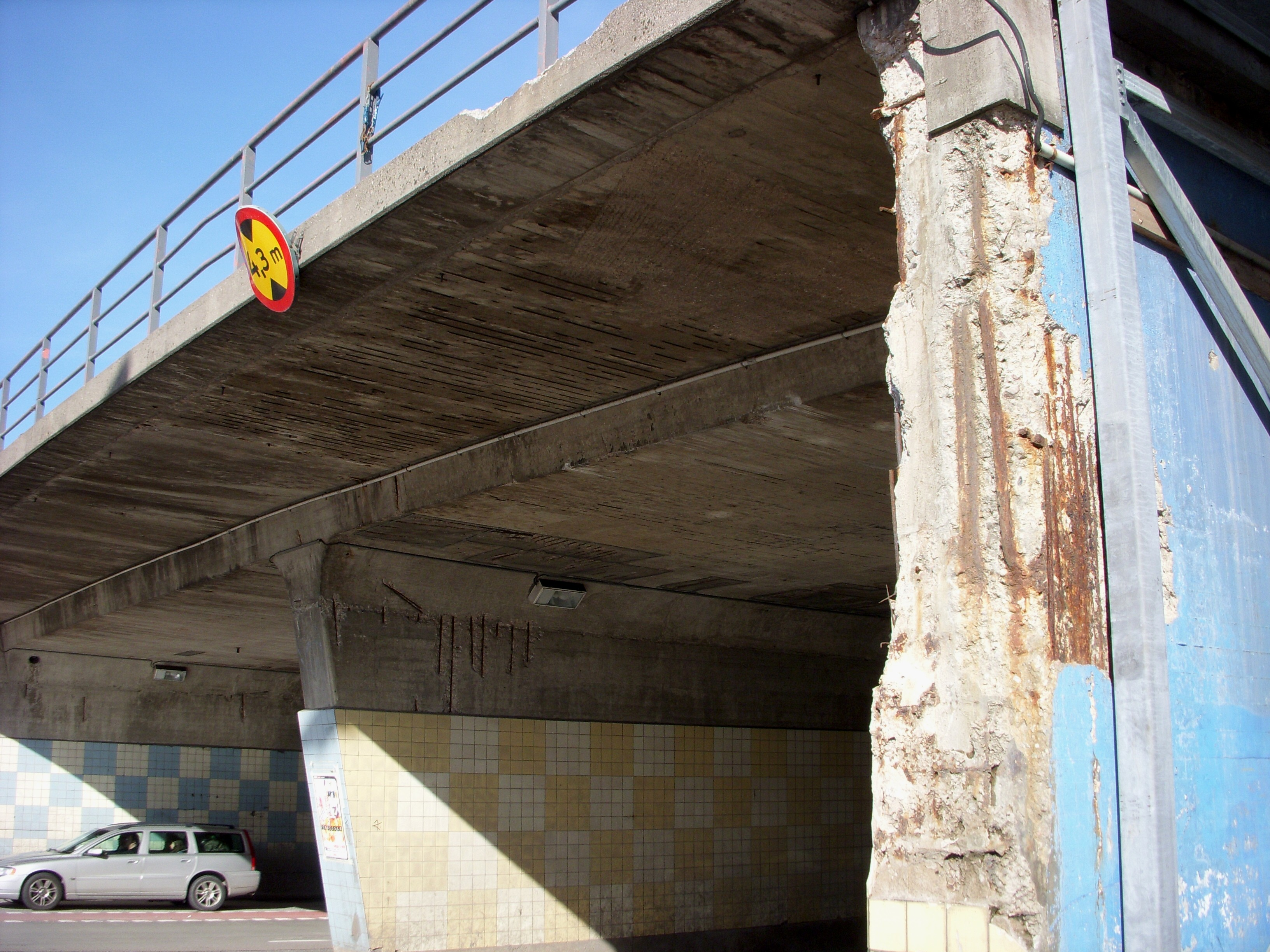
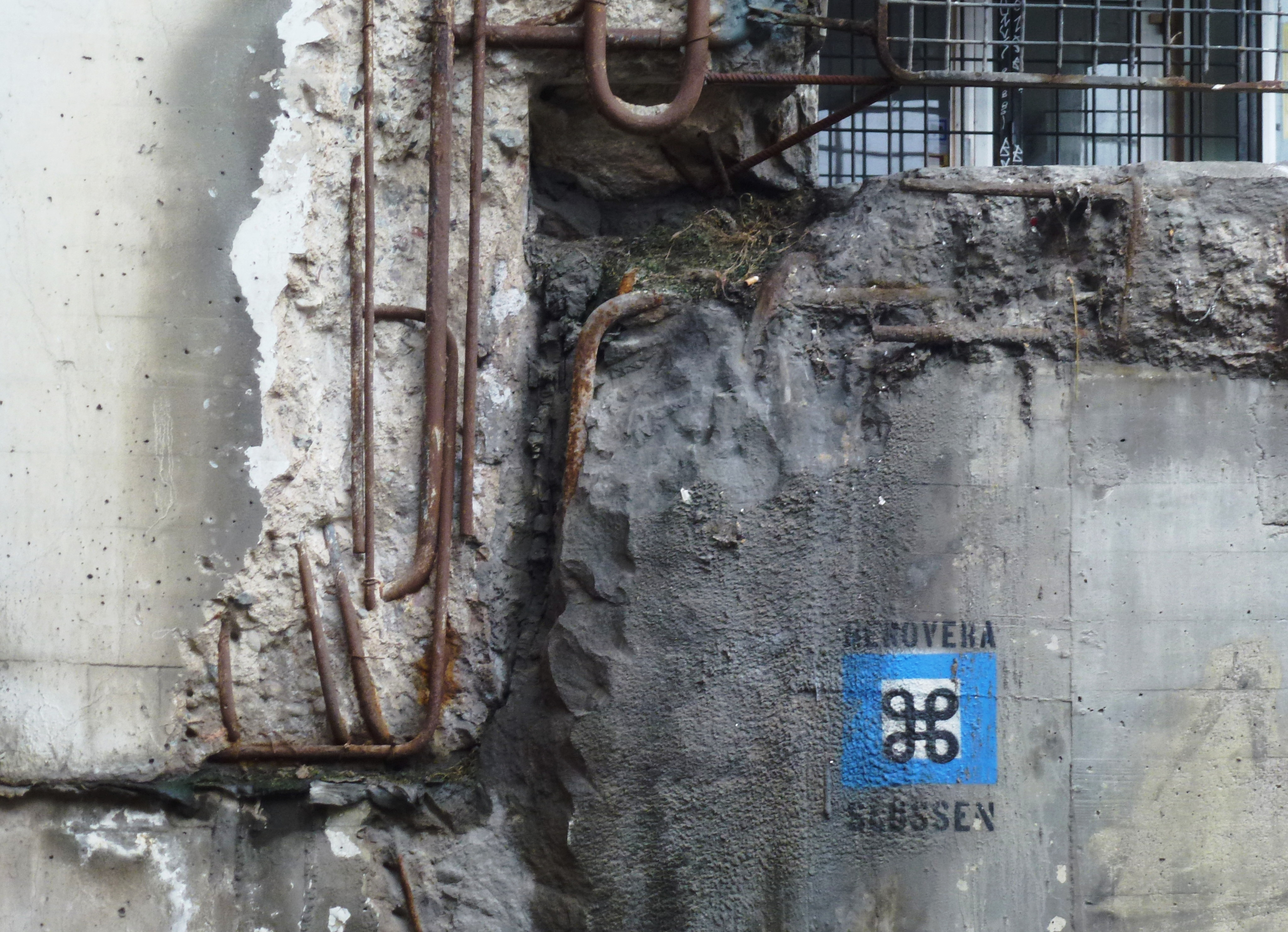
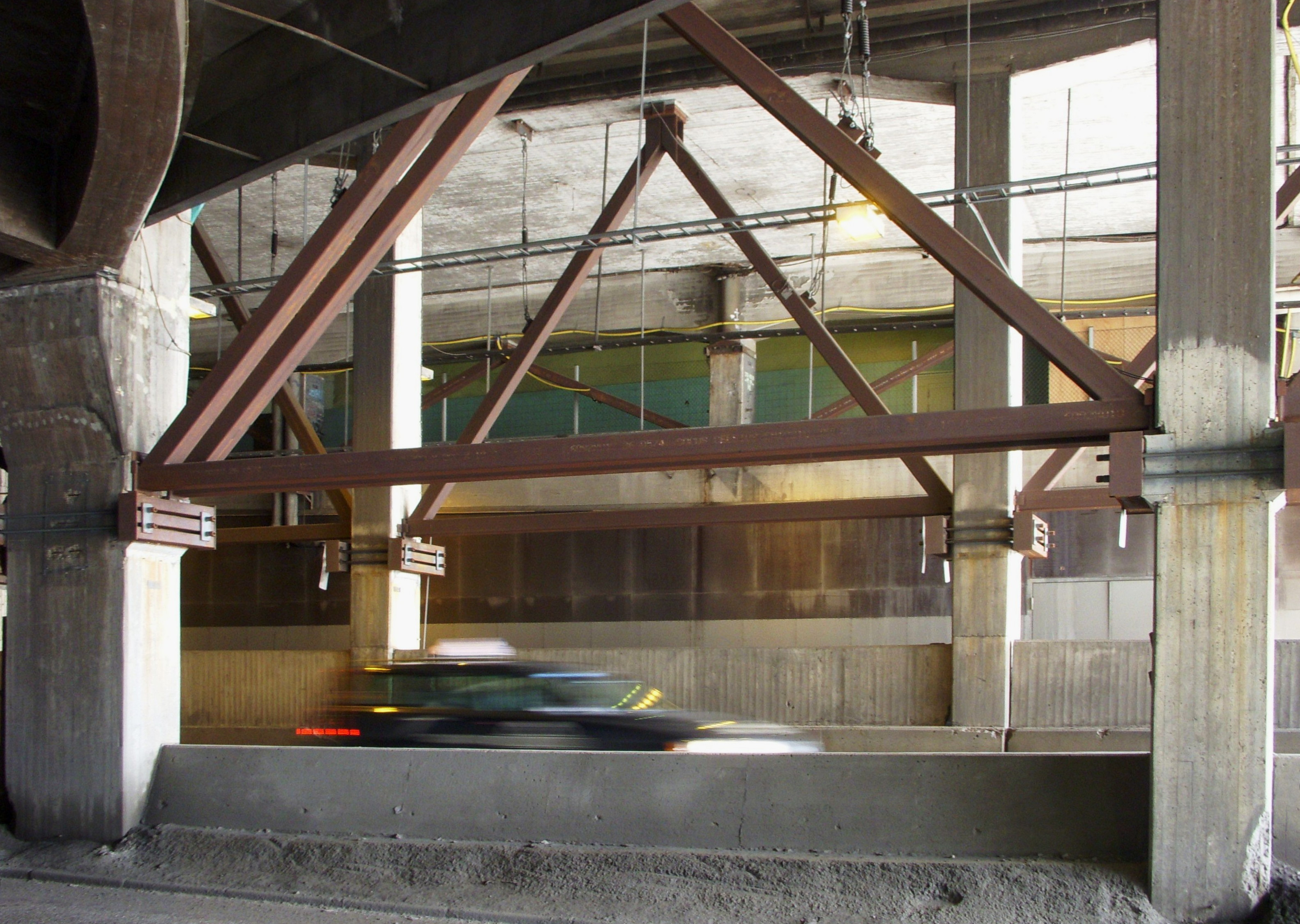

Exempel på skador och lagningar

## Rivning
Efter att ett slutligt genomförandebeslut för projektet Nya Slussen antagits av Stockholms kommunfullmäktige den 28 september (med 91 ja-röster mot 6 nej-röster) började de synliga rivningsarbetena den 1 oktober 2015 med rivning av Kolingsborg. De östra delarna av trafikanläggningen började rivas med start efter midsommarhelgen 2016. Den kvarvarande västra delen ändrades samtidigt för att möjliggöra dubbelriktad fortsatt buss-, bil-, cykel- och gångtrafik, dock med viss begränsad framkomlighet. Denna västra del stängdes av och rivningen av denna del påbörjades när huvudbron öppnades 26 oktober 2020. 

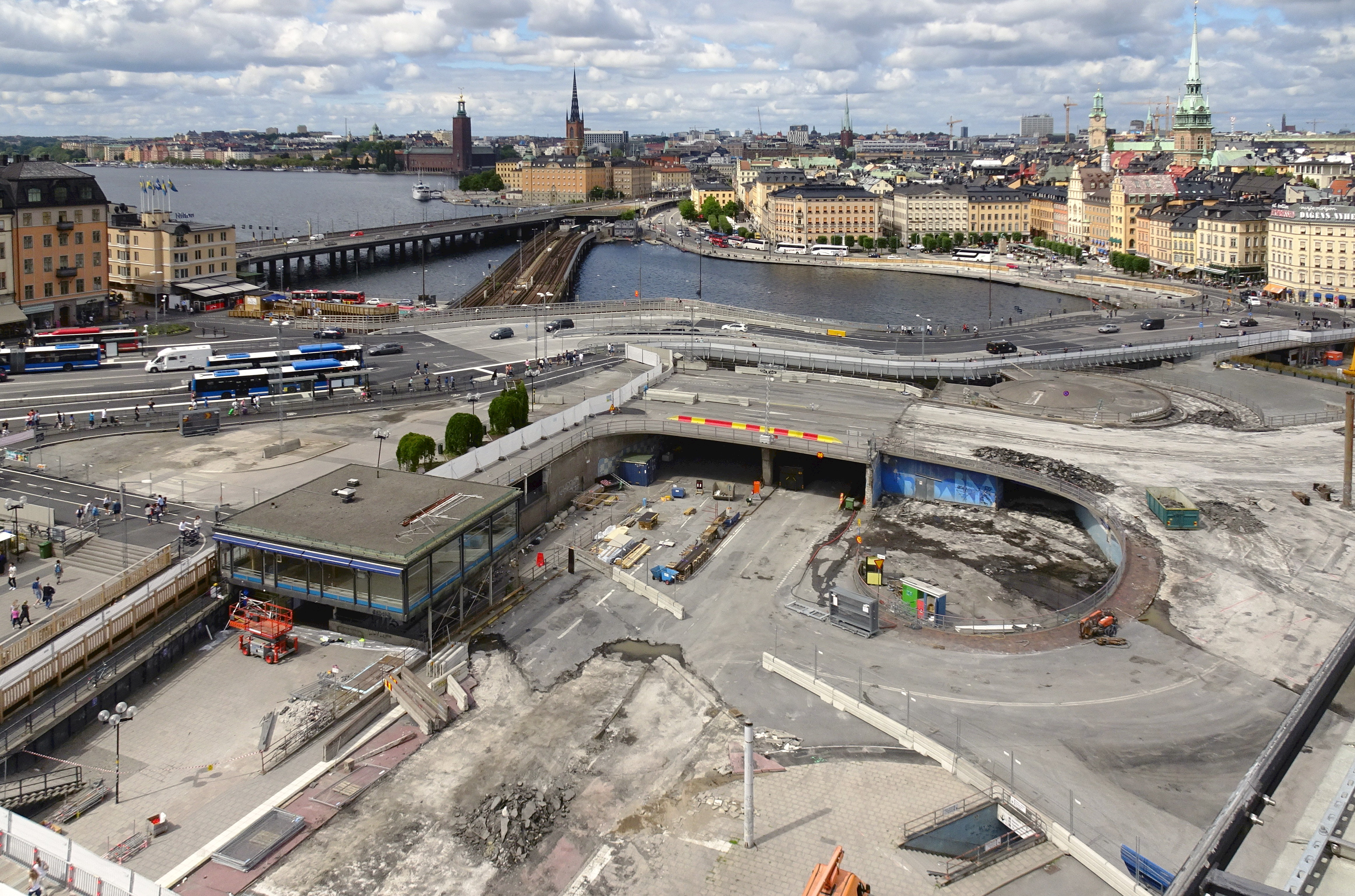
Slussen, juli 2016
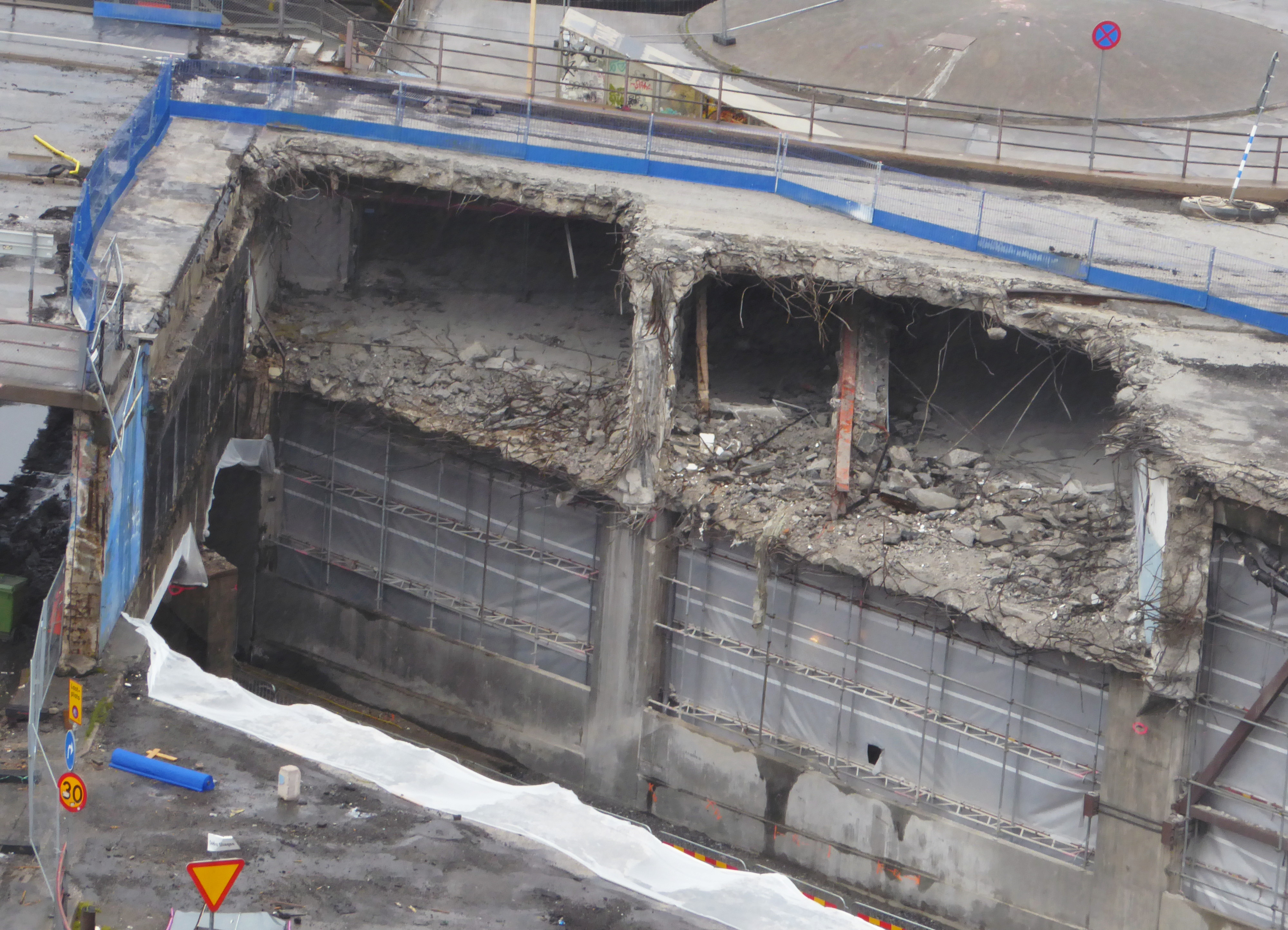
Blå bodarna, augusti 2016
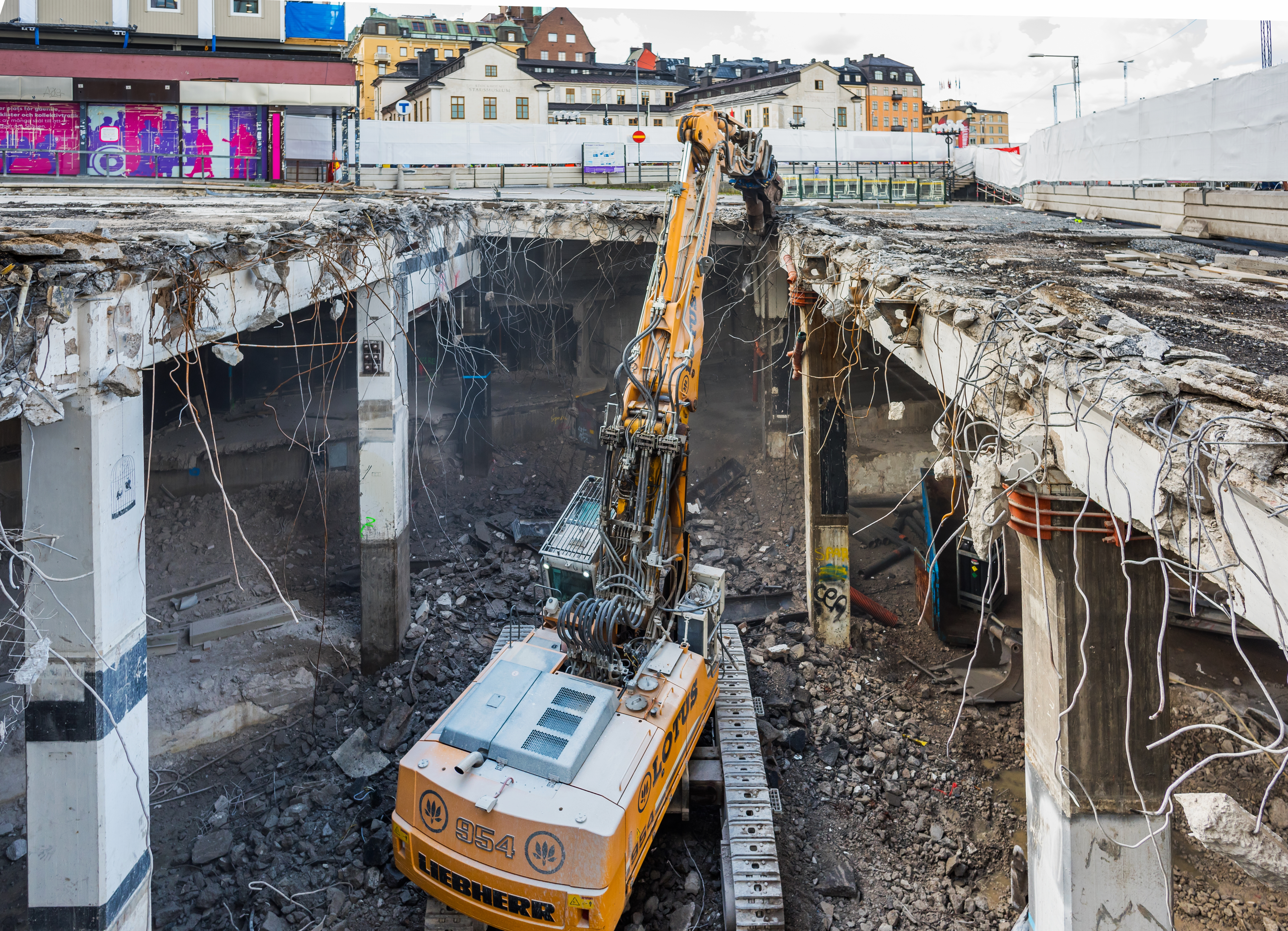
Östra bron, augusti 2016
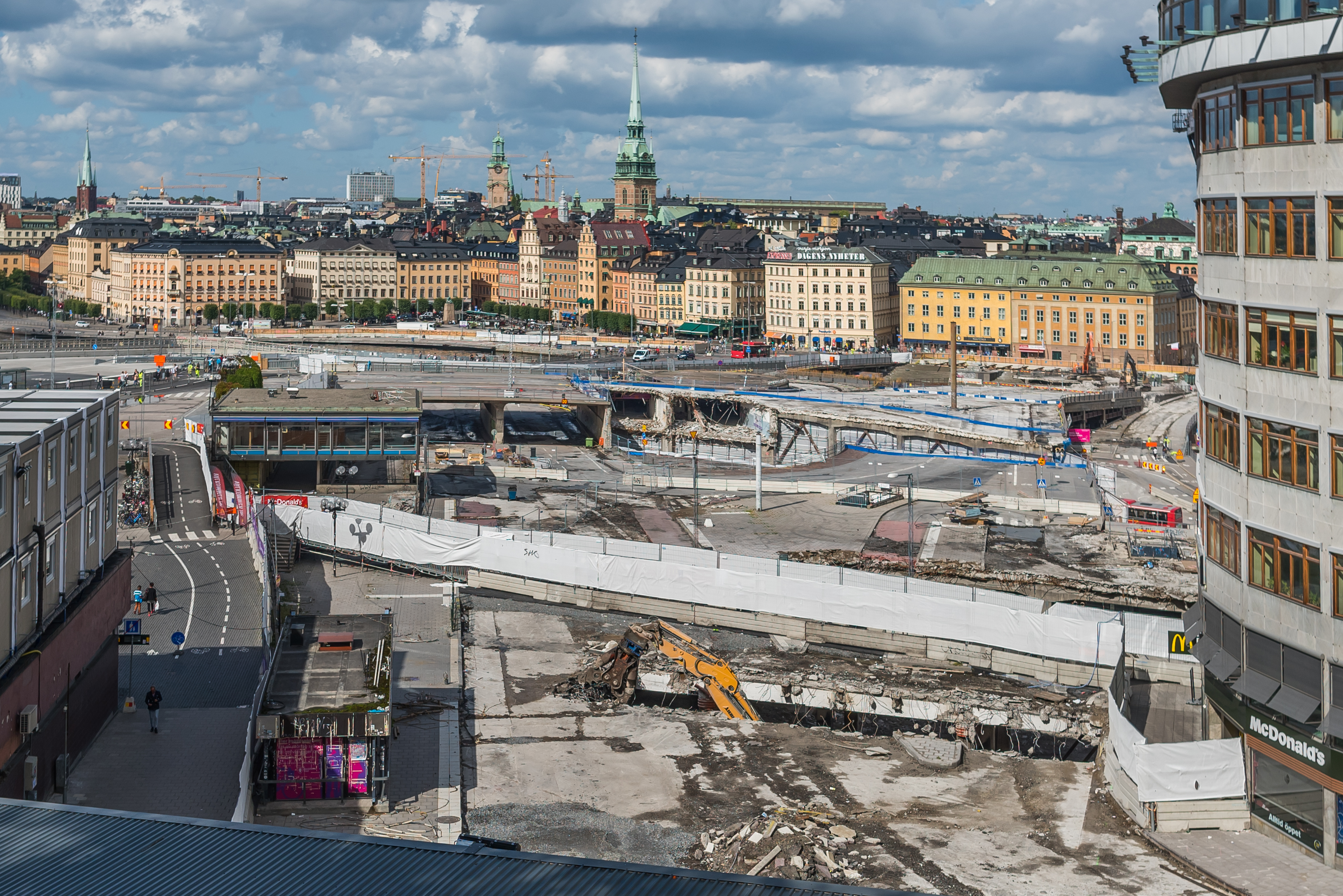
Vy mot Gamla stan, augusti 2016
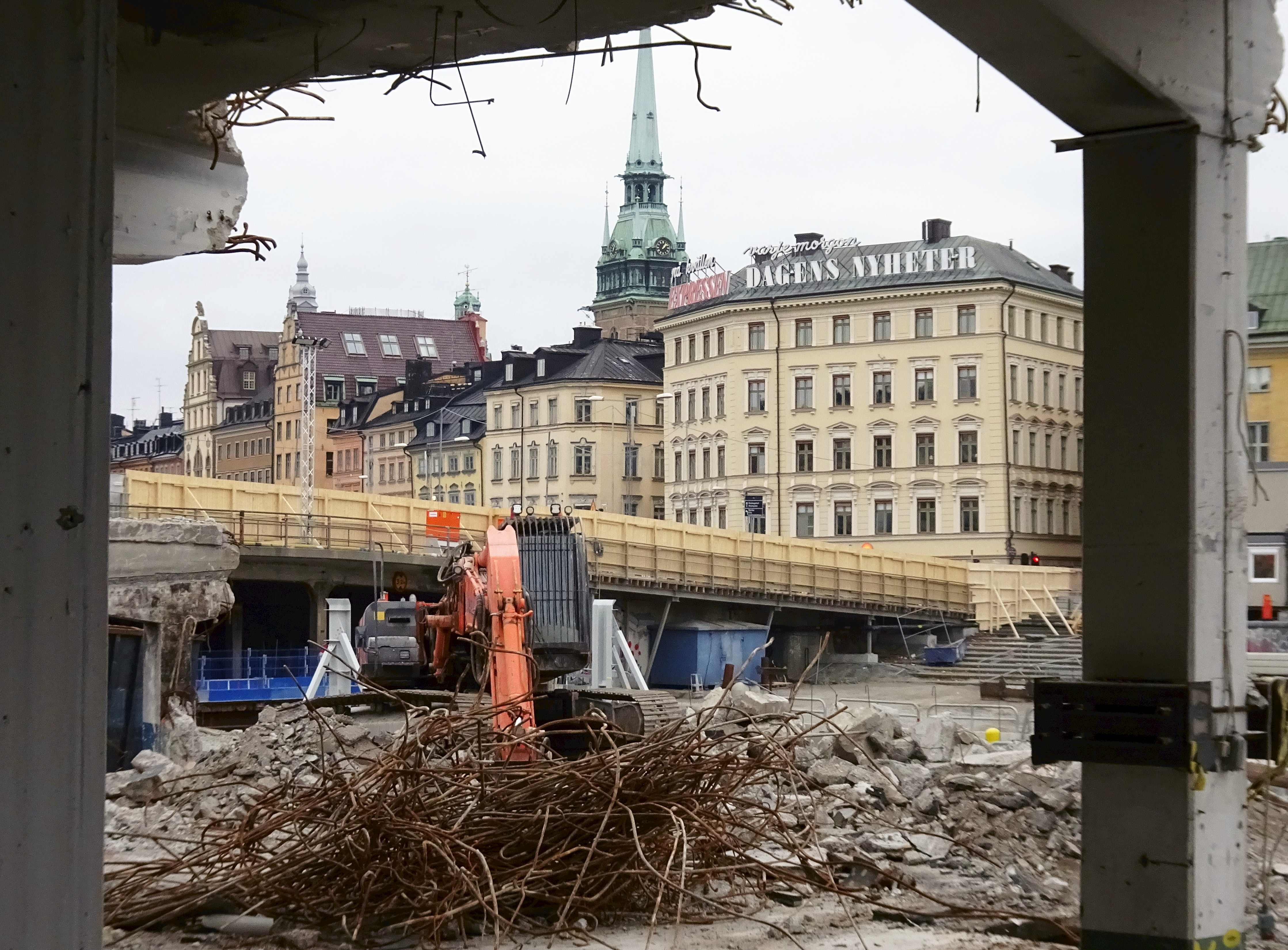
Vy mot gamla stan, oktober 2016
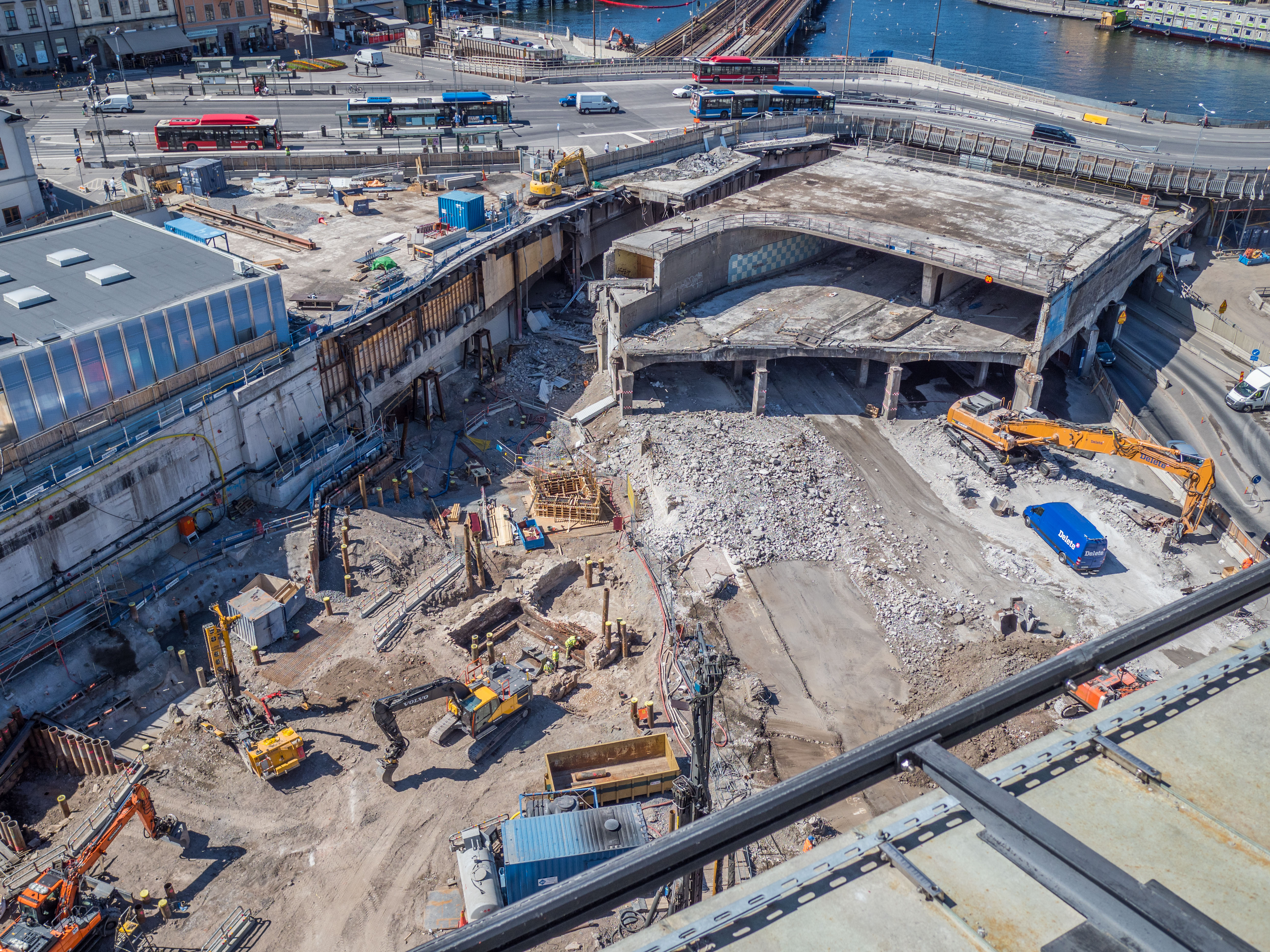
Slussenområdet, juli 2018
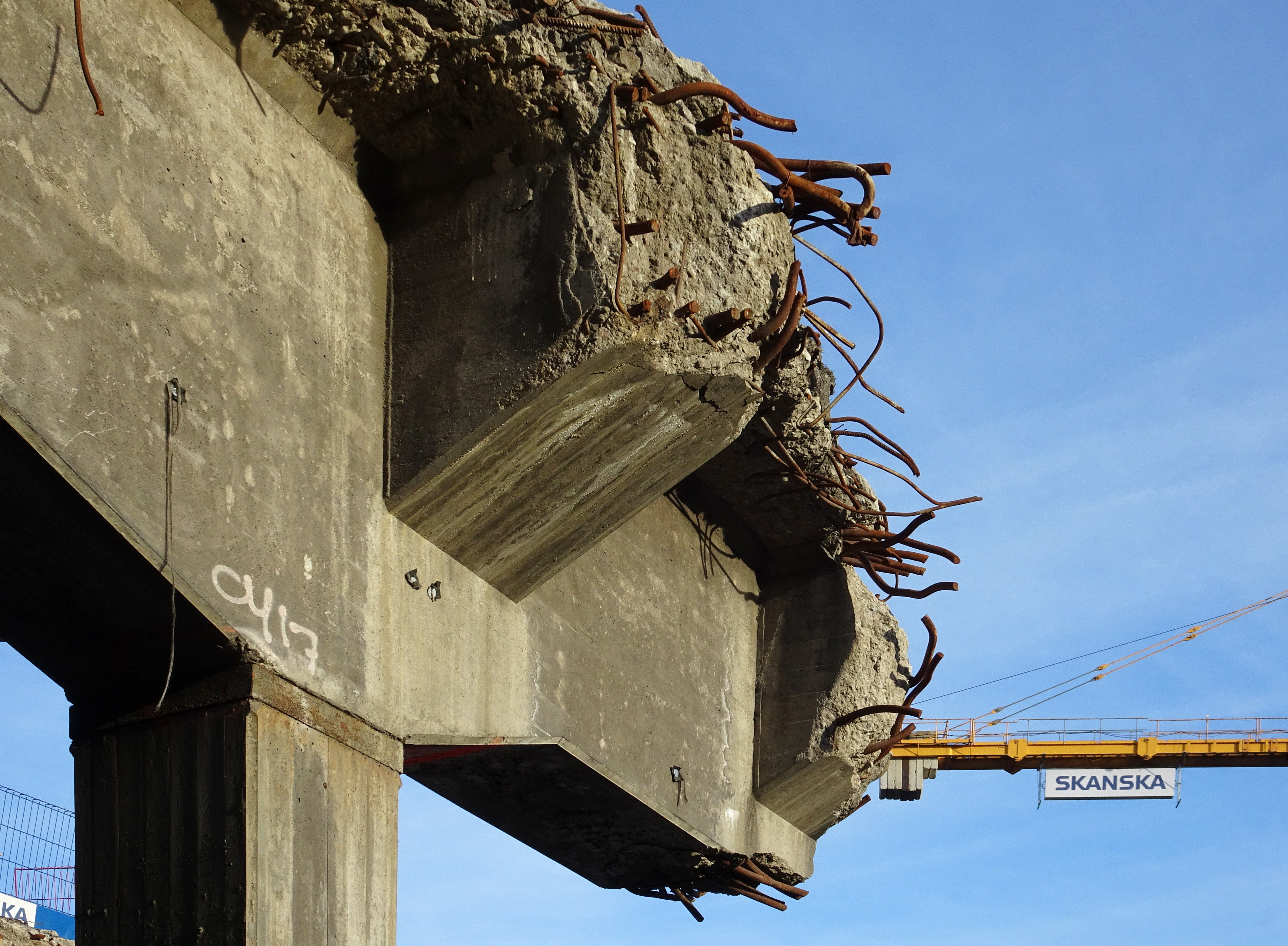
Betongkonstruktion under rivning, november 2019
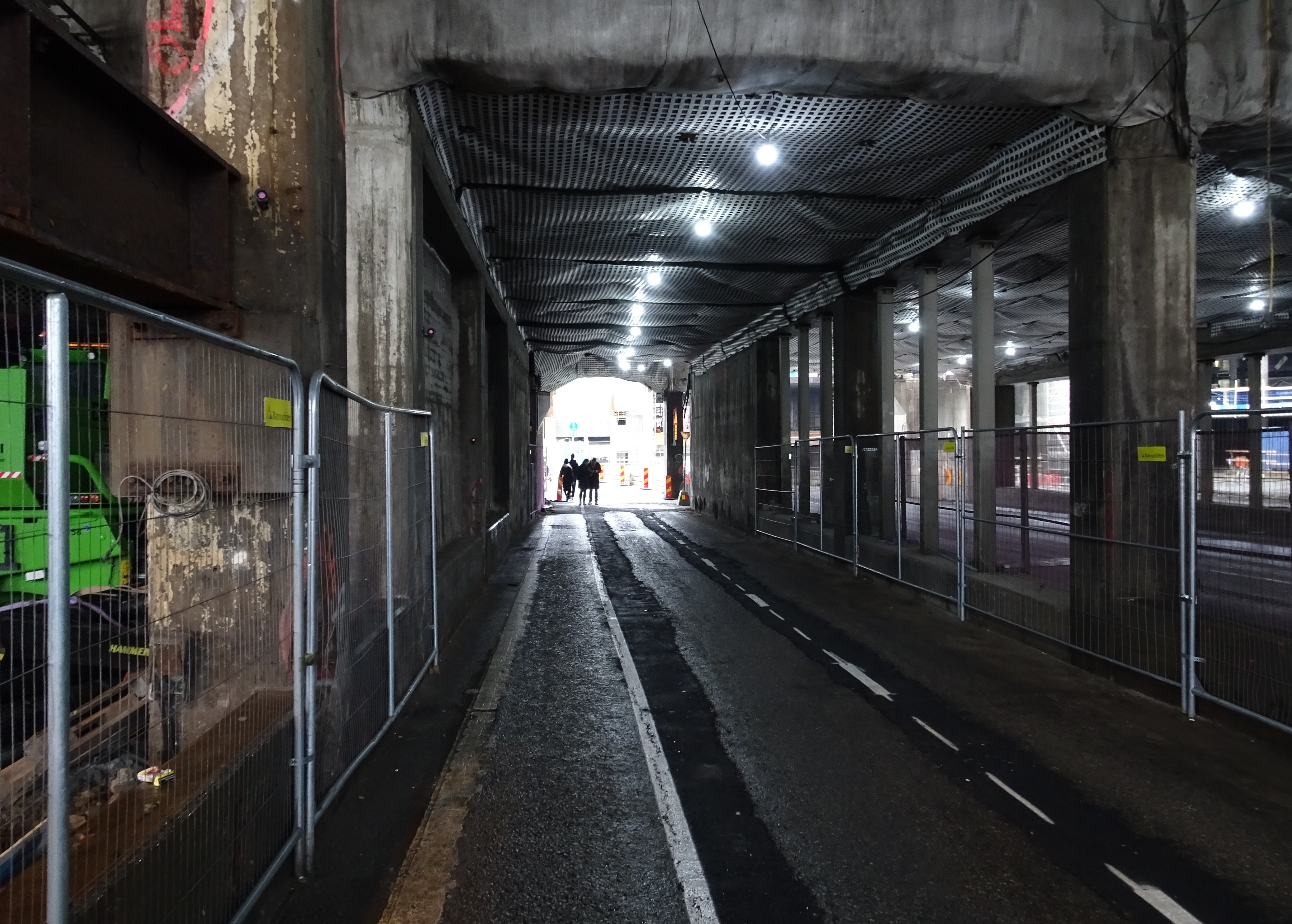
Gång- och cykelväg genom gamla Slussen, oktober 2020

### Noter

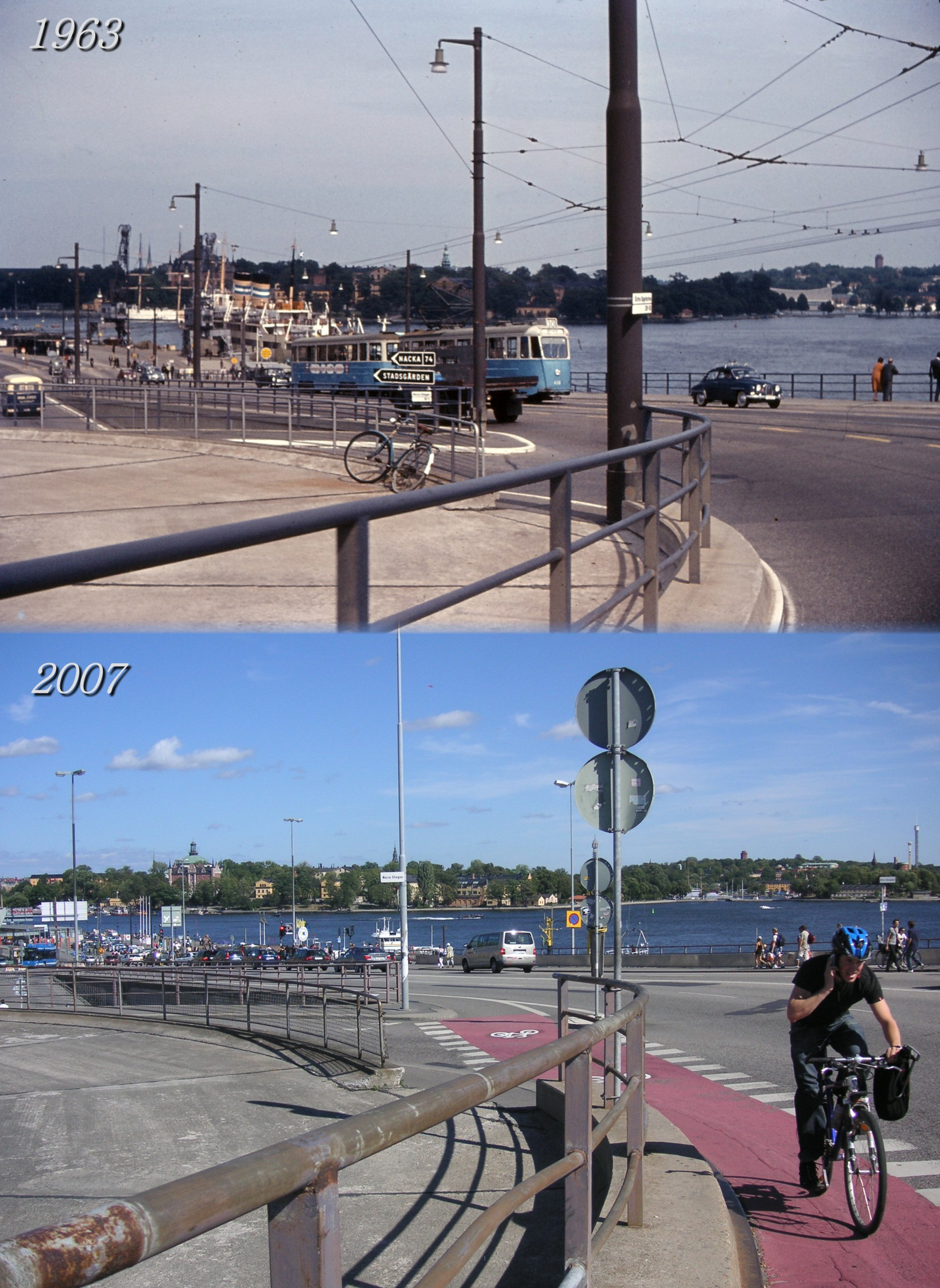
Slussenkarusellen från samma plats, 1963 och 2007

## Vidare läsning

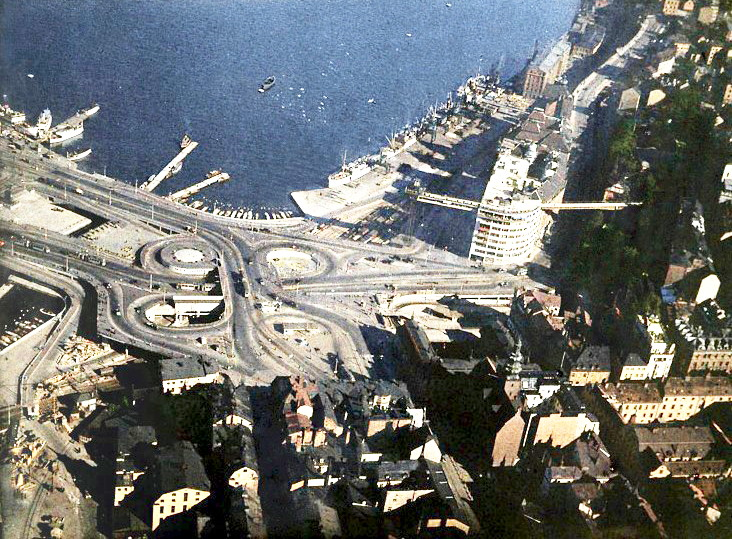
Slussen, vy mot norr, 1936. Foto Gustaf Cronquist.